# Haití
Haití, oficialmente República de Haití (en francés: République d'Haïti, y en criollo haitiano: Repiblik d Ayiti) es un país americano ubicado en La Española; es uno de los trece Estados que forman la América Insular, Antillas o Islas del mar Caribe. Su capital y ciudad más poblada es Puerto Príncipe. Haití es conocida por ser la primera «república negra» del mundo en constituirse e independizarse y, económicamente, por ser el país más pobre de América en el siglo XXI, pese a haber sido uno de los mayores generadores de riqueza del siglo XVIII, cuando generaba el 40 % del comercio exterior de Francia, y duplicaba el producto de todas las colonias inglesas, juntas.
Lingüísticamente, el país caribeño es latinoamericano, pues sus idiomas mayoritarios, el criollo haitiano y el francés, son lenguas romances. El único país con el que comparte fronteras terrestres es la República Dominicana.
Haití fue habitado originalmente por el pueblo taíno.En 1492, Cristóbal Colón estableció el primer asentamiento europeo en América, La Navidad, en su costa noreste. La isla fue parte del Imperio español hasta 1697, cuando la porción occidental fue cedida a Francia y se convirtió en Saint-Domingue, dominada por plantaciones de caña de azúcar trabajadas por africanos esclavizados. La Revolución haitiana de 1791 a 1804 convirtió a Haití en el primer estado soberano del Caribe, la segunda república de las Américas, el primer país de las Américas en abolir oficialmente la esclavitud y el único país en la historia establecido por una revuelta de esclavos.El siglo XIX fue testigo de una inestabilidad política, aislamiento internacional, una deuda con Francia e invasiones fallidas a la República Dominicana, incluida una costosa guerra. Las fuerzas estadounidenses ocuparon Haití desde 1915 hasta 1934, seguido por el gobierno dictatorial de la familia Duvalier entre 1957 a 1986. Nuevamente en 2004 hubo una crisis política en la que intervino la ONU. En la década de 2010, un terremoto catastrófico y un brote mortal de cólera devastaron el país.
Haití es miembro fundador de las Naciones Unidas, la Organización de los Estados Americanos (OEA), la Asociación de Estados del Caribe, y la Organisation internationale de la Francophonie. Además de la CARICOM, es miembro del Fondo Monetario Internacional, la Organización Mundial del Comercio, y la Comunidad de Estados Latinoamericanos y Caribeños. Haití, históricamente ha sido un país pobre y políticamente inestable, ha enfrentado severas crisis económicas y políticas, actividad de pandillas y el colapso de su gobierno tras el asesinato del presidente Jovenel Moïse en 2021. Sin ningún funcionario electo restante, Haití ha sido descrito como un estado fallido.

## Etimología

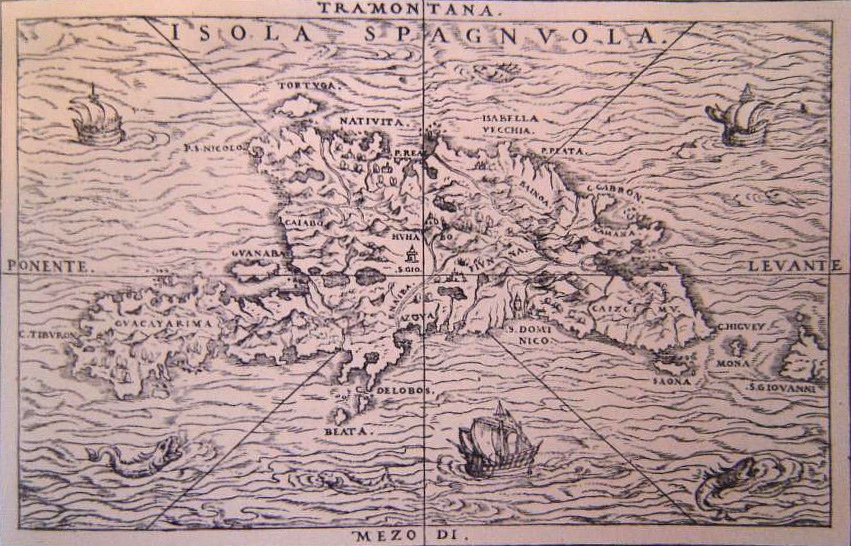
Mapa del de «La Isla Española».

El vocablo «Haití» proviene del arahuaco, la lengua de los habitantes nativos de la isla, y significa «tierra de montañas». Este nombre se le daba a la parte occidental de la isla por los antiguos pobladores taínos, que es donde se encuentra esta república. Cuando Colón tomó posesión de la isla en 1492, la llamó «La Isla Española». Bartolomé de las Casas acortó el nombre a «Española» y más tarde Pedro Mártir de Anglería la nombró «La Española». El nombre Haïti fue adoptado por el revolucionario haitiano Jean-Jacques Dessalines como el nombre oficial después de la independencia de Saint-Domingue, como un tributo a los antecesores indígenas taínos.

## Historia

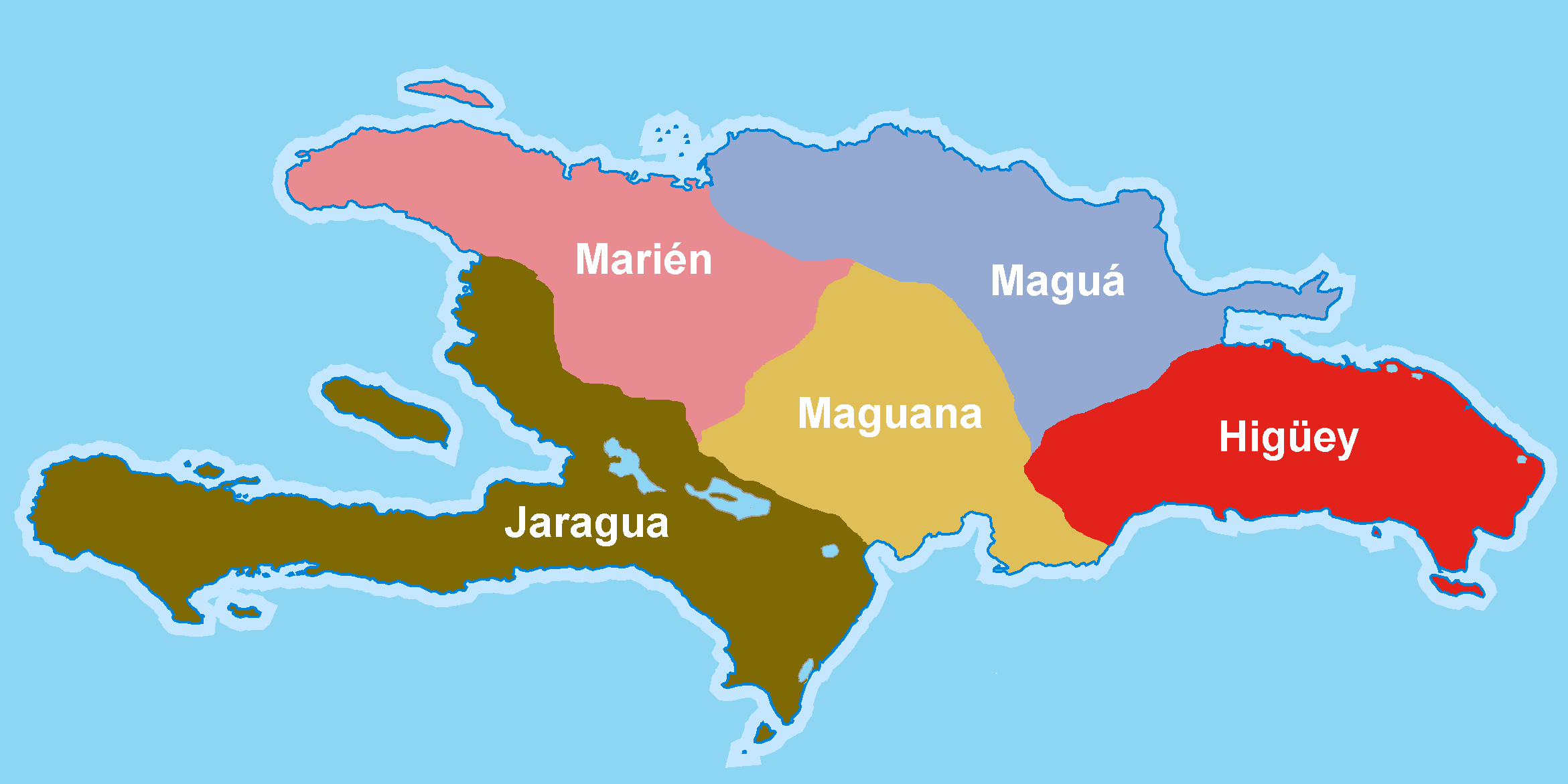
Los cinco cacicazgos de la isla de La Española a la llegada de Cristóbal Colón.

Antes de la llegada de los primeros europeos, la que luego sería llamada isla La Española estaba habitada por dos etnias: los arahuacos —cuya rama local es conocida como los taínos— y los caribes. Estos últimos habían iniciado su ingreso a la isla poco tiempo antes de la llegada de los occidentales, y estaban desplazando a los taínos de sus posiciones; no obstante, en la sección occidental de la isla —actualmente Haití— la gran mayoría de la población era de origen taíno, reunida en los cacicazgos de Marién y de Jaragua.
Haití proclamó su independencia el 1 de enero de 1804, siendo el segundo país del continente americano en hacerlo, y primero de América Latina en acceder a ella tras un singular proceso revolucionario de carácter abolicionista, iniciado en 1791, que desembocó en una prolongada lucha armada contra Francia, la potencia colonizadora desde finales del siglo XVII. Su base étnica poblacional es de origen africano-subsahariano.
Es el primer caso en la Historia Universal en que la rebelión de una población sometida al sistema de esclavitud condujo a su emancipación, sentando un precedente definitivo para la supresión del comercio transatlántico de personas. Este episodio es específicamente recordado por las Naciones Unidas mediante la Resolución 29/C40, conmemorando cada 23 de agosto, y la institución de la medalla Toussaint L’Ouverture, en homenaje a uno de los líderes de la revolución haitiana.

### Época colonial
Cristóbal Colón llegó a la Española, actual Isla compartida con la República Dominicana, el 5 de diciembre de 1492, en un área que actualmente se conoce como Môle-Saint-Nicolas, y reclamó la isla para la Corona de Castilla. Diecinueve días más tarde, su nave Santa María encalló cerca del actual sitio de Cabo Haitiano. Colón dejó 39 hombres en la isla, quienes fundaron el asentamiento de La Navidad, con lo que la isla se incorporó al Imperio español.
Los marineros portaban enfermedades infecciosas endémicas de Europa. Los nativos carecían de inmunidad a estas nuevas enfermedades y murieron en gran número debido a las epidemias; la primera epidemia de viruela registrada en América estalló en La Española en 1507. Paralelamente, los indígenas fueron sometidos al sistema de encomienda, que vinculaba a los nativos a trabajar de manera obligatoria en las minas de oro y plantaciones; por lo que fueron trasladados desde sus pueblos para llevarlos a los lugares donde trabajar en las plantaciones o industrias específicas. Posteriormente, la Corona Española aprobó en 1512 y 1513 las Leyes de Burgos, que prohibieron el maltrato de los nativos, y fomentaron la educación en la doctrina cristiana, dándole además el marco legal a las encomiendas que mejoró la situación de los trabajadores. No obstante, la población autóctona siguió disminuyendo en proporción a la inmigrante, formada principalmente por europeos y esclavos africanos comprados a España. 

A comienzos del siglo XVII

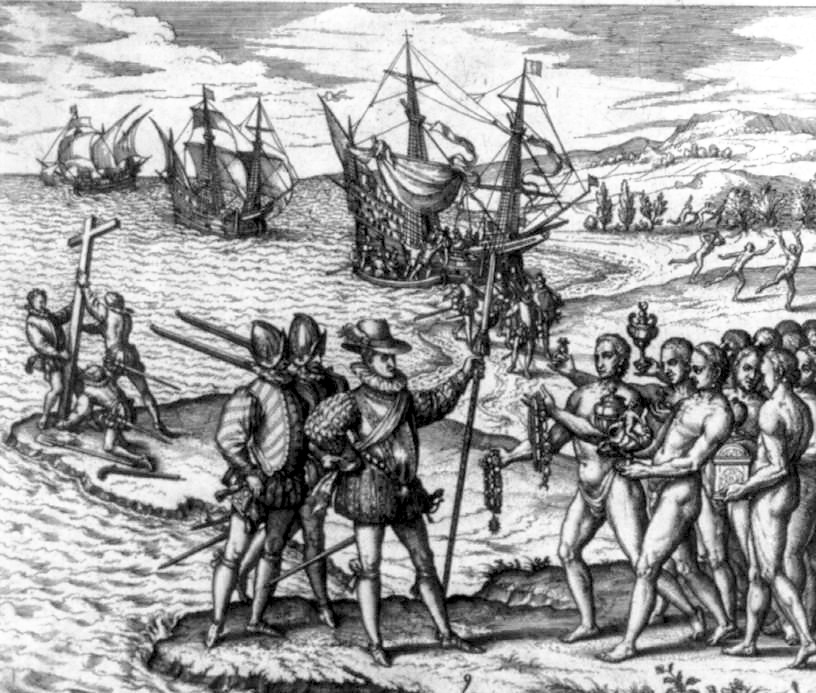
Cristóbal Colón desembarcando en La Española

Debido al auge que había adquirido el comercio informal de los colonos criollos de la isla, y que iba en contra del monopolio que pretendía la metrópoli, el gobernador español Antonio de Osorio ordenó, entre 1605 y 1606, la despoblación de la zona central y occidental de la isla con el fin de frenar esa práctica. Con el tiempo, en las zonas despobladas de la mentada parte occidental se fueron asentando los bucaneros, hombres que vivían de la caza de reses y cerdos cimarrones, el comercio de pieles y el cultivo de tabaco, así como los filibusteros, ambos de origen francés. Primero ocuparon la Isla de la Tortuga y luego La Española propiamente dicha; entre ellos se encontraba Bertrand d'Ogeron, que tuvo éxito en el cultivo del tabaco, y que reclutó a muchas familias coloniales francesas de Martinica y Guadalupe. Más tarde, estos poblamientos determinaron que la parte occidental de la isla fuera reclamada por Francia. En 1697, España cedió a Francia esa parte de la isla por el Tratado de Ryswick, constituyéndose el Saint-Domingue francés.
A mediados del siglo XVIII, el Saint-Domingue colonial, ocupado por Francia bajo un férreo sistema esclavista, abolidas ya las encomiendas, contaba con una población de 300 000 esclavos y apenas 12 000 personas libres, blancos y mulatos principalmente.
En 1790, Santo Domingo era la colonia francesa más rica de América gracias a los inmensos beneficios generados por el trabajo de los esclavos en las industrias del azúcar y el índigo. Decenas de miles de africanos eran deportados cada año como esclavos para trabajar en estas industrias (en la década de 1780, eran deportados a la colonia a un ritmo de 36 000 por año para reemplazar a sus predecesores que habían muerto en el trabajo); su destino estaba regulado legalmente por el Code Noir, pero en la práctica a menudo eran tratados peor de lo que el código prescribía.

### Revolución haitiana

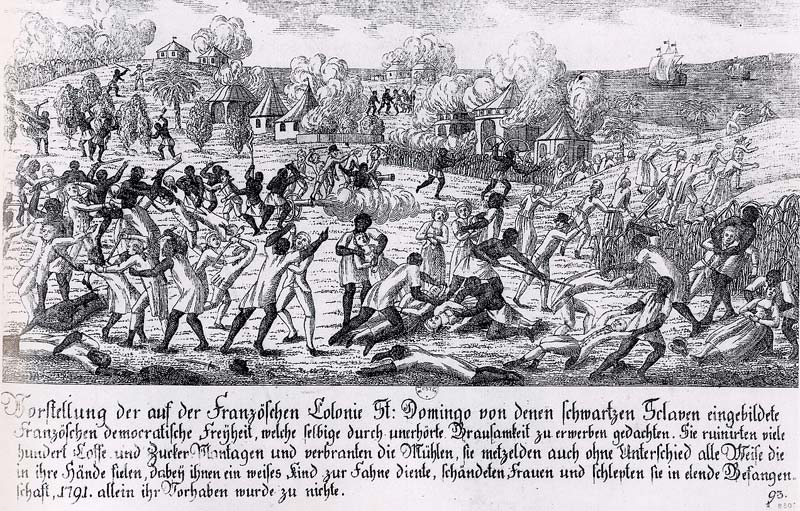
Rebelión de esclavos en Saint-Domingue, en 1791

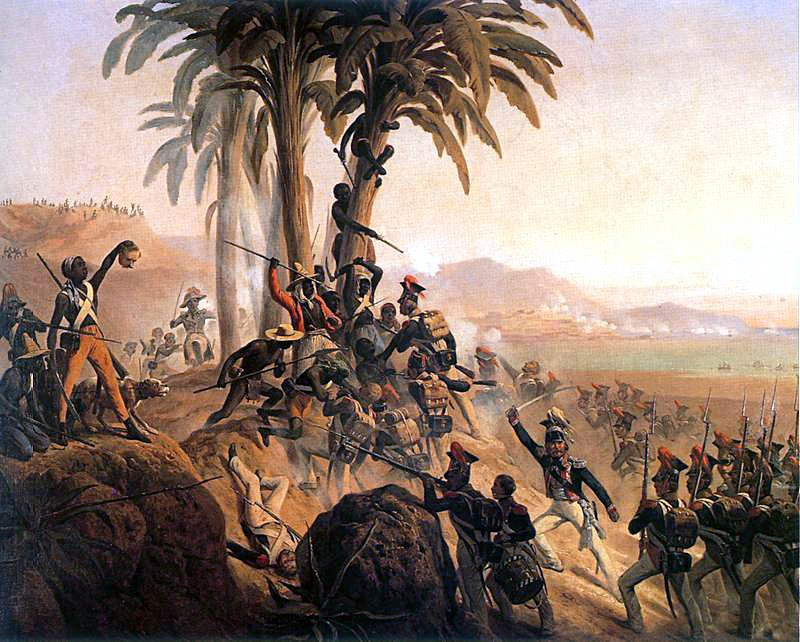
Batalla en Santo Domingo, cuadro de January Suchodolski sobre un choque entre tropas polacas al servicio de Francia y rebeldes haitianos.

El 14 de agosto de 1791 se habría producido en Bois-Cayman una ceremonia del sacerdote vudú Boukman, que es considerada como el punto de partida de la Revolución Haitiana. En noviembre del mismo año, decenas de miles de esclavos se sublevaron. El largo proceso emancipador tuvo por protagonista a François Dominique Toussaint-Louverture, quien declaró la abolición de la esclavitud, y que entre 1793 y 1802 dirigió la revolución haitiana con sagacidad, enfrentándose a ingleses y franceses, hasta su captura, destierro y muerte en Francia.

Inspirados por la Revolución Francesa de 1789, desde 1791 hasta 1803 el general Toussaint Louverture, un exesclavo y líder de la única rebelión exitosa de esclavos propiciada por la ayuda de los Estados Unidos, logró expulsar finalmente a los franceses de lo que hoy es Haití.

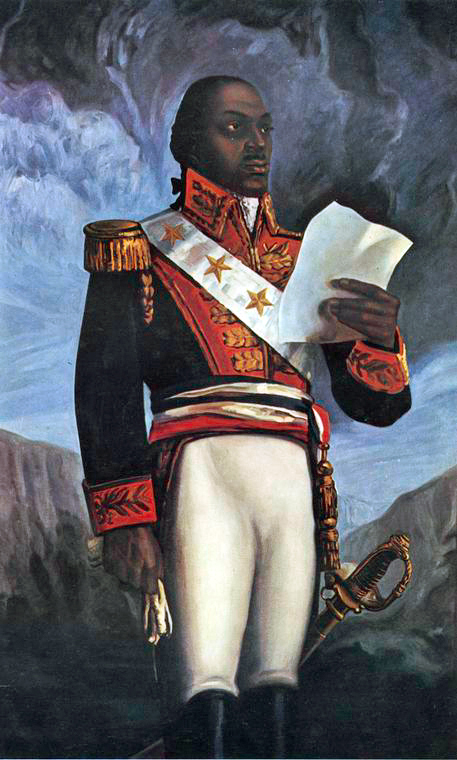
Toussaint Louverture

En 1791 los esclavos africanos iniciaron una rebelión en el norte de Saint-Domingue y los colonos blancos se enfrentaron a los mulatos libres. También se produjeron enfrentamientos entre los partidarios de la república y los del antiguo régimen. En 1792 el gobierno francés mandó tres oficiales con soldados para establecer el dominio francés y la igualdad civil de los negros y mulatos libres. En 1793 los comisarios de la república proclamaron la libertad de todos los esclavos. Esto provocó rechazo entre los propietarios blancos y los mulatos libres, algunos de los cuales también eran propietarios de plantaciones.
En 1795, España cede su parte de la isla a Francia para hacer la paz con la República Francesa, con lo que toda la isla es ya francesa.

Desde 1799 a 1800 negros y mulatos libres, dirigidos por André Rigaud, y haitianos de ascendencia africana dirigidos por el general Toussaint Louverture tuvieron la guerra civil llamada la guerra de Cuchillos.

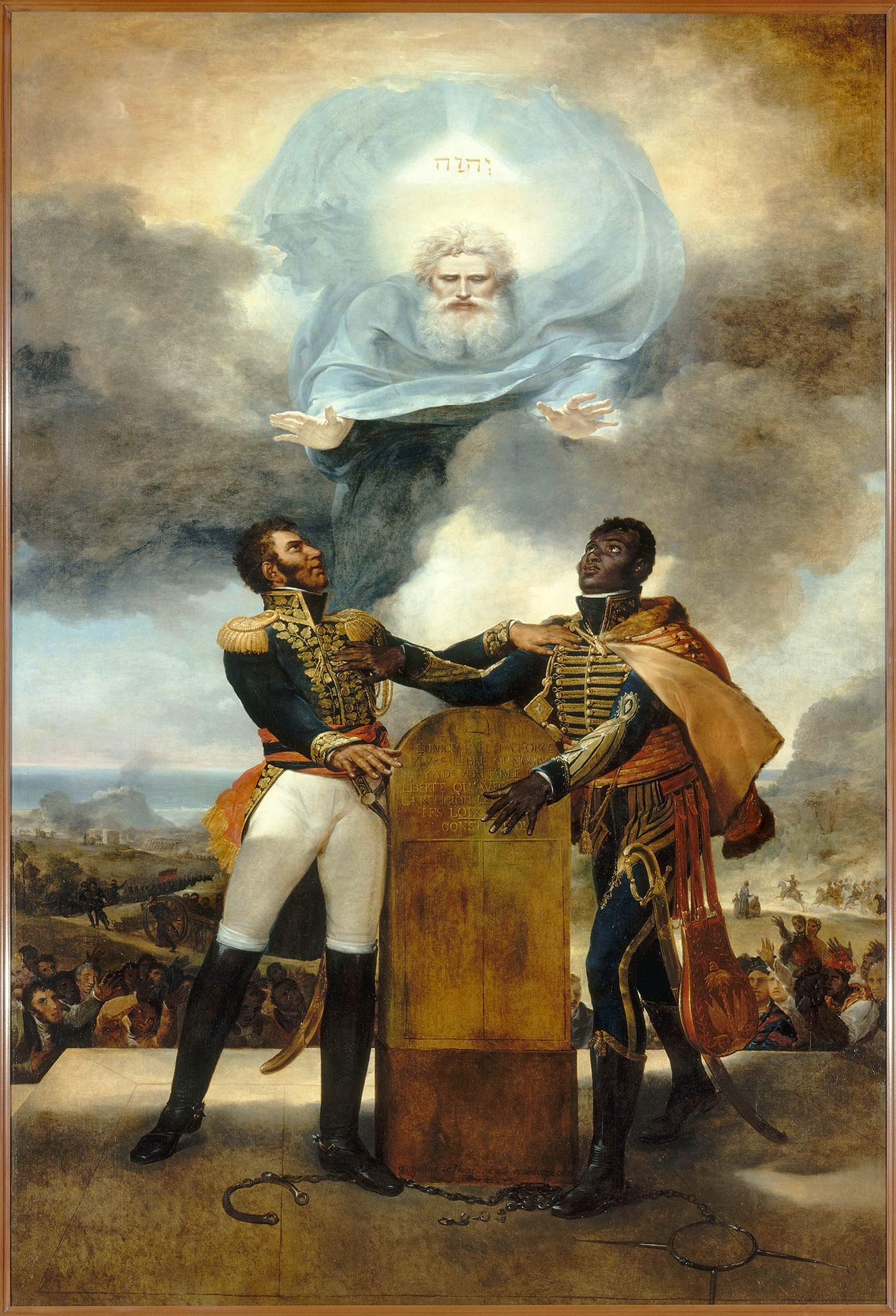
Alexander Pétion y Jean Jacques Dessalines juran lealtad ante Dios; pintado por Guillon-Lethière.

En 1802 Napoleón Bonaparte, viendo que las colonias se alejan de la metrópoli debido a la abolición y se acercan a Gran Bretaña y España, reestableció la esclavitud y mandó 55 000 soldados, pero 45 000 soldados murieron en la guerra para retomar la isla, la gran mayoría por enfermedades. Ese mismo año capturaron al General Toussaint Louverture y lo encarcelaron en Fort de Joux, lugar donde él murió. A finales de año Francia retiró los 7000 soldados restantes.
En 1803, Jean Jacques Dessalines venció definitivamente a las tropas francesas en la batalla de Vertières y en 1804 declaró la independencia del país, al que llamó con el antiguo nombre de Haití, y se proclamó emperador.
El gobierno francés indujo un bloqueo contra el azúcar haitiano, y la antipatía de los demás Estados contra un país gobernado por antiguos esclavos impidió que el comercio con Francia fuera reemplazado con otros circuitos comerciales. De modo que la economía de la pequeña república se vio muy perjudicada, tanto por razones comerciales como por la brusca caída de la producción de las plantaciones debido a que habían estado organizadas en torno a la esclavitud; en su reemplazo, la agricultura y el resto de la economía se organizaron en un esquema de subsistencia al estilo africano.
El 11 de julio de 1825, el rey Carlos X de Francia promulgó una 'ordenanza que reconocía la independencia del país' a cambio de una indemnización de 90 millones de francos de oro, diez veces la renta anual de Haití en ese momento. Los esfuerzos de Haití por pagar la indemnización obstaculizaron considerablemente su desarrollo.

### ElsigloXIX

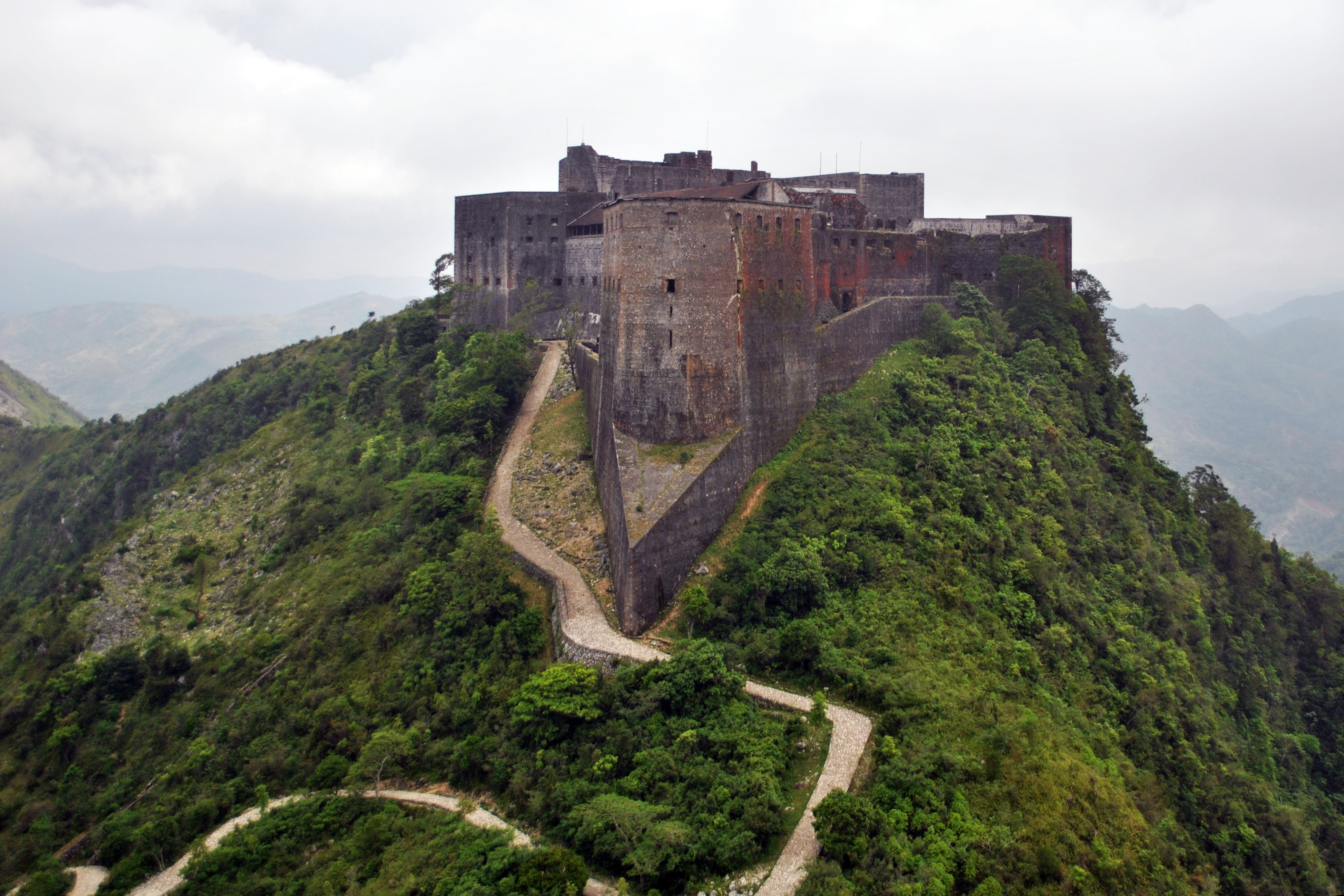
La Ciudadela de Laferrière construida entre 1805 y 1820 bajo el gobierno de Henri Christophe, autoproclamado Enrique I de Haití.

Dessalines llevó adelante un gobierno despótico. Los blancos fueron exterminados y los supervivientes expulsados. Dessalines ejecutó a la mayor parte de los blancos que se quedaron en la isla. Fue asesinado a su vez por una revuelta de mulatos, el 17 de octubre de 1806, iniciando una tradición secular de enfrentamientos entre la mayoría de raza puramente negra y la minoría mulata, que usualmente se ha identificado con la clase media y las élites económicas y culturales.
Tras la muerte de Dessalines, el país se dividió en dos: un reino en el norte, controlado por el negro Henri Christophe, y una república en el sur, con el mulato Alexandre Pétion. En 1822, el presidente Jean-Pierre Boyer reunificó ambos estados.

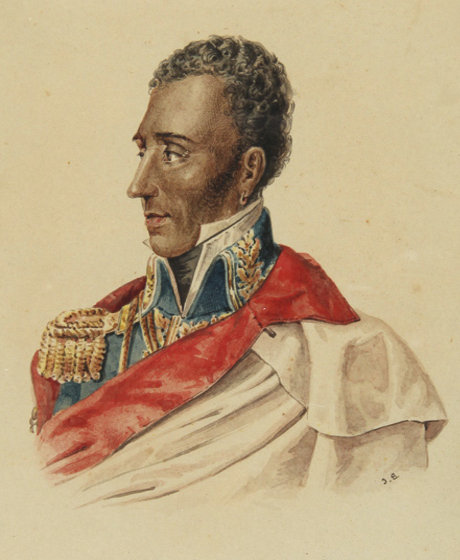
Jean Pierre Boyer

Boyer utilizó las tropas que habían combatido entre sí para —aprovechando unas revueltas populares en la parte oriental de la isla, que habían llevado a la llamada Independencia Efímera— invadir ese territorio e incorporarlo a Haití. Pétion había iniciado las negociaciones con Francia para el reconocimiento de la independencia de Haití, pero este hecho no se produjo hasta el 11 de julio de 1825, cuando el rey Carlos X de Francia promulgó una orden que reconocía la independencia del país a cambio de una indemnización de 150 millones de francos; suma que sería reducida a 90 millones de francos por Luis Felipe en 1838.
A partir de 1838 se iniciaron las conspiraciones y revueltas en la parte española de la isla, que logró su independencia en 1844, con el nombre de República Dominicana. Los haitianos continuaron la guerra contra la nueva República hasta la batalla de Sabana Larga, en 1856.
Una larga sucesión de golpes de Estado tras la salida de Jean Pierre Boyer en 1843 determinó que cinco presidentes gobernaran durante los seis años siguientes; el último de ellos se hizo coronar emperador, en 1849, con el nombre de Faustino I, y conservó el poder hasta 1859. El continuo enfrentamiento entre facciones del ejército, una élite racialmente mulata y la mayoría de la población negra, favorecido además por la instalación de comerciantes extranjeros —alemanes, estadounidenses, franceses e ingleses— que monopolizaron el comercio exterior, llevaron a un alto nivel de inestabilidad política, mientras el país no lograba salir de su estado de pobreza crónica.

### Intervenciones extranjeras y dictaduras

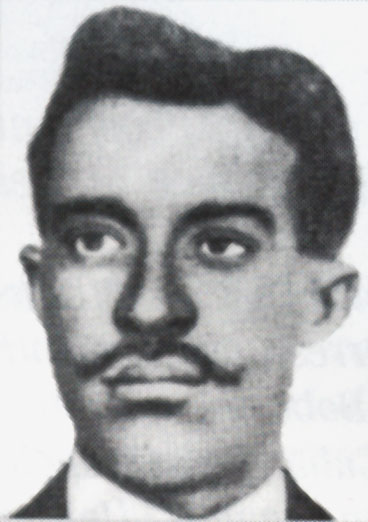
Charlemagne Péralte o Carlomagno Peralta fue un líder nacionalista haitiano que luchó en una guerra de guerrillas contra la ocupación estadounidense de Haití

Desde 1906, el país ha estado en el ámbito de la «diplomacia del dólar» y el Departamento de Estado presionó a Puerto Príncipe en 1910-1911 para asegurar la entrada del Citibank en el capital del Banco Nacional. Desde entonces, el National City Bank se esfuerza por conquistar la institución desde dentro, al tiempo que intenta obligar a los gobiernos haitianos endeudados a aceptar el control aduanero. En diciembre de 1914, las tropas estadounidenses se apoderaron de los fondos públicos del banco y los transfirieron a Estados Unidos, a pesar de las protestas de los haitianos contra un «acto de piratería internacional».
El vicepresidente del Banco Nacional, Roger L. Farnham, definió el plan que adoptaría el Departamento de Estado. El objetivo era utilizar la ocupación militar para controlar toda la administración y promover así los intereses económicos estadounidenses en el país. A pesar de la fuerte penetración del capital estadounidense en la economía haitiana (ferrocarriles, transportes urbanos, electricidad, etc.), la Constitución negaba a los extranjeros el derecho a poseer bienes inmuebles, manteniéndolos fuera de muchos sectores (azúcar, café, algodón, tabaco, madera, etc.).
Aparte de la injerencia estadounidense, el país se encontraba en un estado de insurrección casi permanente. De 1910 a 1915 se sucedieron cinco presidentes, situación que culminó con la ejecución de 167 presos políticos el 27 de julio de 1915, seguida de una revuelta popular que derrocó al gobierno y dio muerte al presidente Vilbrun Guillaume Sam. Esta revolución, dirigida por Rosalvo Bobo, que se oponía al acercamiento del país a Estados Unidos, no gustó a este último, pero la decisión de invadir Haití ya estaba tomada antes de que Vilbrun Guillaume Sam fuera derrocado.
Tras su desembarco al frente de una fuerza expedicionaria en Puerto Príncipe, el almirante William B. Caperton impuso al gobierno una convención cuyas cláusulas ponían la administración civil y militar, las finanzas, las aduanas y el banco estatal (reemplazado por el National City Bank) en manos de los estadounidenses. Para vencer la resistencia, Caperton proclamó la ley marcial en todo el territorio. Haití permaneció casi permanentemente ocupada por Estados Unidos entre 1915 y 1934, período durante el cual los gobiernos haitianos lograron sanear las finanzas públicas y crear un ejército. Pero el pueblo haitiano debió soportar el racismo de los marines y se vio sometido a la dominación de la élite mulata. Estados Unidos redactó una nueva constitución que se introdujo en 1918. De 1918 a 1934, el inglés se convirtió en la segunda lengua oficial del país, después del francés. La introducción del trabajo forzado y el racismo de los marines favorecieron el reclutamiento por parte de la resistencia nacionalista, dirigida por Carlomagno Peralta, que contaba con 5000 combatientes permanentes y 15 000 irregulares. La zona de la guerrilla afectaba principalmente al norte y al noreste del país. En Francia, algunos políticos pensaron que Haití se convertiría en una colonia estadounidense, como los territorios españoles de Puerto Rico y Filipinas, que fueron ocupados por los estadounidenses en 1898, durante la guerra de Estados Unidos contra España.
Tras muchos combates en las afueras de algunas ciudades importantes, los rebeldes asaltaron la capital, Puerto Príncipe, el 7 de octubre de 1919. Las fuerzas de ocupación estadounidenses pudieron contar con su ventaja material: uso de ametralladoras, aviones de reconocimiento, misiones de patrulla y ametrallamiento con hidroaviones. La libertad de movimiento dentro del país fue suprimida por los ocupantes con la introducción de pasaportes internos y, sobre todo, la represión golpeó regularmente a la población civil, hasta el punto de que la Comandancia General de la Infantería de Marina reconoció la realidad de los «asesinatos indiscriminados» en las campañas de contrainsurgencia. Los campesinos fueron internados en campos de concentración con el pretexto de la necesidad militar. Se dice que en tres años han muerto allí 5500 campesinos. Carlomagno Péralte fue asesinado el 1 de noviembre de 1919, ya que un espía llevó a los marines hasta él. Benoît Batraville asumió el mando y consiguió mantener la actividad guerrillera, pero murió en combate el 18 de mayo de 1920. Tras la muerte de sus líderes, la guerrilla se desmoralizó y se fue extinguiendo. La ocupación terminó en 1934.
Tras la intervención estadounidense, Haití pudo disfrutar al menos de la estabilidad de cuarenta años de gobiernos civiles, solo interrumpidos por dos breves dictaduras dirigidas por Franck Lavaud durante algunos meses de 1946 y 1950. En este último año asumió Paul Eugène Magloire, primer presidente elegido por el voto universal, y durante cuyo gobierno Haití tuvo su «edad de oro»; pero también gobernó con mano de hierro y acallando por la fuerza a sus opositores, lo que llevó a su derrocamiento en 1956.

### Régimen de los Duvalier
Tras la caída de Magloire, Haití cayó en el caos institucional, con sucesivos gobiernos provisionales y militares, hasta la elección presidencial de François Duvalier. Para su elección y sostenimiento se apoyó en los reclamos de la mayoría negra contra la minoría mulata, y revitalizó las prácticas del vudú, con lo que se afirmó en la población menos educada. Creó una milicia popular y una policía secreta, estuvo a punto de ir a la guerra contra la República Dominicana y organizó unas elecciones en el año 1961, en las cuales obtuvo 1 320 000 votos a favor de Duvalier y ninguno en contra. Finalmente, como buen dictador, tras modificar la constitución, se hizo elegir presidente vitalicio en 1964; uno de sus primeros actos como presidente vitalicio fue desatar la masacre de las Vísperas de Jérémie, con alrededor de 600 víctimas. Su policía secreta, el Tonton Macoute, sometió al país a un régimen de terror hasta después de su muerte en 1971. Apoyándose en el clima de la Guerra Fría y en el caso de la revolución cubana, explotó el miedo al comunismo para justificar la represión y obtener el apoyo de Estados Unidos. Fue sucedido por su hijo Jean-Claude Duvalier, que continuó su sistema dictatorial.
El régimen de Duvalier dejó unos 50 000 muertos y el país arruinado. En 1988, un tribunal de Miami declaró que Jean-Claude Duvalier había «malversado más de 504 millones de dólares de dinero público».

### Después de los Duvalier

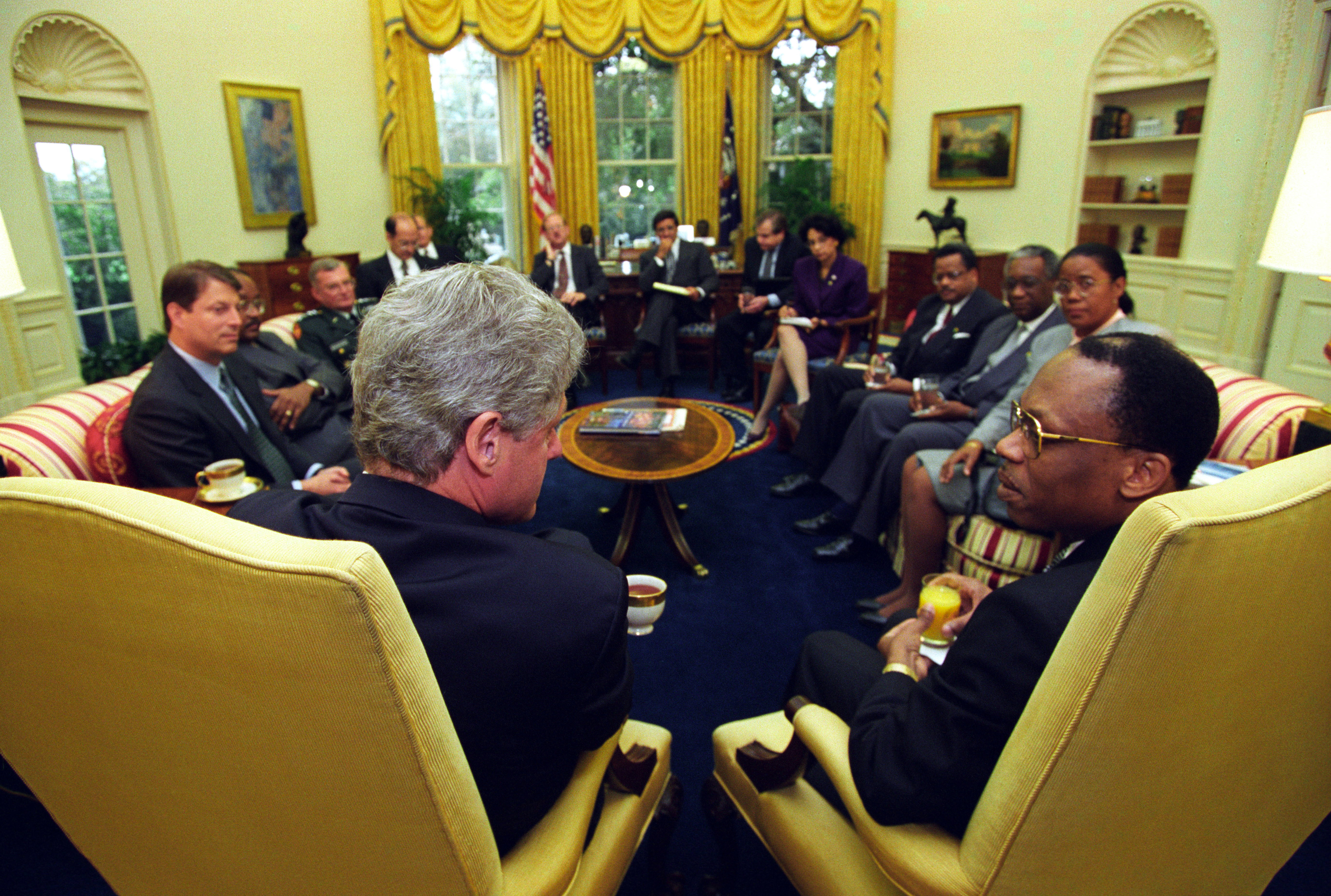
El Presidente Bill Clinton se reúne con el Presidente de Haití Jean-Bertrand Aristide en el Despacho Oval en 1994

En 1986, un golpe de Estado derrocó a Duvalier, y unas elecciones en junio de 1988 permitieron el ascenso del primer gobernante democrático en tres décadas, Leslie Manigat. Sin embargo, este fue derrocado por un nuevo golpe de Estado cuatro meses más tarde. Tras una serie de gobiernos militares e interinos, en 1991 fue elegido Jean-Bertrand Aristide, que también fue derrocado meses después; pero la presión internacional logró su restauración en la presidencia en 1994. La sucesión de gobiernos democráticos desde entonces dio cierta estabilidad al país durante las presidencias de René Préval, nuevamente de Aristide, de Boniface Alexandre, y nuevamente de Préval; la situación económica de Haití, sin embargo, no mejoró y el país continuó siendo el más pobre de América.
A pesar de la huida de Duvalier, sus ex-Macoutes y paramilitares siguieron llevando a cabo operaciones punitivas contra periodistas y activistas políticos. Entre 1986 y 1990, más de 1500 personas fueron asesinadas por estos grupos. 
Haití está constituida en forma de república semipresidencialista según la Constitución aprobada en 1987, cuya vigencia quedó suspendida en varias ocasiones por la violencia política, particularmente tras dos golpes de Estado. El primer golpe fue organizado para deponer al presidente democráticamente electo Jean-Bertrand Aristide; El segundo golpe de Estado se dio en 1991. El tercero ocurrió en 2004 y forzó la intervención de la ONU mediante el destacamento de la Misión de Estabilización de las Naciones Unidas (MINUSTAH) en Haití. Tras un proceso electoral tutelado por la comunidad internacional, en 2006 fue elegido jefe del Estado René Préval.

### Terremoto de 2010
El 12 de enero de 2010, a las 21:53 UTC (16:53 hora local), el país caribeño fue golpeado por un terremoto de magnitud 7 en la escala Richter, siendo el terremoto más devastador que afectaba al país en 200 años. El epicentro del temblor estaba cerca de Puerto Príncipe, la capital del país. Se ha estimado que el número de muertos llegó a más de 300 000 y más de un millón de personas quedaron damnificadas.

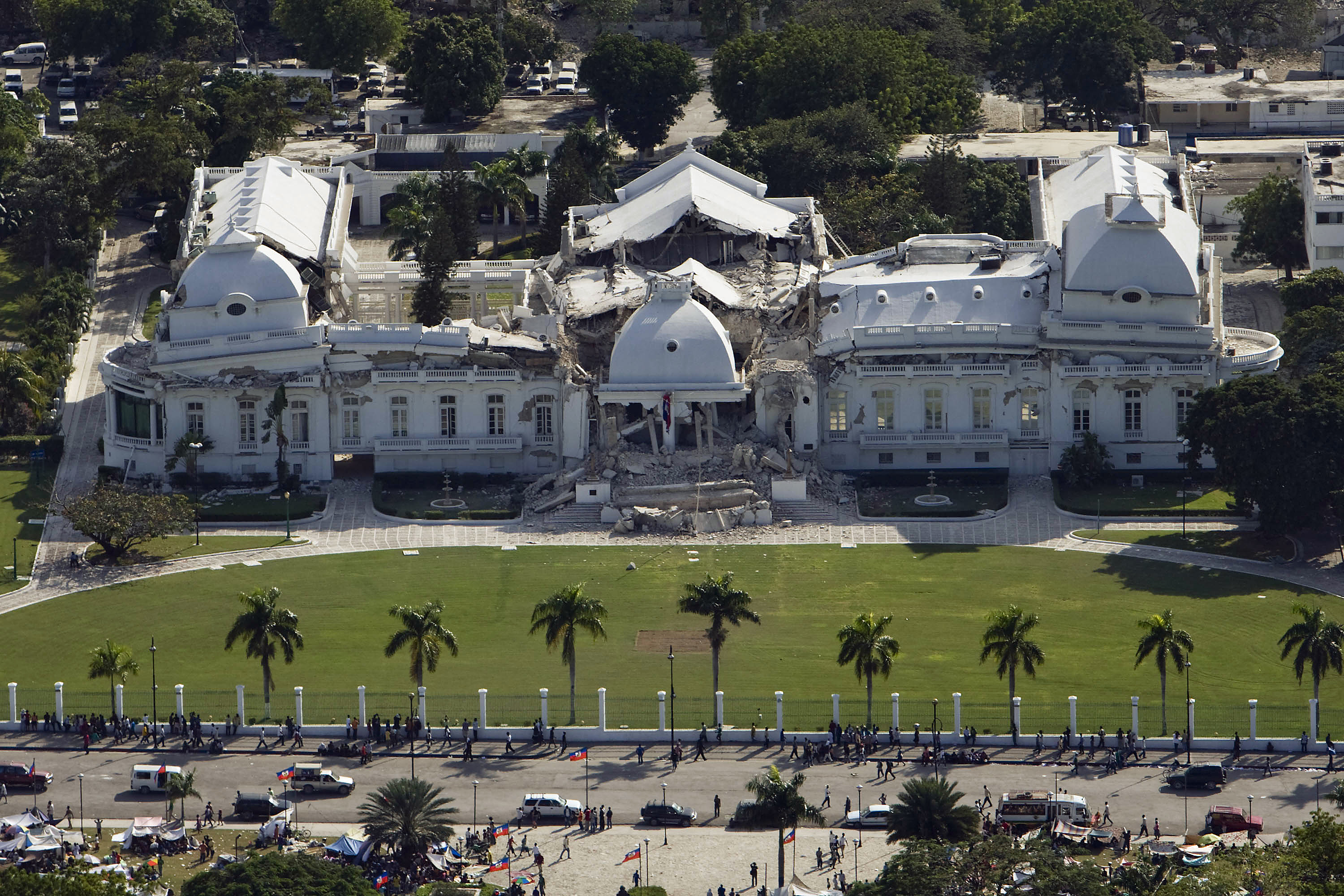
Estado del Palacio Nacional tras el terremoto de 2010.

El Palacio Nacional, sede de la presidencia del país, quedó muy afectado, colapsando el segundo piso sobre el primero. El edificio del Parlamento, la oficina de la ONU y la catedral del Puerto Príncipe también sufrieron daños. La nueva sede de Gobierno haitiano será construida en Croix-Des-Bouquets, municipio a unos 20 kilómetros de Puerto Príncipe.
La ayuda internacional, con suministros de alimentos, ropa, medicamentos y atención médica, enviada desde decenas de países, permitió paliar en parte las desastrosas consecuencias del terremoto, a pesar de que la destrucción de los muelles y rutas complicaron la llegada de la ayuda. Ante la incertidumbre para la identificación de las víctimas y sobrevivientes, el país se vio impulsado a modernizar rápidamente su sistema de Registro Civil e Identidad.

### Magnicidio, crisis política y humanitaria
En los años siguientes al terremoto, Haití inició una lenta recuperación de su economía, aunque la estabilidad política se hizo esperar: tras la presidencia de Michel Martelly, las elecciones no dieron un resultado definitivo y el balotaje se pospuso durante un año, durante el cual asumió la presidencia provisional el senador Jocelerme Privert. 

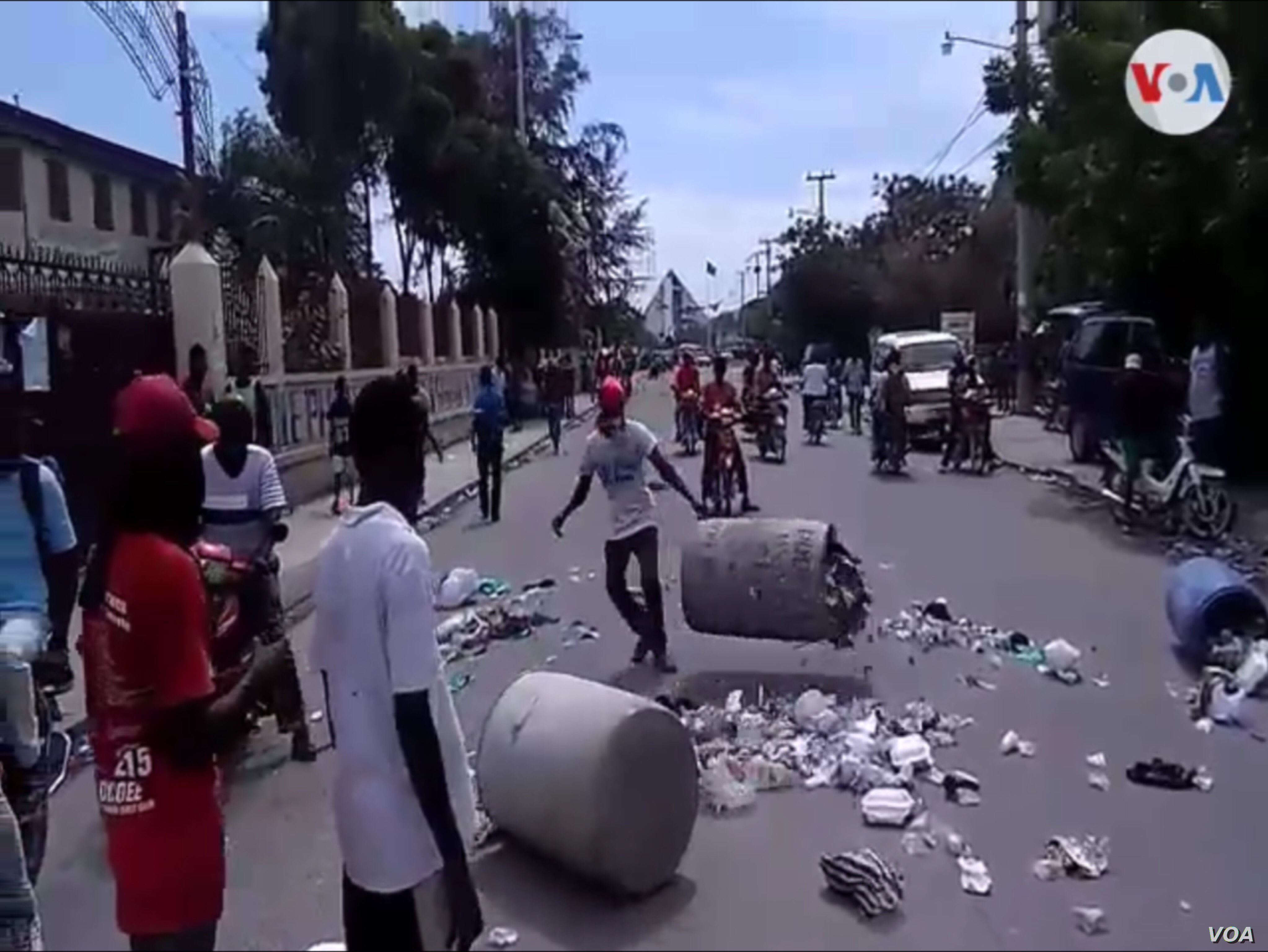
Protestas en Haití en 2019

En noviembre de 2016 fue elegido el empresario Jovenel Moïse, que asumió la presidencia en febrero de 2017.En febrero de 2019, un aumento de hasta el 50% en el precio de los combustibles en los surtidores, inspirado por el Fondo Monetario Internacional (FMI), y los escándalos de corrupción que involucran a varios ministros y al propio presidente, provocaron grandes protestas contra el gobierno.
Así, la presidencia de Jovenel Moïse estuvo marcada por la inestabilidad política. De esta forma, la mañana del 7 de julio de 2021, Moïse fue asesinado en su residencia del barrio de Pelerin de Puerto Príncipe. En este ataque, a manos de un grupo de hombres armados, también resultó herida la primera dama. Dicho asesinato se produjo a menos de tres meses de las elecciones presidenciales y legislativas convocadas para el 26 de septiembre, fecha para la que también estaba convocado un referéndum para aprobar una nueva Constitución.
El terremoto de Haití de 2021 ocurrió el 14 de agosto y tuvo una magnitud de 7.2 MW. Tenía un hipocentro de 10 kilómetros de profundidad cerca de Petit-Trou-de-Nippes, aproximadamente a 150 kilómetros (93 millas) al oeste de la capital, Puerto Príncipe. Al menos 136 800 edificios resultaron dañados o destruidos, mientras se estableció un número de 2248 muertos, 329 desaparecidos y 12 763 heridos. Fue el terremoto más mortífero y el desastre natural más mortífero de 2021, es el peor desastre que ha azotado Haití desde el terremoto de 2010. La UNICEF calcula que más de medio millón de niños se vieron afectados. La Dirección General de Protección Civil de Haití (DGPC) advirtió sobre una posible gran crisis humanitaria resultante del terremoto.
A la muerte de Moïse asumió el poder el último primer ministro que había nombrado, Ariel Henry. Durante todo su mandato se sucedieron las protestas y las pandillas criminales actuaban sin control.En febrero de 2024 se produjo un aumento de la violencia que provocó la dimisión de Henry.

## Geografía

Mapa topográfico de Haití.

Está ubicado en la zona central de las Antillas, en el tercio occidental de la isla La Española, limitando al norte con el océano Atlántico; al este con República Dominicana, el otro país situado en La Española; linda al sur con el mar Caribe y al oeste con el paso de los Vientos, que lo separa de Cuba. Con 27 755 km², es el tercer país más extenso de las Antillas —por detrás de Cuba y República Dominicana—, el tercero más poblado —nuevamente por detrás de Cuba y República Dominicana— y con 292,7 hab/km², el tercero más densamente poblado, por detrás de Barbados y San Vicente y las Granadinas.
Su territorio fuera de La Española comprende las islas de la Gonâve, Tortuga, Vaches, el archipiélago de las islas Cayemites, así como también otros islotes de sus aguas territoriales. La inhabitada isla de Navaza es reclamada por Haití ante la administración de los Estados Unidos.
Haití comprende la tercera parte de la isla La Española, al occidente de la República Dominicana y entre el mar Caribe y el Atlántico Norte. Las coordenadas geográficas de Haití son 72° 25′ longitud oeste y 19° 00′ latitud norte. El área total es de 27 750 km², de los cuales 27 560 km² son tierra y 190 km² agua. por lo que tiene un tamaño comparable al de Albania o Guinea Ecuatorial o bien es un poco más grande que Israel o Belice. Haití tiene 1771 km de costas y 376 km de frontera con la República Dominicana.
El punto más bajo de Haití es al nivel del mar. Su punto más elevado está en la sierra Chaine de la Selle a 2680 m. No hay ríos navegables. El lago más grande es el transfronterizo lago Azuey (Étang Saumâtre / Etan Somat), una laguna de agua salada ubicada en la región oeste.

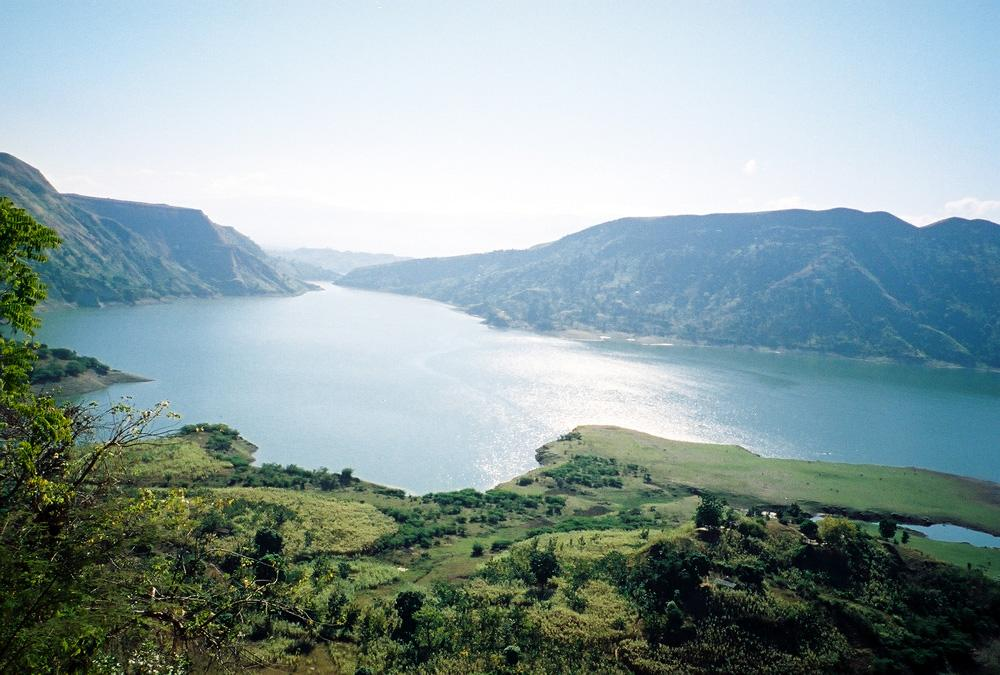
Montañas que rodean el Lago Peligre en Haití

Ocupa la parte occidental de la isla La Española, que comparte con la República Dominicana, en el mar Caribe o de las Antillas. Se distingue por dos penínsulas (la de Saint-Nicolas al norte y la de Tiburón al sur) que forman el golfo de la Guanaba. Entre otras islas que pertenecen a Haití están la isla de la Guanaba, la isla de la Tortuga, la isla de la Vaca y Los Caimitos.
La región septentrional consiste en el Massif du Nord (en español Macizo del Norte) y la Plaine du Nord (Llano del Norte). El macizo del Norte es una extensión de la Cordillera Central de la República Dominicana. Comienza en la frontera oriental de Haití, al norte del río Artibonito (Artibonite / Latibonit), y se extiende al nororiente por la Península del Norte. Las tierras bajas del Llano del Norte están ubicadas sobre la frontera septentrional con la República Dominicana, entre el Macizo del Norte y el océano Atlántico. La región central consiste en dos llanos y dos sierras. La Meseta Central se amplía a lo largo de las costas del río Artibonito, al sur del Macizo del Norte. Al sudoeste de la Meseta Central están ubicadas las Montañas del Norte, cuya parte más septentrional se combinan con el Macizo del Norte. El punto más occidental es conocido como Cap Carcasse.
La región meridional consiste en el Plano Callejón Sin Salida (al sudoriente) y la península Montañosa (también conocida como península de Tiburón). El Plano Callejón sin Salida es una depresión natural que abriga a los lagos salinos del país, como el Trou Caïman y el lago más grande del Haití, el Lago Azuey. En la región suroeste está ubicado el punto más alto de Haití, con 2680 m s. n. m.
El valle más importante del país en término de cosechas es el valle del Artibonito, que está ubicado al sur de las Montañas del Norte. En esta región está ubicado el río más largo del país y de la isla, el río Artibonito. Este río comienza en la región occidental de la República Dominicana, sigue la mayor parte de su recorrido por el centro de Haití hasta desembocar en el golfo de la Gonâve.

### Medio ambiente

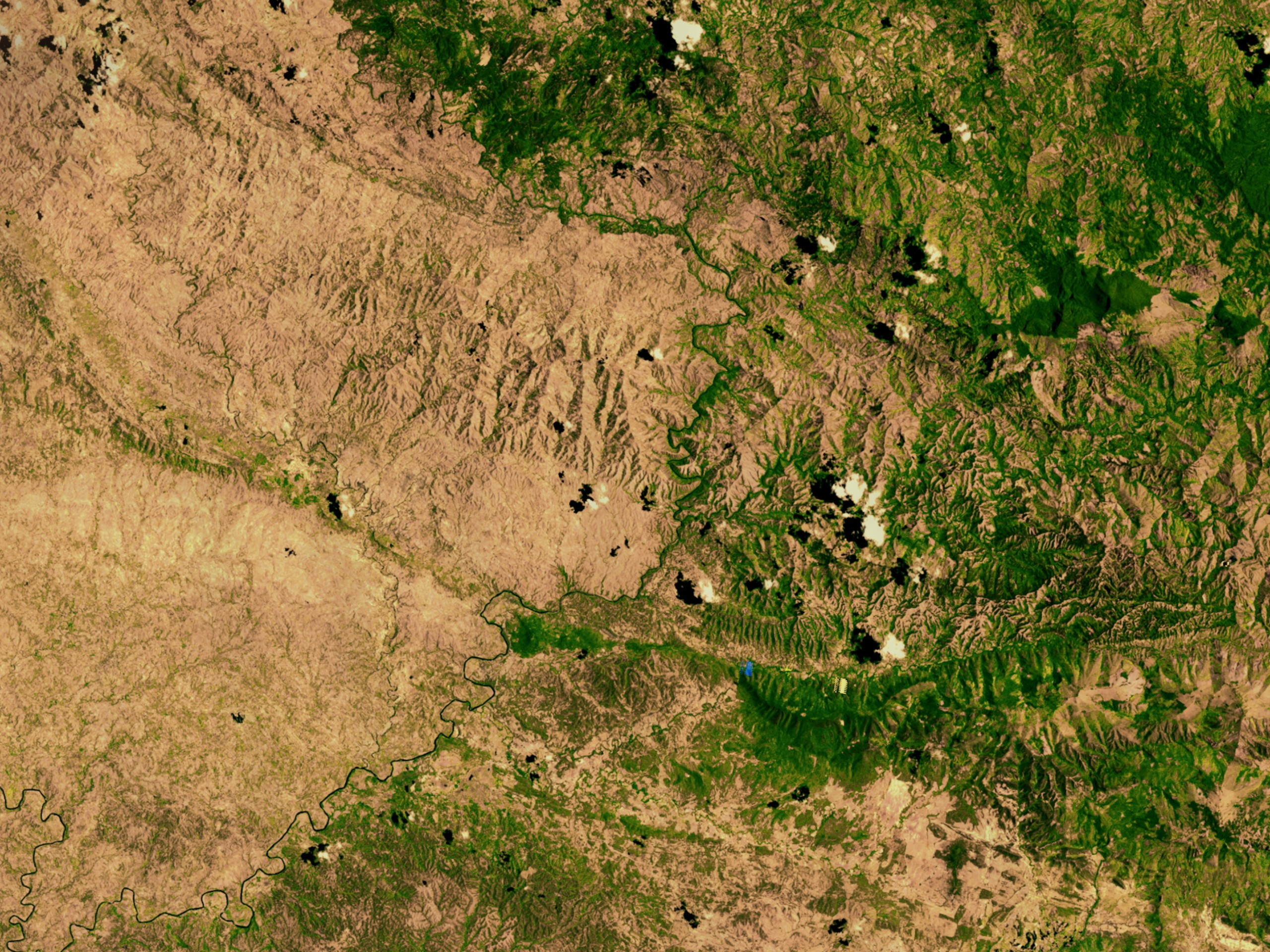
Imagen de satélite de la frontera de Haití con la República Dominicana (derecha), que ilustra la deforestación del territorio haitiano.

En 1925, Haití tenía el 60 % de sus bosques originales destruidos, hoy en día la cifra es ya del 98 %, al haber sido utilizadas estas zonas para procurarse combustible de cocina, destruyendo además en este proceso multitud de suelos fértiles. Además, la erosión a causa de la deforestación ha causado inundaciones periódicas como la ocurrida el 17 de septiembre de 2004. La tormenta tropical Jeanne acabó con la vida de más de 3000 personas y destruyó carreteras, sobre todo en la ciudad de Gonaïves.
El paisaje de Haití en general puede caracterizarse por algunos de los siguientes elementos:
El golfo de Gonâve es un gran golfo local que forma la mayor parte de la costa occidental. En este golfo desemboca el río principal, el Artibonite.
La llanura de Cul-de-Sac (también conocida como depresión de Cul-de-Sac) forma un valle que en su día fue un brazo de mar. Cuando el mar se retiró, el agua salada quedó atrapada en los puntos más bajos de la depresión, dando lugar a dos grandes lagos de agua salobre: el estanque Saumâtre en el lado haitiano, y quedó un pequeño estanque de agua dulce llamado Trou Caïman.[cita requerida]
La península de Tiburón, cuyo macizo de la Hotte cubre la parte occidental de la península, y más concretamente el Macizo de la Hotte, está cubierta por una importante selva tropical y un bosque nuboso que cubre especialmente las cumbres del pico Macaya (segundo pico más alto de Haití, con sus 2347 metros de altitud).[cita requerida]

### Clima

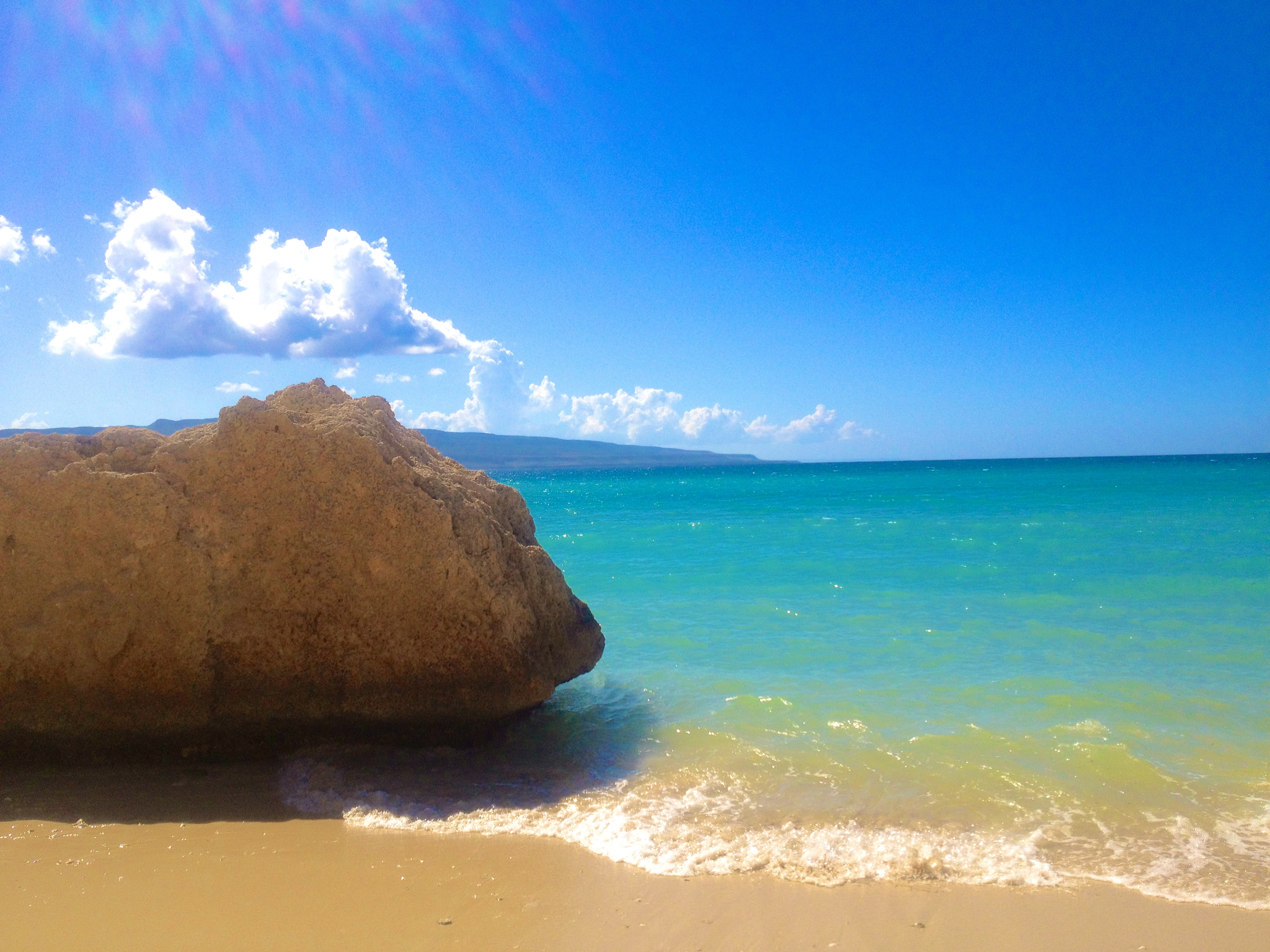
Playa Grosse Roche (Plaj Gwos Wòch) en Saint-Marc / Sen Mak

El clima que encontramos en Haití es del tipo sabana tropical, según la clasificación de Köppen. Esto significa que las temperaturas medias anuales varían entre 25 °C y 30 °C y las del mar entre 26 °C y 29 °C. Hay dos estaciones distintas: una seca, de noviembre a marzo, y otra de lluvias, de abril a octubre. De junio a finales de noviembre es la temporada de huracanes.
En detalle, según los lugares, el clima presentará notables variaciones explicándose en parte por el efecto de las corrientes marinas y el relieve, pero también por el efecto de la deforestación en el interior del país. En efecto, el clima en el interior se vuelve rápidamente más árido, y durante los períodos de verano es frecuente que el termómetro supere los 40 °C.
Así, además del clima tropical de sabana que se encuentra en las localidades de Jacmel, Leogâne o Puerto Príncipe, se podrá observar también:
- un clima semiárido (Saint-Marc, Les Gonaïves);
- un clima subtropical húmedo (Bois Paul, Seguin);
- un clima tropical monzónico (Cap-Haïtien, Limonade);

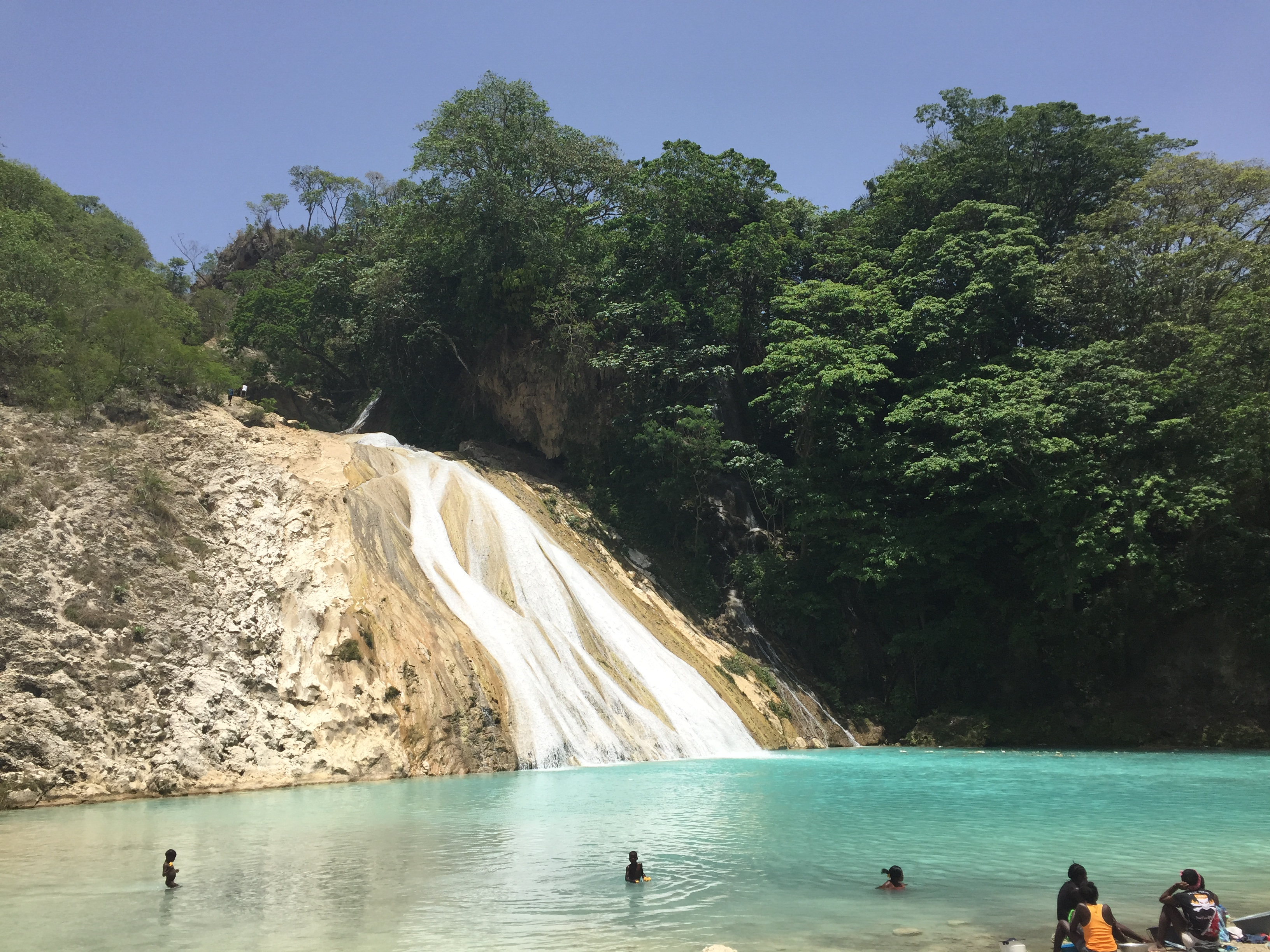
Demarague, Haití

- Demarague, Haitíun clima oceánico (Ternette, Carrefour Beraque).

En el macizo de la Selle, la temperatura media anual es de unos 20 °C y la pluviosidad es de unos 2000 mm al año, siendo además el punto más húmedo del país.
Las precipitaciones han disminuido desde 1980, pero cuando se producen, son cada vez más intensas y provocan inundaciones a menudo mortales. Inundaciones causadas por un suelo endurecido que se vuelve rápidamente fangoso.
El 18 de septiembre de 2004, el huracán Jeanne alcanzó Haití. Una semana después, el balance no definitivo era de más de 1160 personas muertas y otras 1250 desaparecidas. Los efectos de esta tormenta agravaron las ya difíciles condiciones de vida del país, ya que dejó 170 000 personas sin alimentos ni agua. El clima es tropical en las costas y frío en las montañas. El calor disminuye gracias a las brisas marinas.

### Fauna

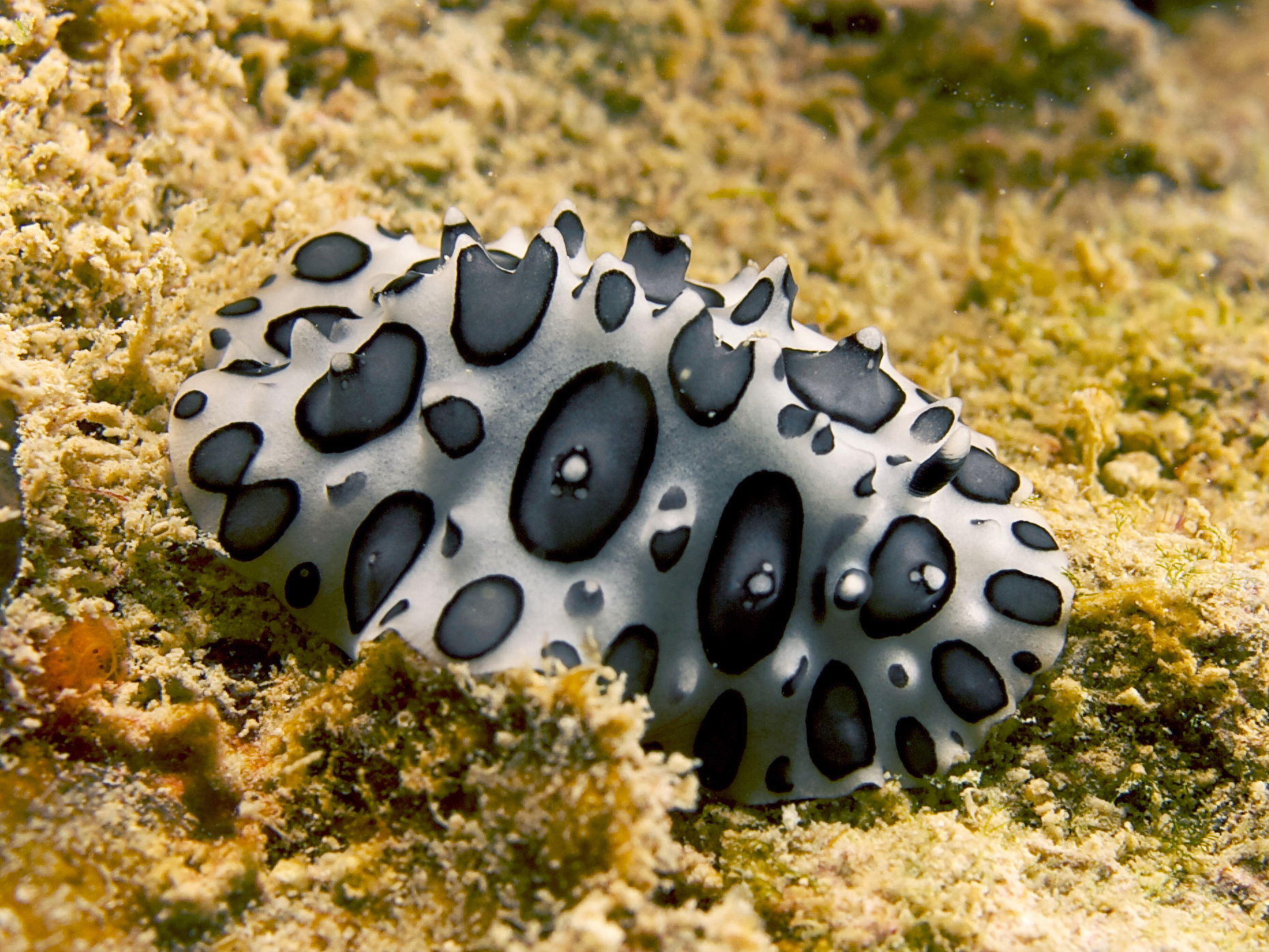
Ceratophyllidia papilligera, en el norte de Haití.

En cuanto a su fauna, hay mariposas como la Abaeis nicippiformis o la Eurema pyro. Abaeis nicippiformis. También hay muchas especies de arañas, como la Cupiennius vodou o la Drymusa simoni y escorpiones como el Centruroides tenuis o el Heteronebo pumilus.
En cuanto a la categoría de reptiles, está el cocodrilo americano, varias especies de serpientes, como la Laltris parishi o la Typhlops agoralionis, salamanquesas como la Sphaerodactylus asterulus y, por último, muchos lagartos pequeños como el Leiocephalus vinculum, que solo se encuentra en la isla de La Gonave, o el Anolis breslini.[cita requerida]
Varias especies de anfibios habitan en Haití, por ejemplo el Eleutherodactylus corona que solo se encuentra a 1.100 metros de altitud y únicamente en el macizo de La Hotte. Se pueden observar numerosas aves como: el trogón de la Española o calzoncillos rojos, que es el emblema de Haití, el papamoscas de la Española, el cuervo de la Española, el halcón peregrino o el pelícano pardo.[cita requerida]
Entre los mamíferos, el Almiqui paradoxal, un animal venenoso que está en peligro de extinción. Por último, en las aguas de Haití, a veces es posible observar algunas especies de cetáceos.[cita requerida]

### Geología
Hay fallas de empuje ciegas asociadas al sistema de fallas Enriquillo-Plantain Garden sobre el que se asienta Haití. Tras el terremoto de 2010, no había indicios de ruptura superficial y las conclusiones de los geólogos se basaban en datos sismológicos, geológicos y de deformación del terreno.

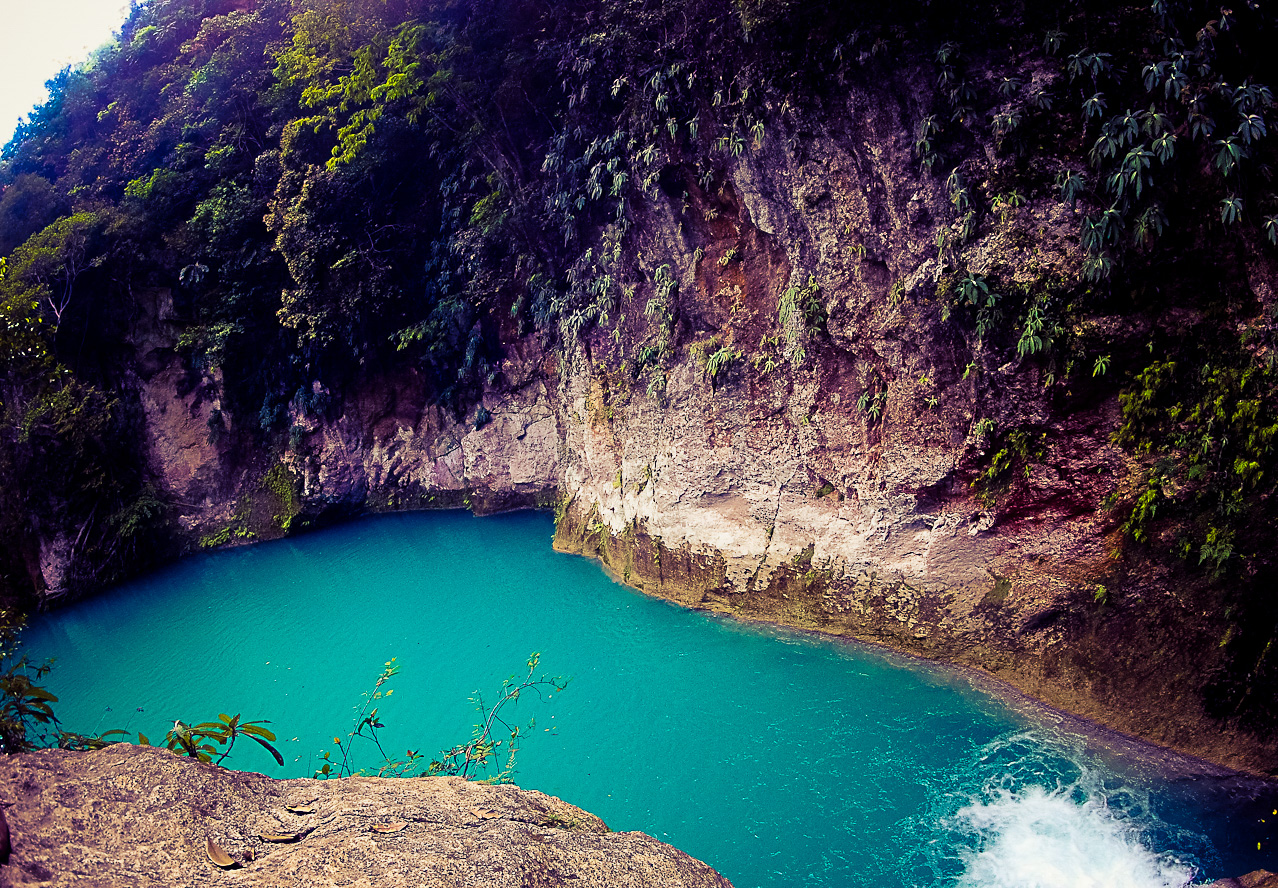
Bassin Bleu / Basenble, una pequeña laguna cerca de Jacmel / Jakmèl

El límite norte de la falla es donde la placa tectónica del Caribe se desplaza hacia el este unos 20 mm (0,79 pulgadas) al año en relación con la placa norteamericana. El sistema de fallas de deslizamiento de la región tiene dos ramificaciones en Haití: la falla Septentrional-Oriente, en el norte, y la falla Enriquillo-Plantain Garden, en el sur.
Un estudio de 2007 sobre el riesgo de terremotos señaló que la zona de la falla de Enriquillo-Plantain Garden podría estar al final de su ciclo sísmico y concluyó que, en el peor de los casos, se produciría un terremoto de 7,2 Mw, de magnitud similar al terremoto de Jamaica de 1692.
Un equipo de estudio presentó una evaluación del riesgo del sistema de fallas de Enriquillo-Plantain Garden en la 18.ª Conferencia Geológica del Caribe, celebrada en marzo de 2008, en la que se señalaba la gran tensión existente. El equipo recomendó estudios geológicos históricos de ruptura de "alta prioridad", ya que la falla estaba completamente bloqueada y había registrado pocos terremotos en los 40 años anteriores. Un artículo publicado en el periódico Le Matin de Haití en septiembre de 2008 citaba comentarios del geólogo Patrick Charles en el sentido de que existía un alto riesgo de actividad sísmica importante en Puerto Príncipe; y debidamente el terremoto de Haití de magnitud 7,0 de 2010 ocurrió en esta zona de falla el 12 de enero de 2010.
Haití también posee elementos raros como el oro, que puede encontrarse en la mina de oro de Mont Organisé.
Haití no tiene volcanes activos en la actualidad. "En las montañas de Terre-Neuve, a unos 12 kilómetros de las Eaux Boynes, se conocen pequeñas intrusiones al menos del Oligoceno y probablemente del Mioceno. No se conoce ninguna otra actividad volcánica de fecha tan tardía cerca de ninguna de las otras fuentes cálidas".

### Áreas protegidas

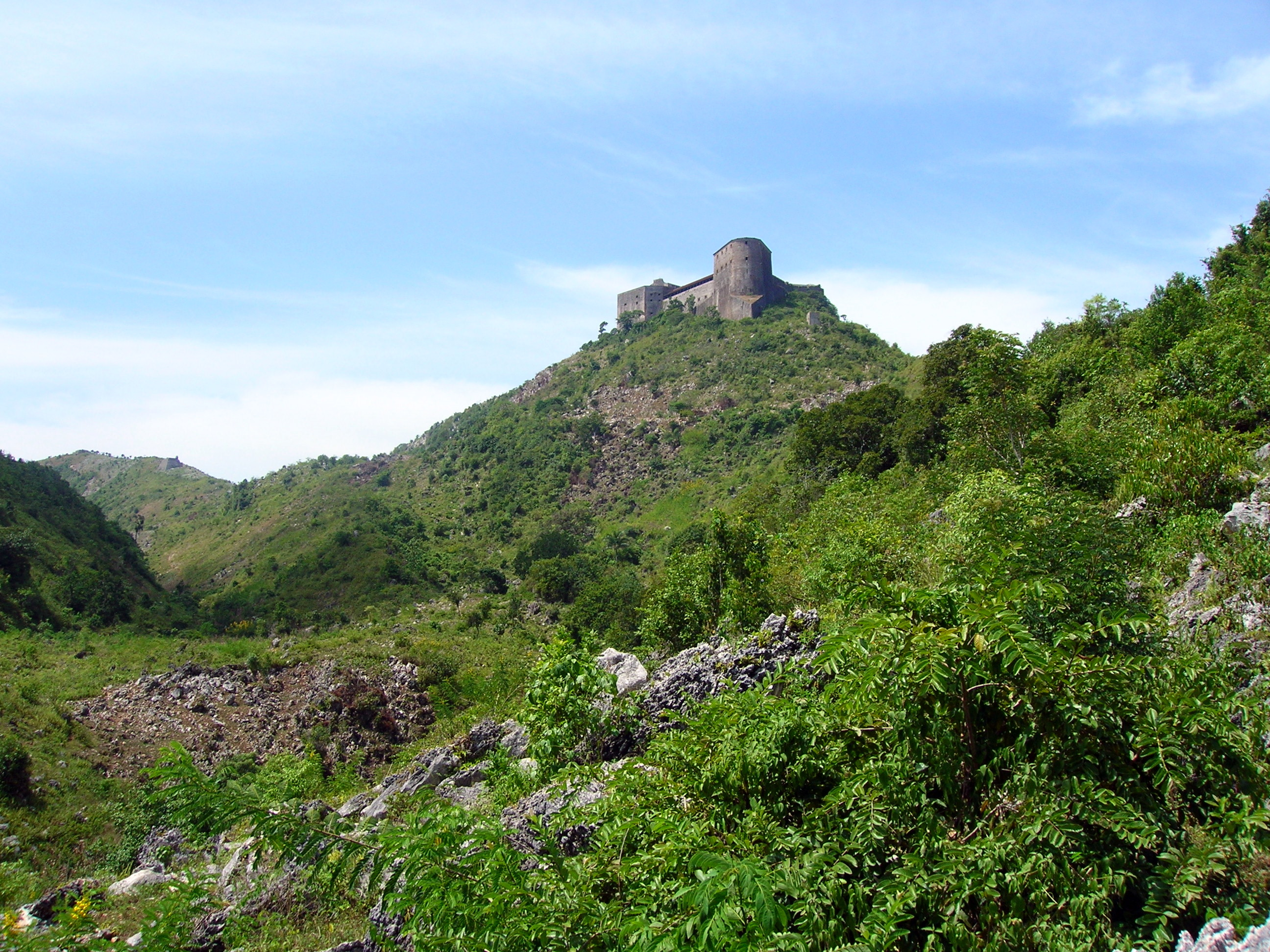
Parque nacional histórico Citadelle Sans-Souci Ramiers

A pesar de la deforestación a gran escala en todo el país, Haití aún cuenta con zonas boscosas que se extienden hasta la vecina República Dominicana.

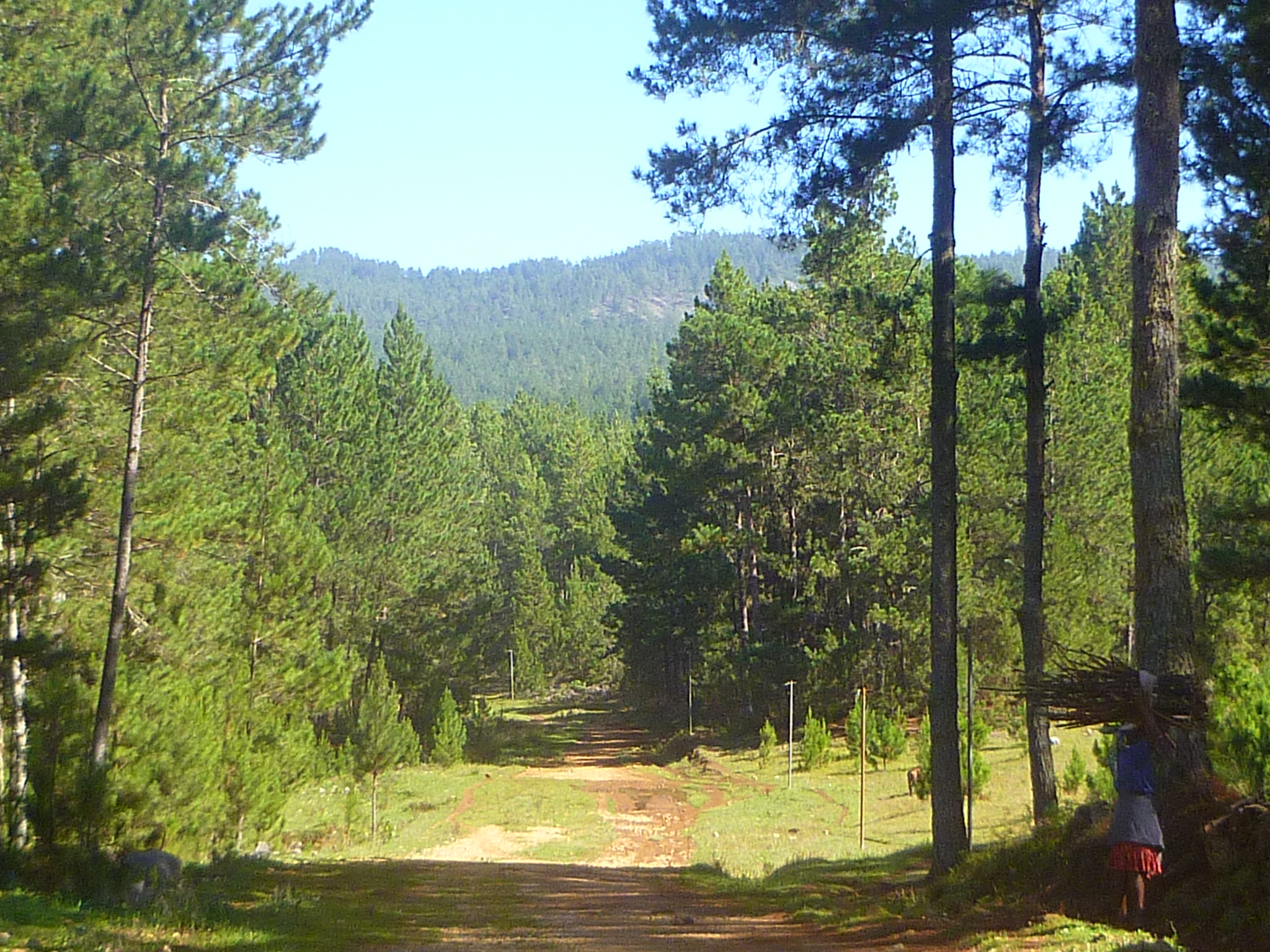
Parque nacional La Visite

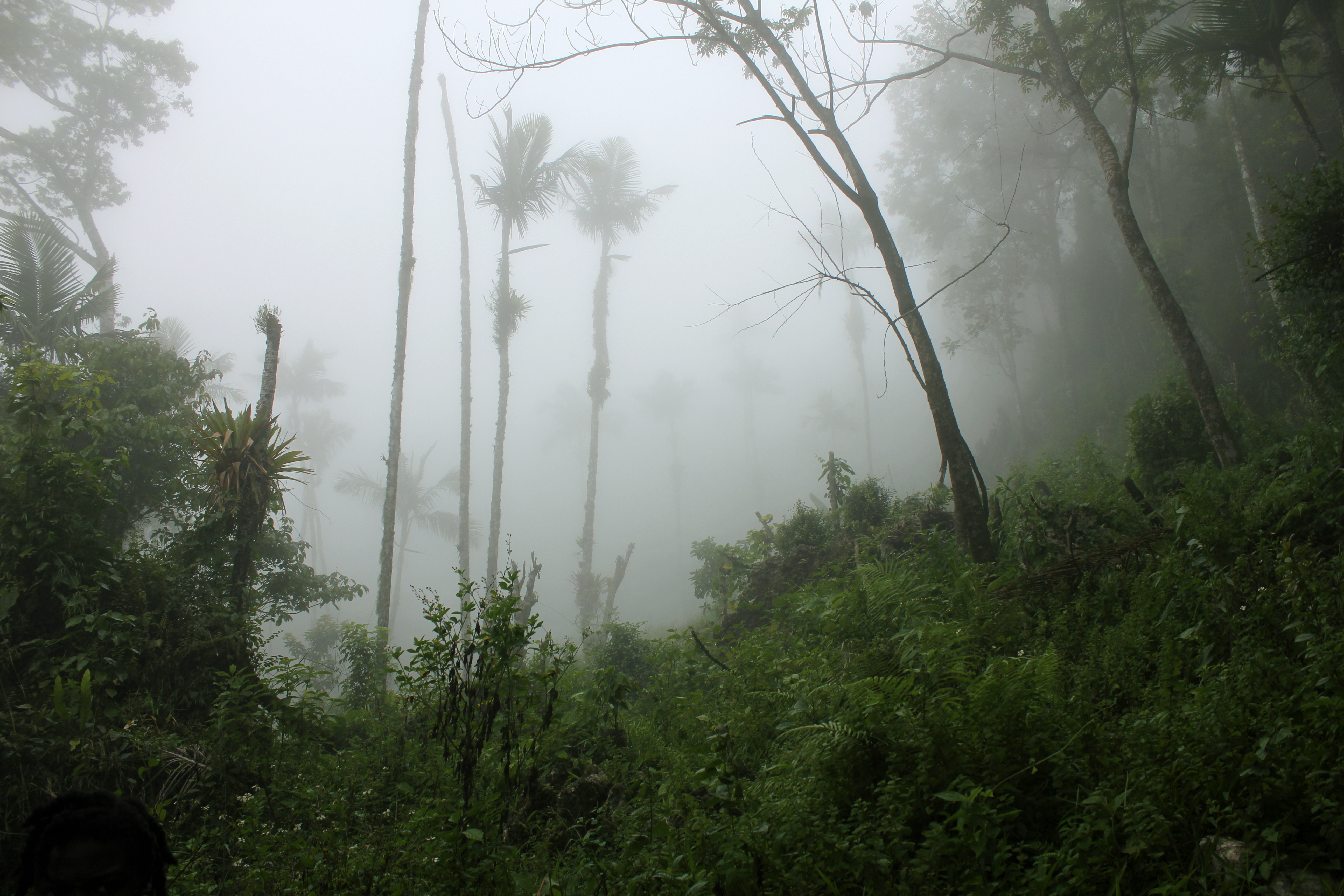
Parque nacional Deux Mamelles

| Nombre                                                                 | Categoría                             | Superficie (hectáreas) | Fecha de creación por decreto |
| ---------------------------------------------------------------------- | ------------------------------------- | ---------------------- | ----------------------------- |
| Parque nacional de Macaya                                              | Parque nacional                       | 8726 ha                | 2013                          |
| Parque nacional Forêt des Pins                                         | Parque nacional                       | 18 780 ha              | 1937                          |
| Parque nacional histórico Citadelle Sans-Souci Ramiers                 | Parque nacional                       | 2500 ha                | 1974                          |
| Parque nacional La Visite                                              | Parque nacional                       | 11 426 ha              | 1983                          |
| Parque nacional Trois Baies                                            | Parque nacional                       | 90 359 ha              | 2013                          |
| Área protegida de hábitats/especies de fond des Cayes                  | Protección de la diversidad biológica | 2365 ha                | 2013                          |
| Área protegida de hábitats/especies de Grosse Caye/Zone humide d’Aquin | Protección de la diversidad biológica | 10 974 ha              | 2013                          |
| Área protegida de hábitats/especies de Olivier/Zanglais                | Protección de la diversidad biológica | 7553 ha                | 2013                          |
| Área protegida de hábitats/especies de Cahouane                        | Protección de la diversidad biológica | 5940 ha                | 2013                          |
| Área protegida de hábitats/especies de Pointe Abacou                   | Protección de la diversidad biológica | 1840 ha                | 2013                          |
| Paisaje natural marino y terrestre Port-Salut                          | Protección de la diversidad biológica | 1840 ha                | 2013                          |
| Gruta Marie-Jeanne                                                     | Elemento de excepción Natural         | 31 ha                  | 2013                          |
| Parque nacional natural Île-à-Vache                                    | Parque nacional                       | 11 235 ha              | 2013                          |

## Gobierno y política

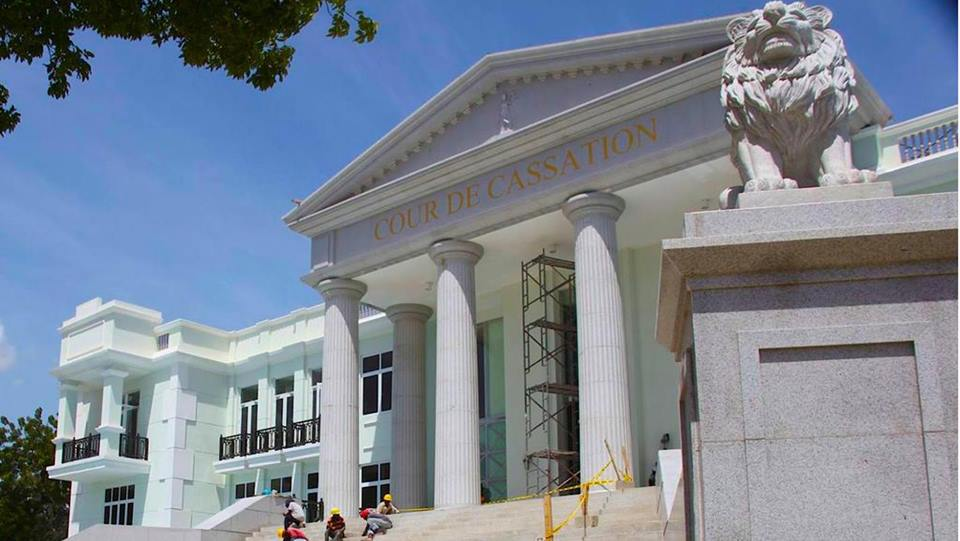
Edificio sede de la Corte de Casación de Haití

Haití es una república presidencialista con un presidente elegido por sufragio universal para un mandato de 5 años, sin posibilidad de tener dos mandatos consecutivos ni de optar a un tercero. Nombra al primer ministro y su gobierno es responsable ante la Asamblea Nacional. Dicha Asamblea está compuesta de 99 diputados igualmente elegidos por sufragio universal, y el Senado haitiano cuenta con 30 senadores. La Constitución fue introducida en 1987 y está basada en las constituciones de Estados Unidos y de Francia. Luego de haber sido suspendida por algunos años, fue reinstaurada por completo en 1994.
Jean-Bertrand Aristide asumió en 2001 un segundo mandato presidencial, tras ganar unas elecciones cuestionadas tanto dentro como fuera del país. La situación económica y la corrupción generaron manifestaciones y disturbios antigubernamentales el 29 de febrero de 2004 y la crisis generalizada culminó con el derrocamiento de Aristide.
Las elecciones presidenciales de 2006 se convocaron para sustituir al gobierno interino del presidente Boniface Alexandre y el primer ministro Gérard Latortue, quienes obtuvieron sus cargos después del derrocamiento en 2004 de Jean-Bertrand Aristide. Las elecciones fueron vigiladas y organizadas por la ONU. El ganador fue René Préval, seguidor de Aristide.
En 1957 fue elegido presidente François Duvalier, conocido popularmente como Papa Doc, que gobernó dictatorialmente con ayuda militar y financiera de Estados Unidos y que en 1964 se hizo proclamar presidente vitalicio. Su hijo Jean-Claude Duvalier (Baby Doc) le sucedió tras su muerte en 1971. En enero de 1986 una insurrección popular le obligó a exiliarse y el Ejército se hizo con el control del poder mediante la formación de un Consejo Nacional de Gobierno, presidido por el general Henri Namphy.

En enero de 1988 ascendió a la presidencia Leslie François Manigat, pero fue depuesto en julio del mismo año por Namphy, a quien derrocó Prosper Avril. Tras una presidencia provisional de Ertha Pascal Trouillot, depuesta por un golpe de Estado, Jean-Bertrand Aristide fue presidente electo a partir de febrero de 1991, siendo también depuesto tras una grave crisis interna en 2004, que incluyó violentos episodios que culminaron con la intervención en el país de los Cascos Azules de la ONU. En 2006, René Préval fue elegido presidente del país.

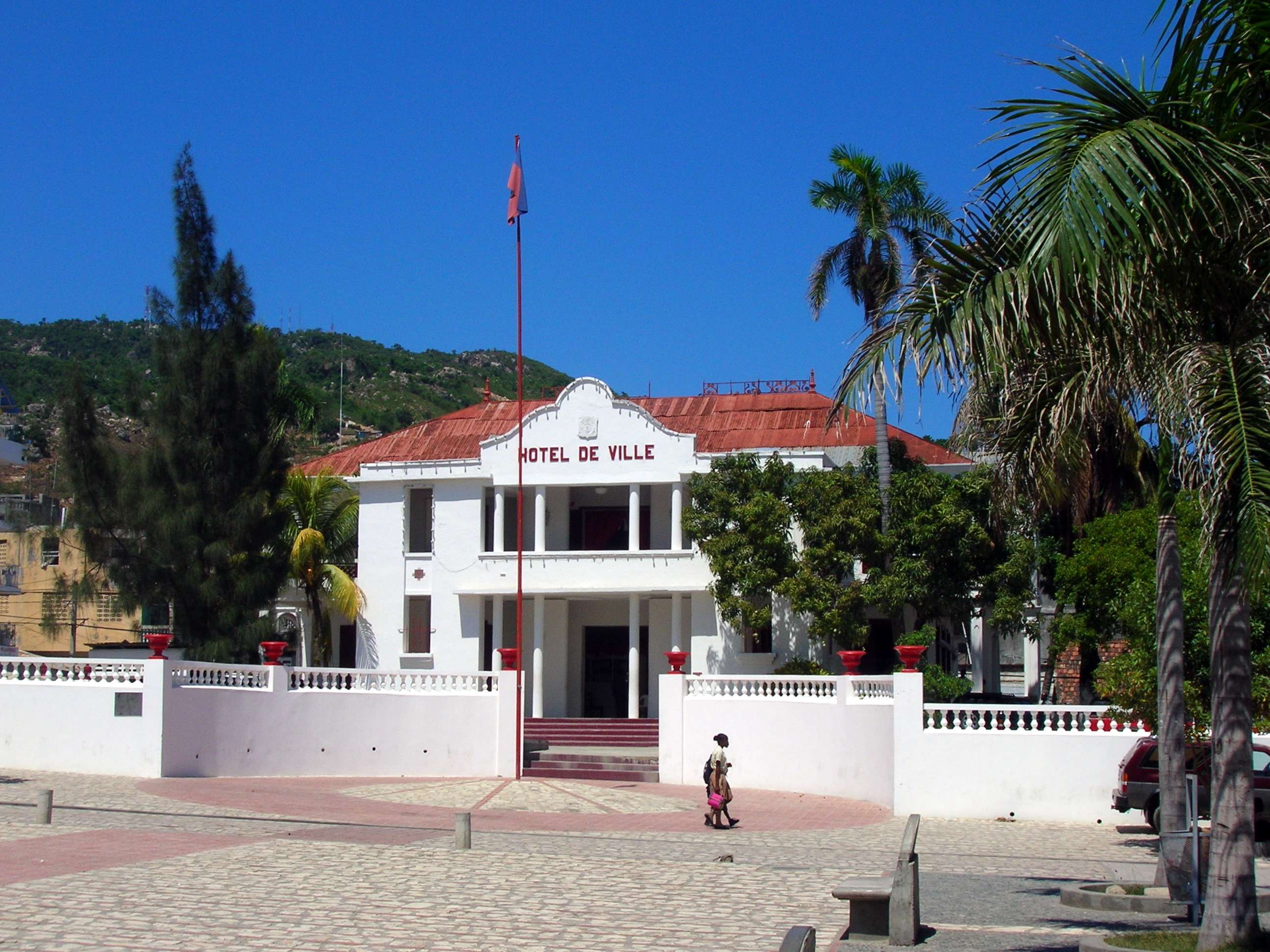
Sede del gobierno municipal de Cabo Haitiano (Cap-Haïtien)

Las elecciones generales estaban previstas para enero de 2010, pero fueron pospuestas debido al devastador terremoto que sufrió el país. Finalmente los comicios se celebraron el 28 de noviembre de 2010. Los candidatos más votados fueron Mirlande Manigat y el oficialista Jude Célestin, quedando en tercer lugar Michel Martelly. Este hecho suscitó una crisis electoral, porque se alegó que Célestin fue favorecido por un fraude cometido por el Gobierno. El 3 de febrero de 2011 se anunció el pase de Martelly a la segunda vuelta, que se celebraría el 20 de marzo, después de un pacto en el que Célestin desistió de continuar en la contienda por la presidencia. En la segunda ronda entre Michel Martelly y Mirlande Manigat, Martelly resultó vencedor y fue nombrado presidente.
Tras la dimisión de Michel Martelly en febrero de 2016, se nombró a Jocelerme Privert presidente interino. El empresario Jovenel Moïse asumió como nuevo presidente constitucional tras ganar la elección presidencial de 2016.
El 7 de julio del 2021, el presidente Jovenel Moïse fue torturado y asesinado en su residencia privada.[cita requerida]
Office National d'Assurance Vieillesse es miembro de la Conferencia interamericana de seguridad social (CISS).

### Relaciones exteriores

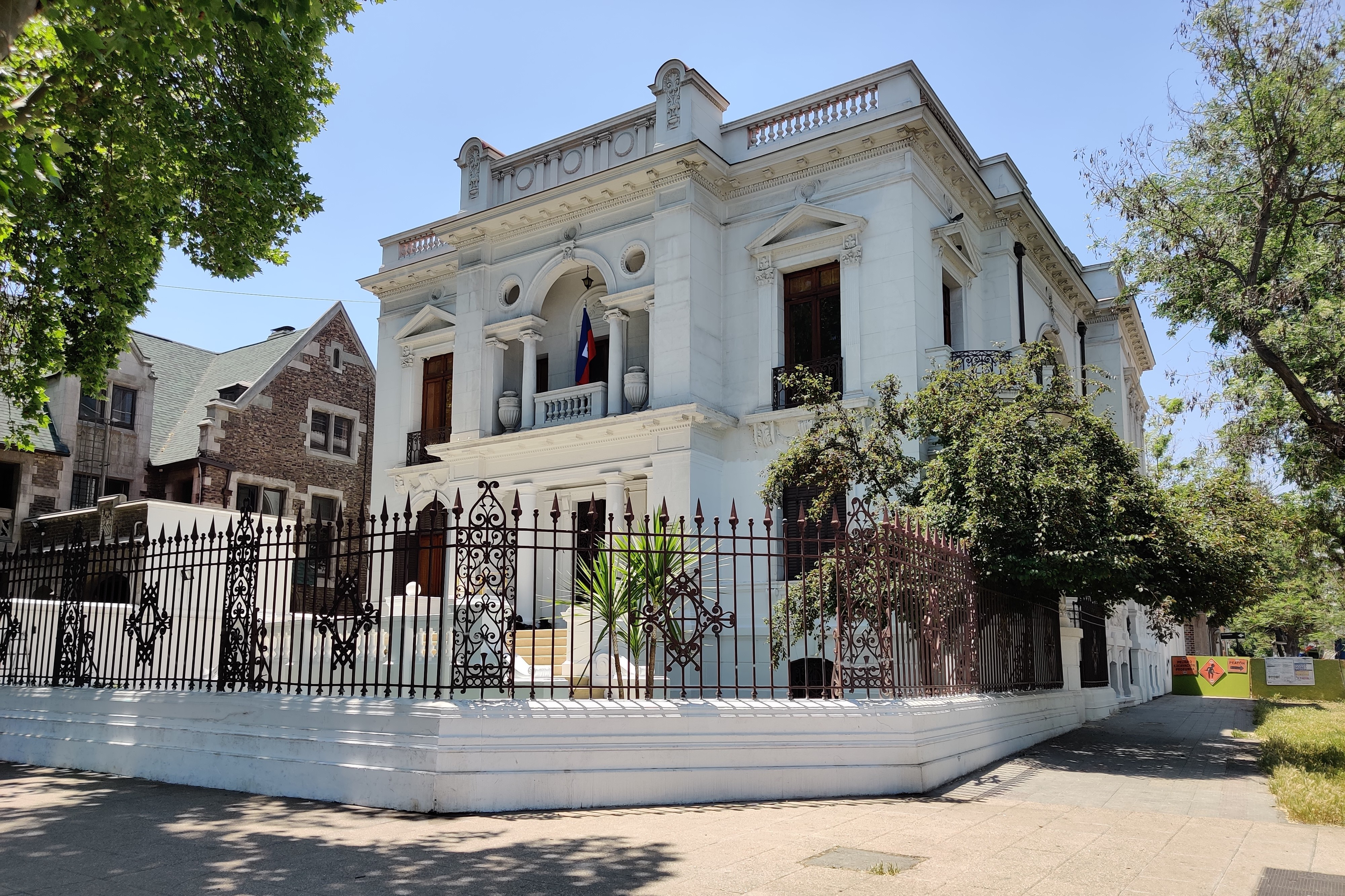
Embajada de Haití en Chile

Haití es miembro de numerosas organizaciones internacionales y regionales, como las Naciones Unidas, la CARICOM, la Comunidad de Estados Latinoamericanos y Caribeños, el Fondo Monetario Internacional, la Organización de Estados Americanos, la Organización Internacional de la Francofonía, la OPANAL y la Organización Mundial del Comercio.
En febrero de 2012, Haití señaló que trataría de elevar su estatus de observador a miembro asociado de pleno derecho de la Unión Africana (UA). Se informó de que la UA planeaba elevar el estatus de Haití de observador a asociado en su cumbre de junio de 2013, pero la solicitud aún no había sido ratificada en mayo de 2016.
La comunidad internacional se unió en defensa de Haití durante el período 1991-94 de gobierno militar ilegal. Treinta y un países participaron en la Fuerza Multinacional (MNF) liderada por Estados Unidos que, actuando bajo los auspicios de la ONU, intervino en septiembre de 1994 para ayudar a restaurar el gobierno legítimo y crear un entorno seguro y estable en Haití. En su momento álgido, la MNF contaba con unos 21 000 soldados, en su mayoría estadounidenses, y más de 1000 policías internacionales. En seis meses, el número de tropas se redujo gradualmente a medida que la MNF se convertía en una fuerza de mantenimiento de la paz de 6000 efectivos, la Misión de las Naciones Unidas en Haití (UNMIH). La UNMIH se encargó de mantener el entorno de seguridad que la MNF había ayudado a establecer, así como de nutrir a la nueva fuerza policial de Haití mediante la presencia de 900 asesores policiales. Un total de 38 países participaron en la UNMIH.

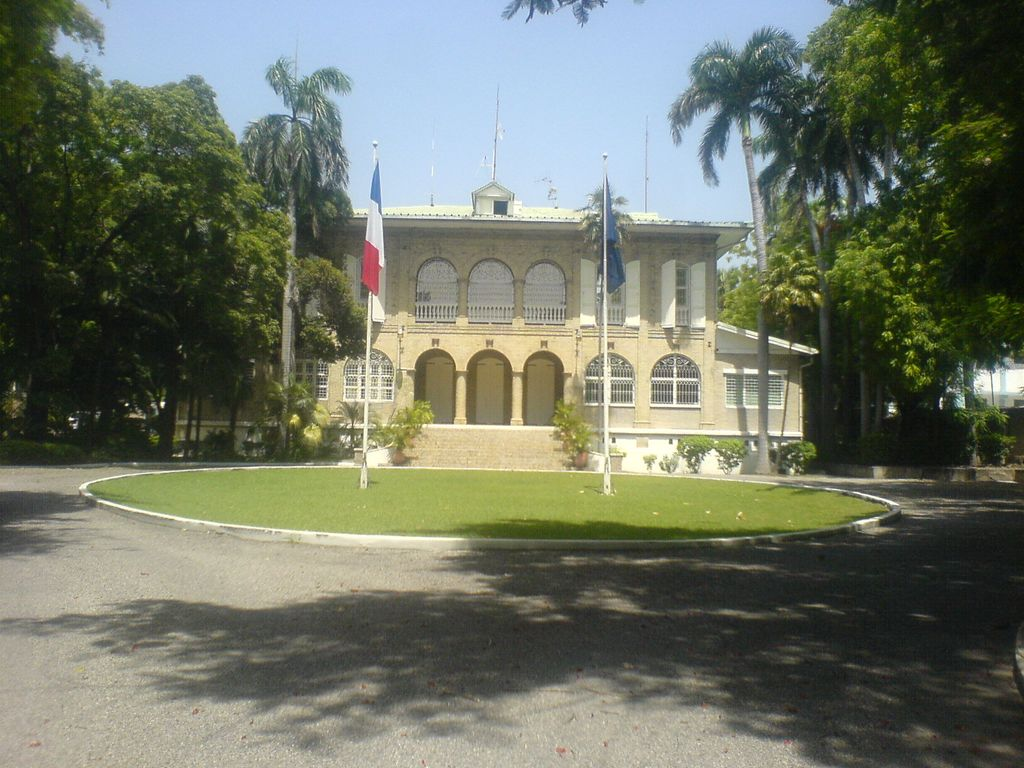
Embajada de Francia en Puerto Príncipe

Para impulsar la recuperación social y económica de Haití tras tres años de gobierno militar de facto y décadas de desgobierno, los bancos internacionales de desarrollo y las agencias donantes se comprometieron en 1994 a proporcionar más de 2000 millones de dólares en ayuda hasta 1999. Los desembolsos estaban condicionados en gran medida al progreso de la reforma económica. La inacción parlamentaria, principalmente como consecuencia de las luchas políticas y el bloqueo que asolan Haití desde 1996, provocó el bloqueo de gran parte de esta ayuda al no cumplirse las condiciones de desembolso. 
La crisis electoral que se produjo tras las elecciones locales y parlamentarias del 21 de mayo de 2000 ha provocado el bloqueo de la mayor parte de la ayuda multilateral y bilateral. Los principales donantes están encabezados por Estados Unidos, con el mayor programa de ayuda bilateral, e incluyen también a Canadá, República Popular China, Francia, Alemania, Japón, Países Bajos, Perú, Filipinas, Rusia, Corea del Sur, República de China (Taiwán) y Reino Unido. La ayuda multilateral se coordina a través de una agrupación informal de grandes donantes bajo los auspicios del Banco Mundial que, además del Banco Interamericano de Desarrollo (BID) y la Unión Europea, es también una importante fuente de ayuda al desarrollo para Haití.

### Derechos humanos

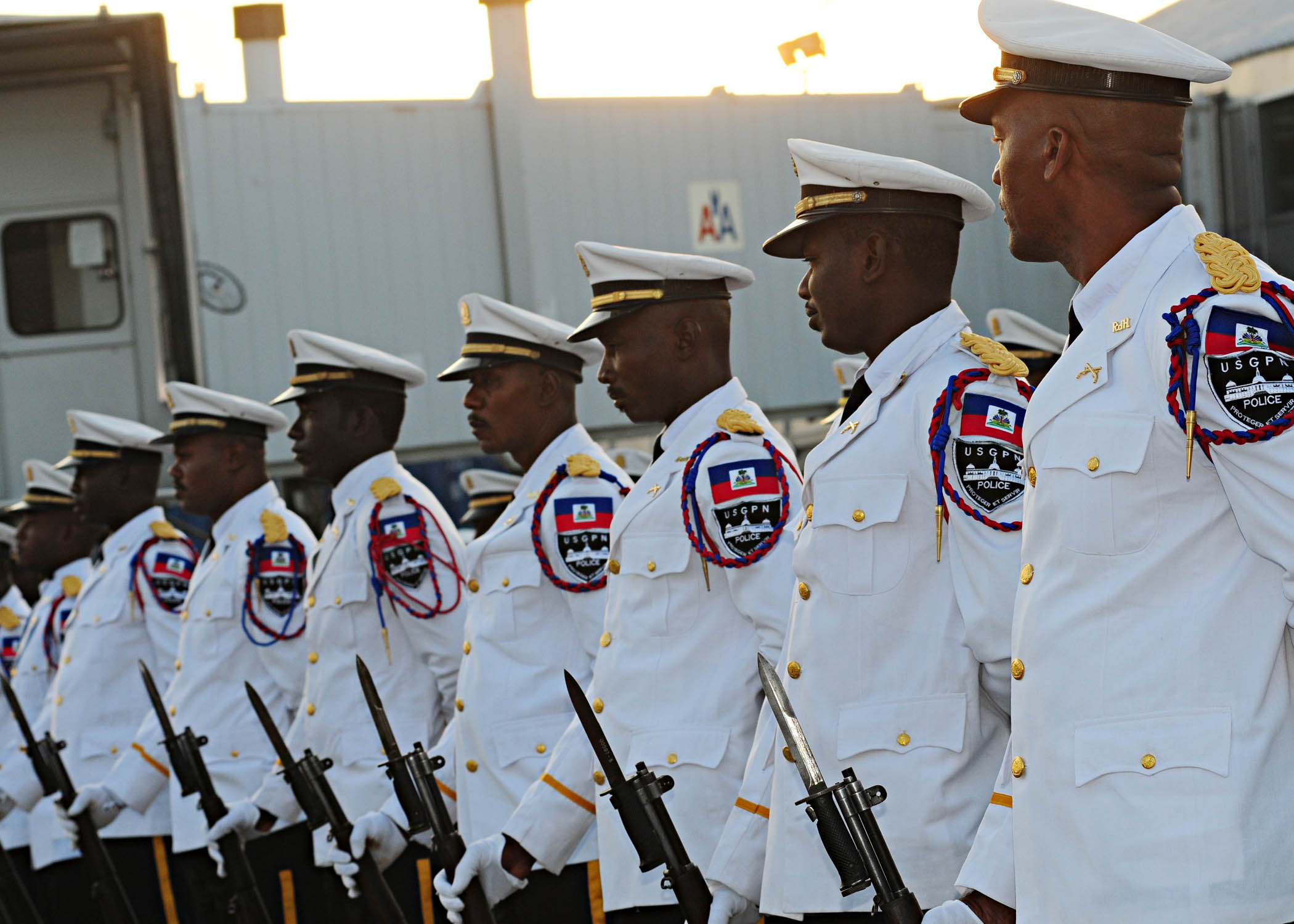
Miembros de la banda de música de la Policía Nacional de Haití en un desfile

En materia de derechos humanos, respecto a la pertenencia a los siete organismos de la Carta Internacional de Derechos Humanos, que incluyen al Comité de Derechos Humanos (HRC), Haití ha firmado o ratificado:
| Haití | Tratados internacionales  | Tratados internacionales | Tratados internacionales                                                                                                   | Tratados internacionales  | Tratados internacionales  | Tratados internacionales | Tratados internacionales | Tratados internacionales | Tratados internacionales  | Tratados internacionales  | Tratados internacionales | Tratados internacionales | Tratados internacionales    | Tratados internacionales    | Tratados internacionales | Tratados internacionales  | Tratados internacionales  | Tratados internacionales  |
| --- | ------------------------- | ------------------------ | --- | ------------------------- | ------------------------- | ------------------------ | ------------------------ | ------------------------ | ------------------------- | ------------------------- | ------------------------ | ------------------------ | --------------------------- | --------------------------- | ------------------------ | ------------------------- | ------------------------- | ------------------------- |
| Haití | CESCR                     | CESCR                    | CCPR | CCPR                      | CCPR                      | CERD                     | CED                      | CEDAW                    | CEDAW                     | CAT                       | CAT                      | CRC                      | CRC                         | CRC                         | CRC                      | MWC                       | CRPD                      | CRPD                      |
| Haití | CESCR                     | CESCR-OP                 | CCPR | CCPR-OP1                  | CCPR-OP2-DP               | CERD                     | CED                      | CEDAW                    | CEDAW-OP                  | CAT                       | CAT-OP                   | CRC                      | CRC-OP-AC                   | CRC-OP-SC                   | CRC-OP-CP                | MWC                       | CRPD                      | CRPD-OP                   |
| Pertenencia | Ni firmado ni ratificado. | Sin información.         | Haití ha reconocido la competencia de recibir y procesar comunicaciones individuales por parte de los órganos competentes. | Ni firmado ni ratificado. | Ni firmado ni ratificado. | Firmado y ratificado.    | Sin información.         | Firmado y ratificado.    | Ni firmado ni ratificado. | Ni firmado ni ratificado. | Sin información.         | Firmado y ratificado.    | Firmado pero no ratificado. | Firmado pero no ratificado. | Sin información.         | Ni firmado ni ratificado. | Ni firmado ni ratificado. | Ni firmado ni ratificado. |
| Firmado y ratificado, firmado, pero no ratificado, ni firmado ni ratificado, sin información, ha accedido a firmar y ratificar el órgano en cuestión, pero también reconoce la competencia de recibir y procesar comunicaciones individuales por parte de los órganos competentes. |                           |                          | |                           |                           |                          |                          |                          |                           |                           |                          |                          |                             |                             |                          |                           |                           |                           |

### Sistema penitenciario haitiano
La penitenciaría de Puerto Príncipe alberga a la mitad de los presos de Haití. La prisión tiene una capacidad de 1.200 detenidos, pero en noviembre de 2017 la penitenciaría estaba obligada a mantener a 4.359 detenidos, un nivel de ocupación del 454% Esto conlleva graves consecuencias para los reclusos.
Una celda puede albergar hasta 60 reclusos, cuando en un principio solo estaba diseñada para 18, lo que crea unas condiciones de vida estrechas e incómodas. Los reclusos se ven obligados a crear hamacas improvisadas con la pared y el techo. Los hombres están encerrados en las celdas 22/23 horas, por lo que el riesgo de enfermedades es muy alto. La incapacidad de recibir fondos suficientes del gobierno, ya que Haití sufre graves desastres naturales que absorben su atención y recursos, como el terremoto de 2010, ha causado casos mortales de desnutrición, combinados con las duras condiciones de vida, aumenta el riesgo de enfermedades infecciosas como la tuberculosis, que provocó 21 muertes sólo en enero de 2017 en la penitenciaría de Puerto Príncipe.
La legislación haitiana establece que, una vez detenido, una persona debe comparecer ante un juez en un plazo de 48 horas; sin embargo, esto es muy poco frecuente. En una entrevista con Unreported World, el director de la prisión declaró que alrededor de 529 detenidos nunca fueron condenados, hay 3.830 detenidos que se encuentran en prisión preventiva prolongada. Por tanto, el 80 % no han sido condenados.
A menos que las familias puedan proporcionar los fondos necesarios para que los reclusos comparezcan ante un juez, hay muy pocas posibilidades de que el recluso tenga un juicio, como media, en un plazo de 10 años. Brian Concannon, director del Instituto para la Justicia y la Democracia en Haití, organización sin ánimo de lucro, afirma que sin un soborno sustancial para persuadir a jueces, fiscales y abogados de que se sometan a su caso, no hay perspectivas de conseguir un juicio en años.
Las familias pueden enviar alimentos al centro penitenciario; sin embargo, la mayoría de los reclusos dependen de las comidas que se sirven dos veces al día. Sin embargo, la mayoría de las comidas consisten en raciones de arroz, avena o harina de maíz, lo que ha provocado casos mortales de dolencias relacionadas con la malnutrición, como el beriberi y la anemia. Los presos demasiado débiles son hacinados en la enfermería de la penitenciaría.

### Defensa
Los orígenes del ejército de Haití se remontan a la Revolución haitiana. Una década de guerra produjo un cuadro militar del que surgieron los primeros líderes de Haití. La derrota de los franceses demostró la considerable resistencia estratégica y capacidad táctica de Haití, pero la victoria no se tradujo en un gobierno nacional exitoso ni en una economía fuerte. Al carecer de una constitución sólida, Haití solía gobernarse por la fuerza.
Las fuerzas armadas, que habían estado unidas contra los franceses, se fragmentaron en facciones regionales enfrentadas. Muy pronto, los militares tomaron el control de casi todos los aspectos de la vida haitiana. Los oficiales asumieron la responsabilidad de la administración de justicia y de la gestión municipal. Según un diplomático haitiano, el país era en sus primeros días «un inmenso campamento militar». Sin instituciones civiles viables, Haití era vulnerable a las personalidades militares, que moldearon permanentemente el estilo de gobierno autoritario, personalista y coercitivo de la nación.

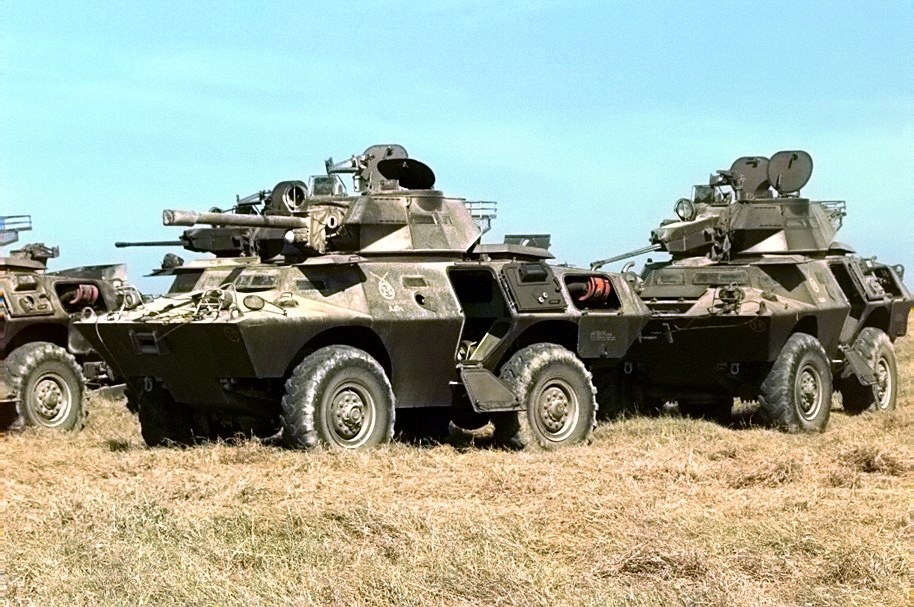
Tanques del ejército de Haití

Haití tiene una sólida historia militar que se remonta a la lucha previa a la independencia. El ejército local fue y es esencial en la construcción del Estado, la gestión de la tierra y las finanzas públicas. Hasta el siglo XX, todos los presidentes haitianos fueron oficiales del ejército. Durante la intervención estadounidense, el ejército fue remodelado como Gendarmerie d'Haiti (Gendarmería de Haití) y más tarde como Force Armée d'Haiti (FAdH o Fuerza Armada de Haití). A principios de la década de 1990, el ejército fue desmantelado inconstitucionalmente y sustituido por la Policía Nacional de Haití (Police Nationale d'Haïti, PNH). En 2018, el presidente Jovenel Moise reactivó la FAdH.
El Ministerio de Defensa de Haití es el principal órgano de las fuerzas armadas. Las antiguas Fuerzas Armadas de Haití fueron desmovilizadas en 1995; sin embargo, actualmente se están realizando esfuerzos para reconstituirlas. La actual fuerza de defensa de Haití es la Policía Nacional de Haití, que cuenta con un equipo SWAT altamente entrenado, y trabaja junto a la Guardia Costera de Haití. En 2010, la Policía Nacional de Haití contaba con 7.000 efectivos.
A partir de 2023, el ejército haitiano incluye un batallón de infantería que está en proceso de formación, con 700 efectivos.

## Símbolos nacionales

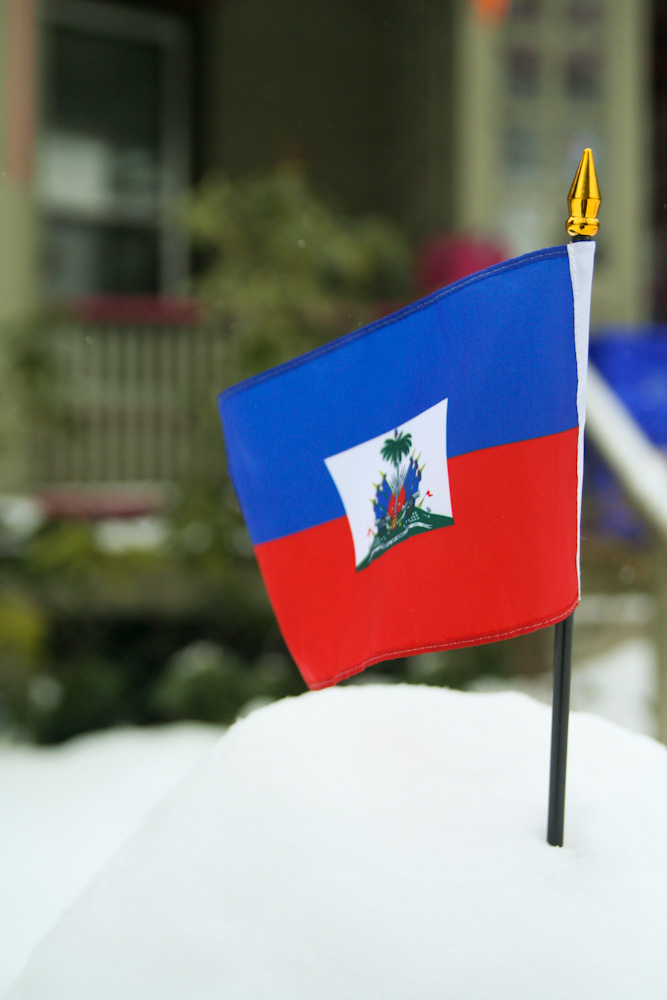
Fotografía de una bandera de Haití en miniatura.

La Constitución haitiana de 1987 establece la bandera, el escudo y el himno conocido popularmente como La Dessalinienne como símbolos nacionales del país.
La bandera de Haití fue adoptada el 25 de febrero de 1986, pero su diseño se remonta a principios del siglo XIX, en los años de la independencia. Es una bandera compuesta por dos franjas horizontales del mismo tamaño, de color azul (la superior) y rojo (la inferior). En un primer momento la franja azul fue de color negro. En el centro de la misma figura, dentro de un rectángulo de color blanco, el escudo nacional. La bandera de uso civil carece de escudo.
El escudo de armas de Haití consiste en una palmera coronada por el gorro frigio con los colores de la bandera haitiana. Al pie de la palmera aparece representado un tambor y a cada lado de la misma, tres rifles con bayoneta calada, el mismo número de banderas nacionales y diverso armamento, destacando dos cañones, uno a cada lado.

## Organización político-administrativa
Haití está dividido en 10 departamentos (en francés, départements; y en criollo haitiano: depatman), 41 distritos (en francés arrondissements; y en criollo haitiano: awondisman) y 133 comunas. Estos departamentos pertenecían a las tres provincias originales del Saint-Domingue colonial, que eran Norte, Sur y Oeste. Bajo el mandato de Toussaint L’Ouverture, las provincias se convirtieron en departamentos. El departamento Nippes fue creado en 2003 tras una división del departamento de Grand’Anse.

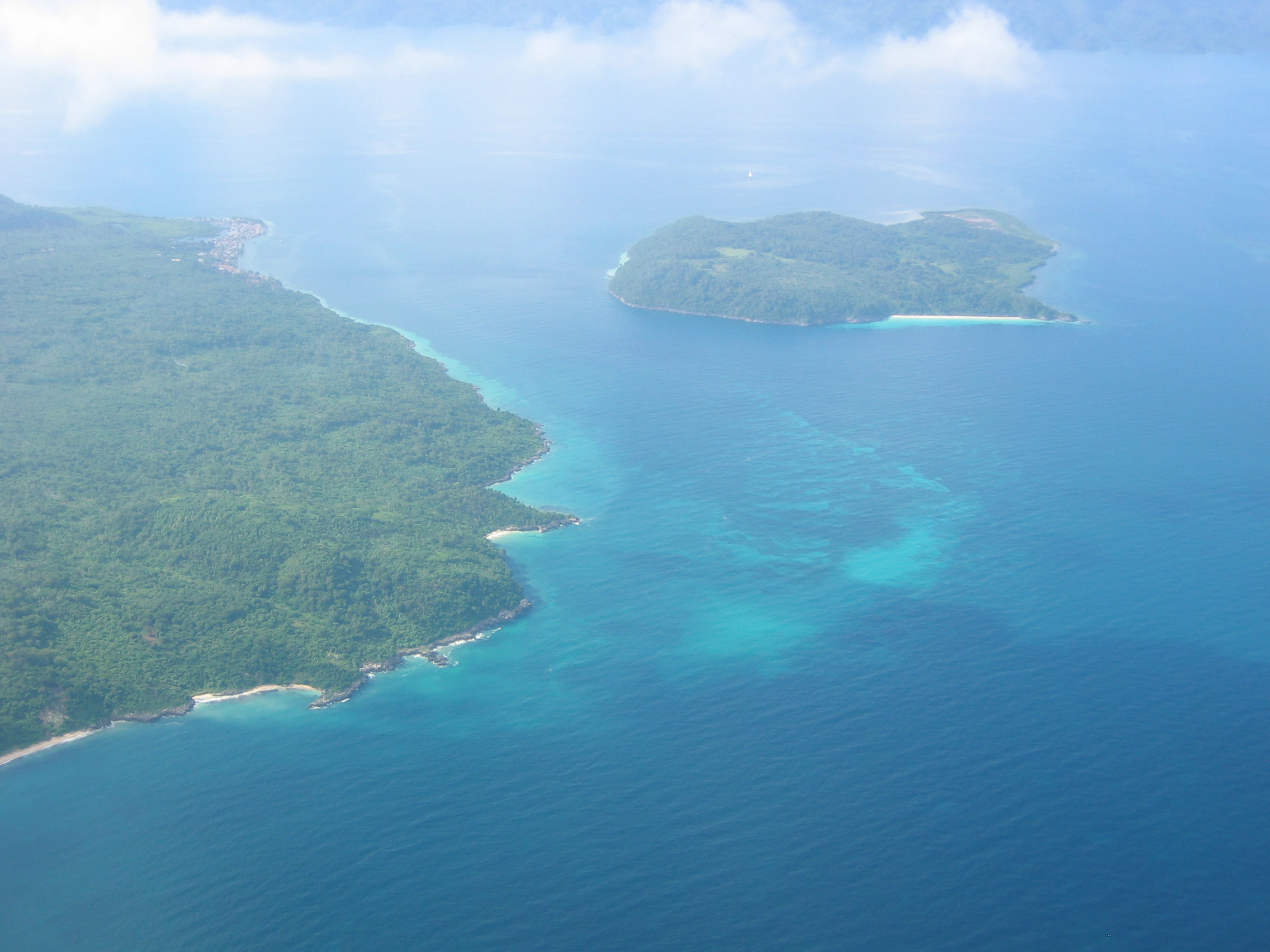
Vistas de las islas Los Caimitos (Îles Cayemites / Zile Kayimit) en el departamento de Grand’Anse / Grandans.

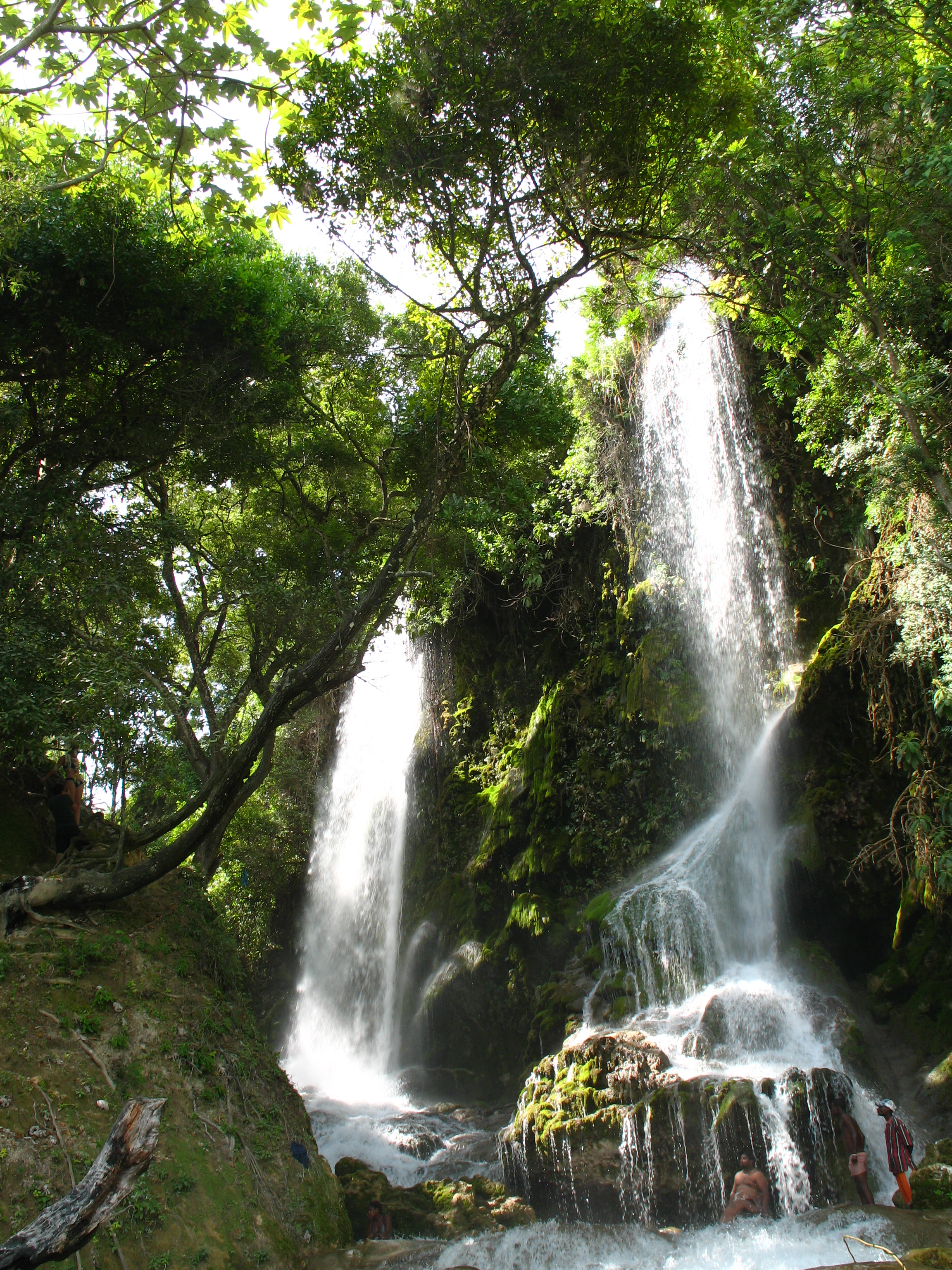
Cascada Saut-d'Eau / Sodo en el Departamento del Centro (Centre / Sant)

| \| República⠀Dominicana Cuba Paso de los Vientos Golfo de la Guanaba Isla de la Guanaba (Oeste) Isla de la Tortuga (Noroeste) Isla de la Vaca Islas Los Caimitos Noroeste Centro Océano Atlántico Mar Caribe Sureste Noreste Oeste Norte Nippes Sur Grand'Anse Artibonito \| |            |                 |                  |            |
| Departamento | Código ISO | Capital         | Población (2003) | Área (km²) |
| Artibonito | HT-AR      | Gonaïves        | 1 175 000        | 4984       |
| Centro | HT-CE      | Hincha (Hinche) | 627 000          | 3675       |
| Grand’Anse | HT-GA      | Jérémie         | 345 000          | 2018       |
| Nippes | HT-NI      | Miragoâne       | 268 000          | 1219       |
| Norte | HT-ND      | Cabo Haitiano   | 875 000          | 2175       |
| Nordeste | HT-NE      | Fuerte Libertad | 335 000          | 1805       |
| Noroeste | HT-NO      | Port-de-Paix    | 490 000          | 2176       |
| Oeste | HT-OU      | Puerto Príncipe | 3 637 000        | 4827       |
| Sur | HT-SD      | Les Cayes       | 653 000          | 2794       |
| Sudeste | HT-SE      | Jacmel          | 466 000          | 2077       |
| República⠀Dominicana Cuba Paso de los Vientos Golfo de la Guanaba Isla de la Guanaba (Oeste) Isla de la Tortuga (Noroeste) Isla de la Vaca Islas Los Caimitos Noroeste Centro Océano Atlántico Mar Caribe Sureste Noreste Oeste Norte Nippes Sur Grand'Anse Artibonito       |            |                 |                  |            |

## Economía

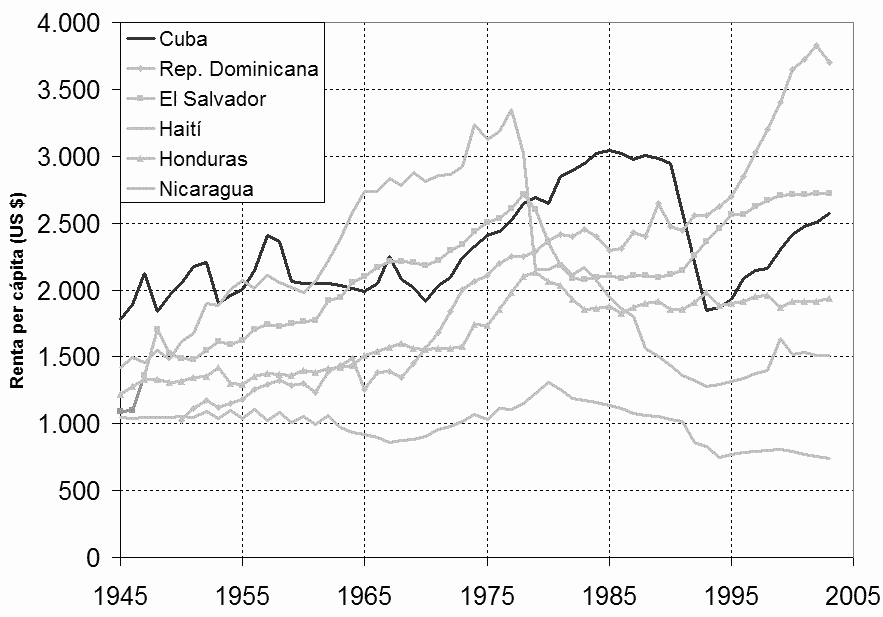
Comparación histórica del PIB per cápita de Haití con otros países de su entorno, basado en World Population, GDP and Per Cápita GDP, 1-2003 AD.

Haití tiene la renta per cápita más baja de todo el hemisferio occidental y es el país más pobre de toda América. Los indicadores sociales y económicos colocan a Haití en puestos descendentes detrás de otros países en vías en desarrollo de bajos ingresos (particularmente en el hemisferio) desde los años 80. Haití está en la posición 145 de 177 países en el Índice de Desarrollo Humano de la ONU, siendo el único en todo el continente con un IDH bajo. Aproximadamente un 80 % de la población vive en la pobreza.
La economía de Haití generó en 2009 un producto interior bruto de 6908 millones de dólares y una renta per cápita de 772 dólares. 
 siendo la más pobre del continente americano y una de las más desfavorecidas del mundo. Según The World Factbook, el 80% de su población vive por debajo del umbral de pobreza. Dos tercios de ella es dependiente del sector primario. La agricultura y la pesca están tradicionalmente organizados en pequeñas explotaciones de subsistencia, fragilizadas por la carencia y empobrecimiento del suelo disponible, siendo dependiente de la ayuda exterior. La sobreexplotación y la erosión del terreno son consecuencia de una intensiva y descontrolada deforestación que ha llevado la superficie arbolada de Haití del 60% en 1923 a menos del 2% en 2006.

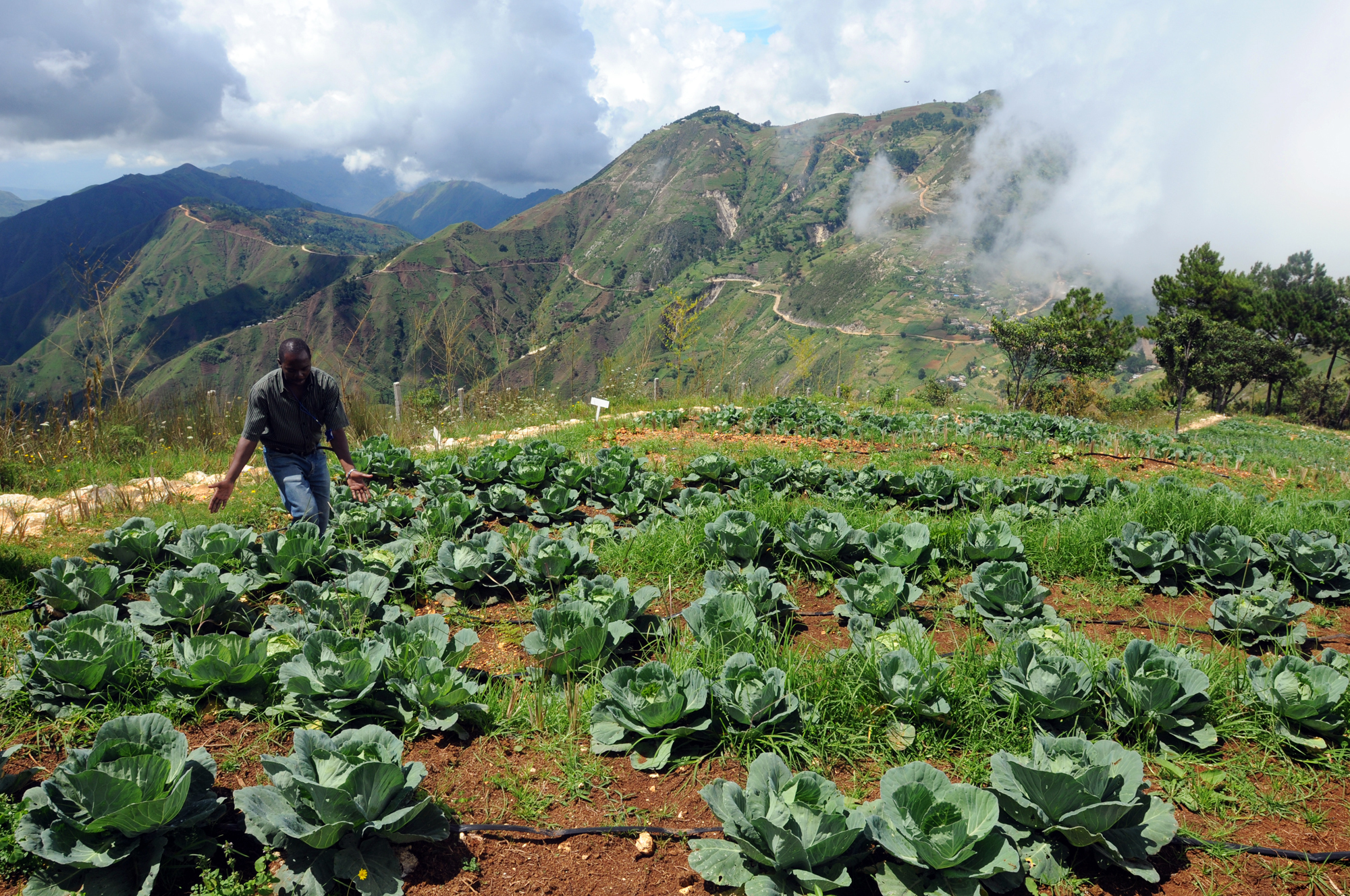
El 70% de los haitianos depende de la agricultura para subsistir.

Las devastadoras tormentas tropicales que se sucedieron a lo largo de 2008, y el embate del huracán Matthew en octubre de 2016, han afectado las escasas infraestructuras de comunicaciones que, a imagen de los sectores industriales y de servicios, sufren de la carencia de inversiones sostenidas por culpa de la inestabilidad y la violencia. El sector industrial más importante es el textil, que representa más del 75% del volumen de exportaciones y el 90% del PIB, pero que es fuertemente dependiente de la demanda y ayudas arancelarias exteriores, particularmente la de los Estados Unidos. Haití está incluido en el programa del Fondo Monetario Internacional y del Banco Mundial para los Países en vías de desarrollo altamente endeudados (Highly-Indebted Poor Country, HIPC).
Cerca del 70% de los haitianos depende de la agricultura, que consiste principalmente de agricultura de subsistencia a pequeña escala y emplea cerca de las dos terceras partes de la población económicamente activa. El país ha tenido muy pocos puestos nuevos de trabajo, aunque la economía informal está en crecimiento. El fracaso en el intento de lograr acuerdos con patrocinadores internacionales ha impedido que Haití obtenga asistencia para un presupuesto y programas de desarrollo.
La pobreza resulta extrema en gran parte de la población, tanto que sus ingresos no les alcanza para adquirir un poco de arroz u otros alimentos básicos, debiendo alimentarse para subsistir con una especie de galletas hechas de lodo (barro), manteca vegetal y sal, que es vendida a bajo precio, lo que acarrea secuelas de desnutrición y otros males físicos. La FAO estima que la mitad de la población se encuentra en situación de extrema pobreza, con menos de un dólar al día.

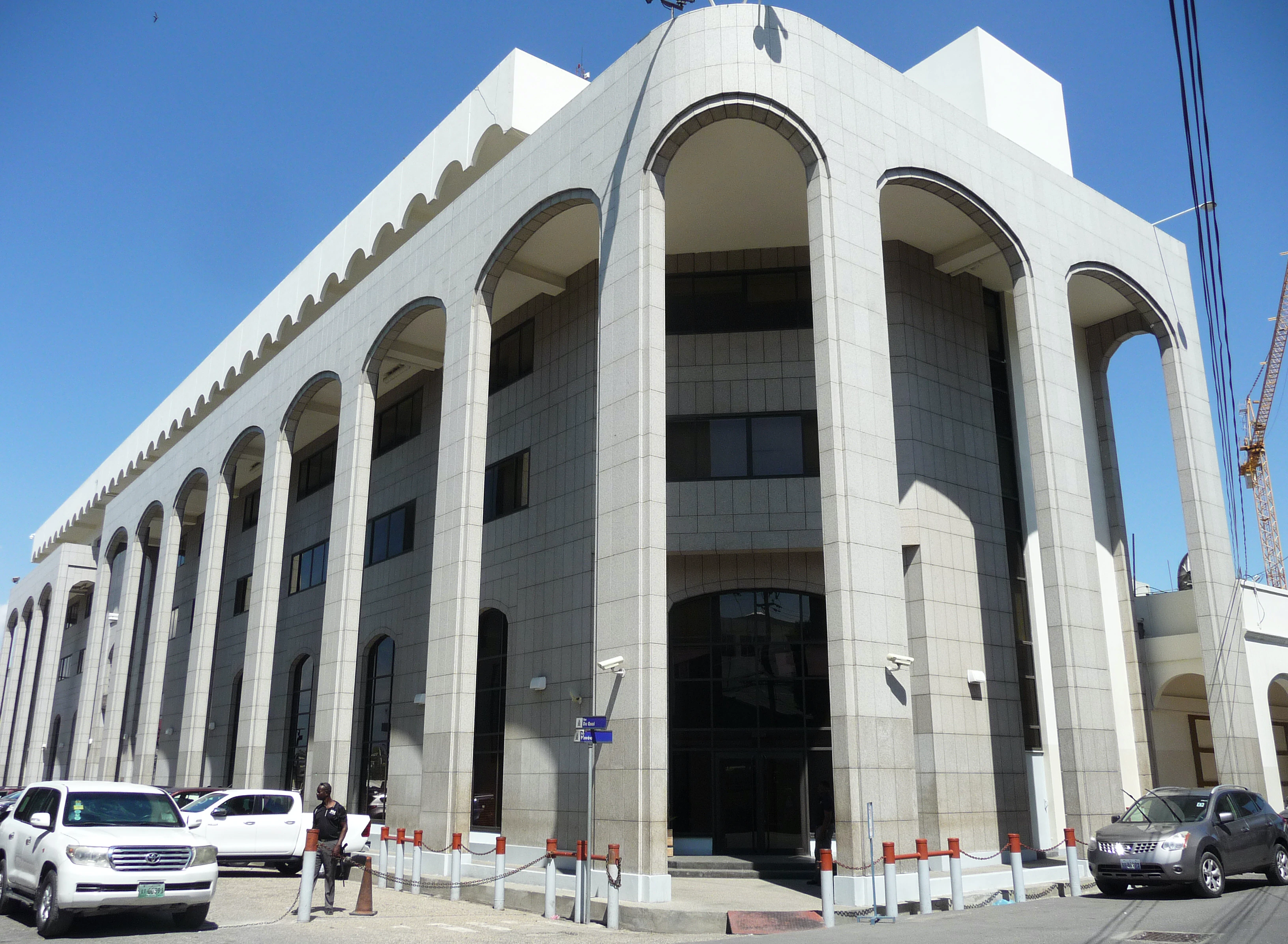
Sede del Banco de Haití en 2022

Tres cuartas partes del territorio haitiano están constituidas por suelos montañosos, y las llanuras están formadas por tierras deforestadas y actualmente estériles. La causa principal del empobrecimiento del territorio es la explotación forestal excesiva por una población que cada vez aumenta su demanda de leña y madera, lo que ha provocado la erosión del suelo y una tremenda escasez de agua potable. Esta situación contrasta con la de la vecina República Dominicana, que con un clima similar y unas condiciones de partida similares practicó una política forestal adecuada y actualmente tiene una cubierta vegetal sostenible.
Un factor extra que podría hacer que la economía no mejore es la falta de empuje por parte de los profesionales, pues se cree que un 80 % de los haitianos con niveles educativos elevados han emigrado en busca de otras alternativas promoviendo la fuga de cerebros. También es importante señalar la fuerte emigración ilegal hacia la República Dominicana a través de la frontera. Aunque su carácter informal no permite un cálculo preciso, la población inmigrante haitiana en la nación vecina se estima en más de un millón de personas.
Los puertos más importantes para el intercambio comercial son Port-au-Prince, Gonaïves y Cap Haitien. El puerto privado de Gonaïves es particularmente apto para buques de hasta 6 metros de calado.

### Ayuda extranjera

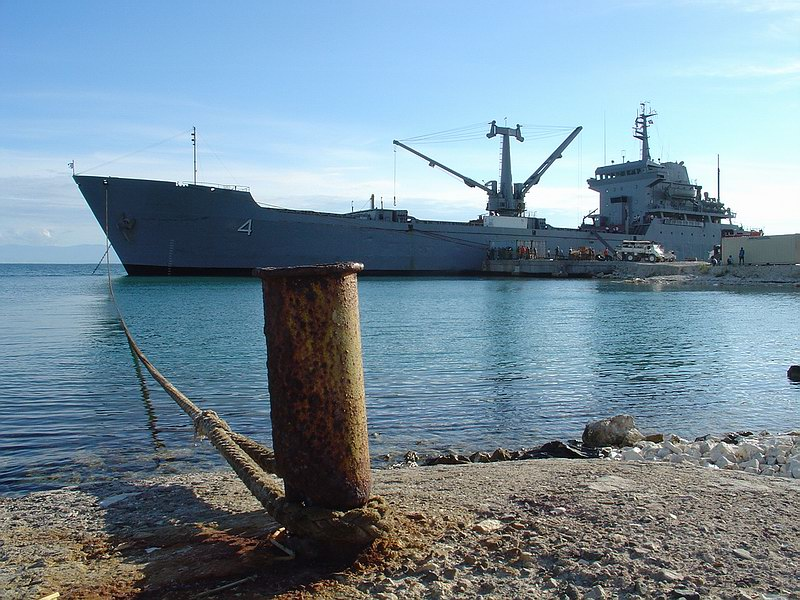
Descarga de ayuda humanitaria en el Puerto Privado de Gonaïves / Gonayiv

Haití recibe anualmente cooperación y ayuda humanitaria de países desarrollados tanto de América como de otras partes del mundo, siendo de importancia mencionar a Estados Unidos (mediante el programa de la USAID), la Unión Europea (mediante el programa FED (Fond Européen de Développement) en el que Francia es el mayor donante con 19,55 % del total aportado), Canadá, Argentina, Brasil, Chile, México, Colombia, Venezuela, Cuba y del país limítrofe República Dominicana.
La ayuda extranjera compone aproximadamente el 30-40 % del presupuesto nacional del gobierno. El mayor donante son los Estados Unidos, seguidos de Canadá y de la Unión Europea. Desde 1990 a 2003, Haití recibió más de 4000 millones de dólares en ayudas. Los Estados Unidos han proporcionado 1500 millones de estas ayudas. Venezuela y Cuba también contribuyen con algunas ayudas a la economía de Haití, especialmente después de renovar sus alianzas en 2006 y 2007. En enero de 2010, China prometió aportar 4.2 millones para ayudar en la reconstrucción de la isla tras el terremoto sufrido, y el presidente estadounidense Barack Obama prometió cien millones de dólares en ayuda. Las naciones de la Unión Europea prometieron más de 400 millones de euros (616 millones de dólares) en ayuda de emergencia y fondos para la reconstrucción de Haití. Del mismo modo el Estado Venezolano destinó 100 millones de dólares luego del terremoto en el año 2010, como donativo de ayuda a Haití, a lo que el primer mandatario de dicho Estado dijo: «En algo eso va a aliviar la tragedia del pueblo haitiano...».
La ayuda de los Estados Unidos al gobierno haitiano se interrumpió por completo entre 2001 y 2004, tras las elecciones celebradas en 2000 y que el presidente Aristide fuera acusado de varios asesinatos. Tras la marcha de Aristide en 2004, se volvieron a enviar las ayudas, y el ejército brasileño lideró la Misión de paz de las Naciones Unidas en Haití. Tras al menos cuatro años de recesión que concluyeron en 2004, la economía creció en un 1,5% en 2005.
En 2005 la deuda externa total de Haití estaba cifrada en 1300 millones de dólares,[cita requerida] que significa una deuda per cápita de 169 dólares. En septiembre de 2009, Haití alcanzó las condiciones marcadas por el FMI y el Programa de Países Pobres con una Elevada Deuda del Banco Mundial para poder cancelar su deuda externa.
Desde 2018 la situación económica de Haití ha empeorado tras la salida de Petrocaribe, el programa de subsidios petroleros que desde 2005 implementó el gobierno de Hugo Chávez y que durante años permitió al gobierno importar y mantener los costos de los combustibles sin alterar. Tras el fin de este programa, el gobierno ha tenido que mantener el subsidio con recursos de las arcas públicas, a un costo aproximado de 80 centavos de dólar por galón. 
Como consecuencia de esta medida, el aumento de los precios internacionales del petróleo ha impactado negativamente la balanza de pago y ha aumentado el déficit fiscal de Haití, creando una continua depreciación del gourde. Desde hace meses el gobierno de Haití se muestra en dificultades para asumir estos subsidios, por lo que han sido los importadores quienes lo han tenido que hacer, provocando que la industria de combustibles se encuentre en una situación en la cual no le es posible continuar asumiendo este subsidio en la importación de gasolina y diésel. Esta situación ha generado protestas en las calles y presión al presidente Jovenel Moïse.

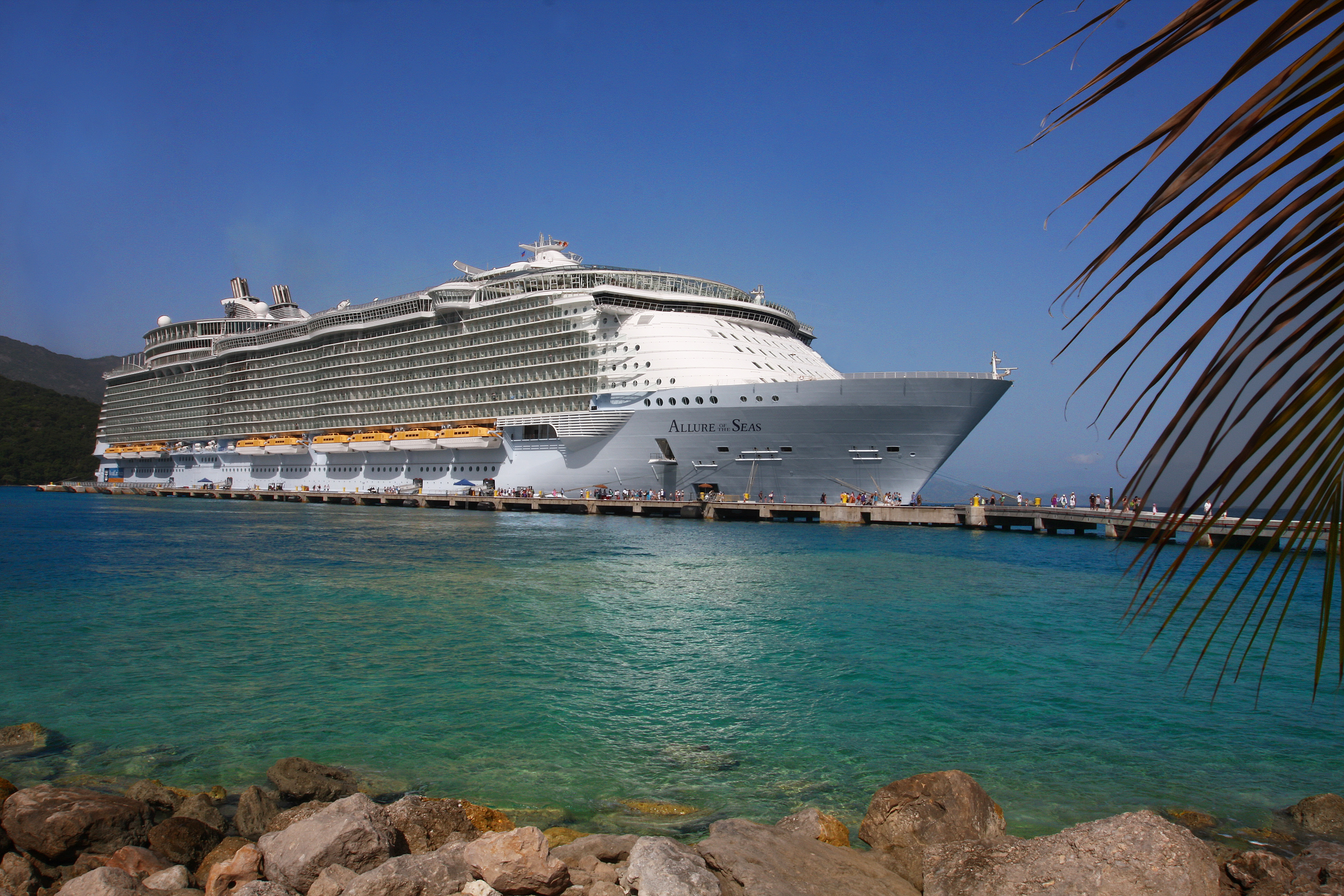
El Crucero Allure of the Seas atracando en Labadie / Labadi

En su informe de marzo de 2019, la Misión de la ONU de Apoyo a la Justicia en Haití señala que "las condiciones de vida de la población haitiana se deterioran cada vez más". En el conjunto del país, el 5,5% y el 27% de las personas se encuentran en situación de emergencia y de crisis alimentaria, respectivamente; 2,26 millones de personas están clasificadas en situación de inseguridad alimentaria "y necesitan ayuda humanitaria en este sentido".

### Turismo
El mercado turístico de Haití está poco desarrollado y el Gobierno promueve intensamente este sector. Haití posee muchas de las características que atraen a los turistas a otros destinos caribeños, como playas de arena blanca, paisajes montañosos y un clima cálido durante todo el año. Sin embargo, la mala imagen del país en el extranjero, a veces exagerada, ha obstaculizado el desarrollo de este sector. En 2014, el país recibió 1 250 000 turistas (en su mayoría procedentes de cruceros), y el sector generó 200 millones de dólares en 2014.
En 2014 se inauguraron varios hoteles, entre ellos un Best Western Premier de lujo, un hotel Royal Oasis de cinco estrellas de Occidental Hotel and Resorts en Pétion-Ville, un hotel Marriott de cuatro estrellas en la zona de Turgeau de Puerto Príncipe y otros nuevos desarrollos hoteleros en Puerto Príncipe, Les Cayes, Cap-Haïtien y Jacmel.
El Carnaval de Haití (Kanaval), es uno de los más populares del Caribe. En 2010, el Gobierno decidió organizarlo cada año en una ciudad diferente fuera de Puerto Príncipe, en un intento de descentralizar el país. El Carnaval Nacional, que suele celebrarse en una de las ciudades más grandes del país (Puerto Príncipe, Cabo Haitiano o Les Cayes), sigue al también muy popular Carnaval de Jacmel, que tiene lugar una semana antes, en febrero o marzo.

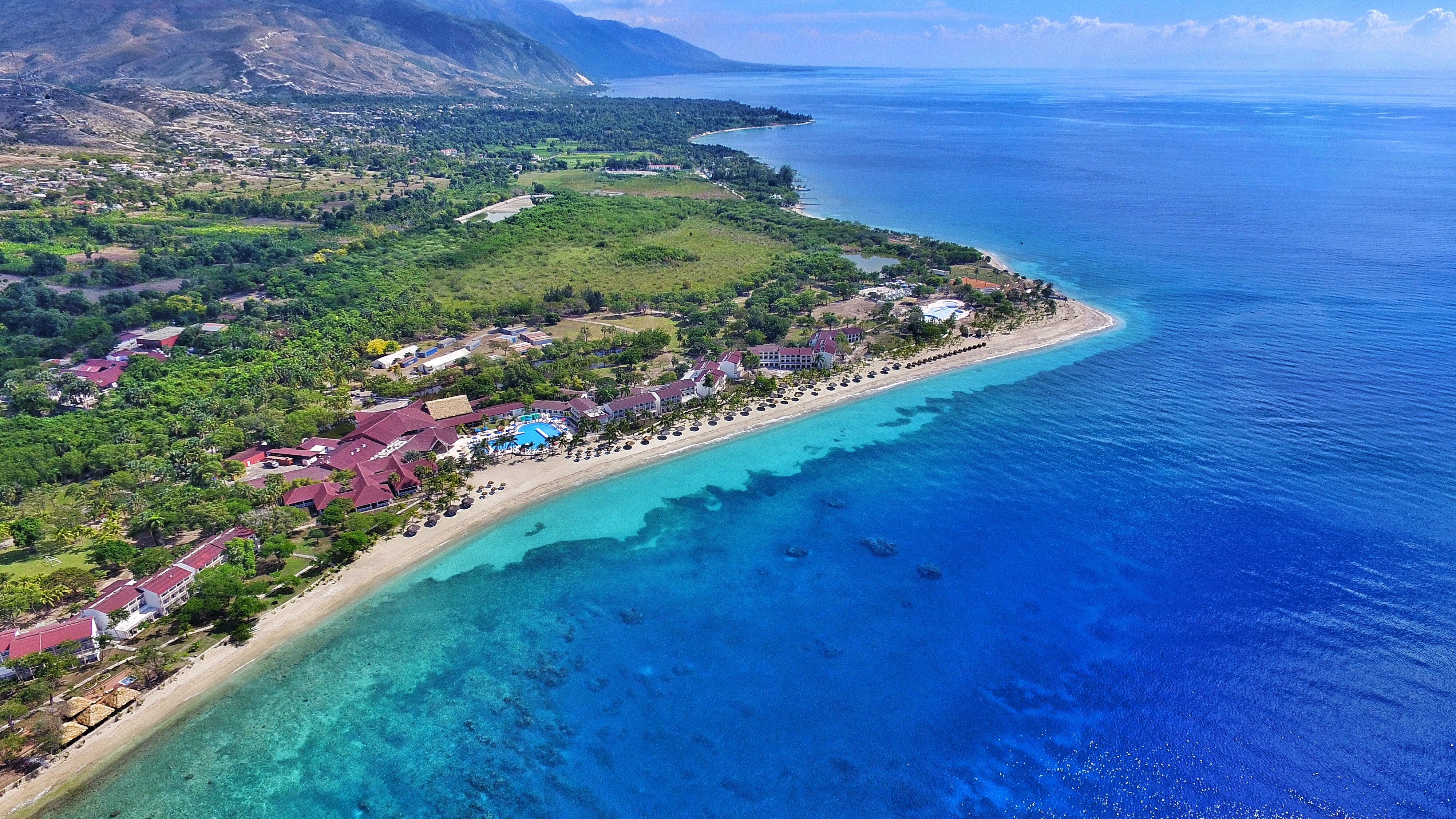
Un complejo turístico en Cote des Arcadins, Haití

Desde la segunda mitad del siglo XX, el turismo en Haití se ha visto afectado por la agitación política del país. Las infraestructuras inadecuadas también han limitado las visitas a la isla. Tras la destitución del presidente Jean-Bertrand Aristide en 1991, el turismo se ha recuperado lentamente. La Organización de Turismo del Caribe (CTO) se ha unido al gobierno haitiano en sus esfuerzos por restaurar la imagen de la isla como destino turístico. En 2001, 141 000 extranjeros visitaron Haití. La mayoría procedía de Estados Unidos. Aún son necesarias más mejoras en hoteles, restaurantes y otras infraestructuras para que el turismo se convierta en una industria importante para Haití.
Debido a la reciente inestabilidad política, el turismo (antaño una industria importante) se ha resentido en Haití, con la excepción de Labadee, un puerto situado en la costa norte del país. Labadee es un centro turístico arrendado a largo plazo por Royal Caribbean International. Aunque a veces se describe en los anuncios como una isla por derecho propio, en realidad es contigua al resto de La Española. Labadee está cercada de los alrededores. Los cruceros atracan en el muelle, y los pasajeros desembarcan directamente en el complejo sin tener la oportunidad de visitar otras partes del país. Las atracciones incluyen un mercadillo haitiano, espectáculos de danza tradicional haitiana, numerosas playas, deportes acuáticos y un parque acuático.
La ciudad de Jacmel, debido a su reputación de ser menos volátil políticamente, su arquitectura de la época colonial francesa, su colorido carnaval cultural, sus playas vírgenes y un incipiente festival de cine, ha atraído a turistas locales y a una pequeña cantidad de turismo internacional.
A pesar de los obstáculos, la riqueza cultural e histórica de Haití ha permitido al país mantener una industria turística moderada y potencialmente al alza.

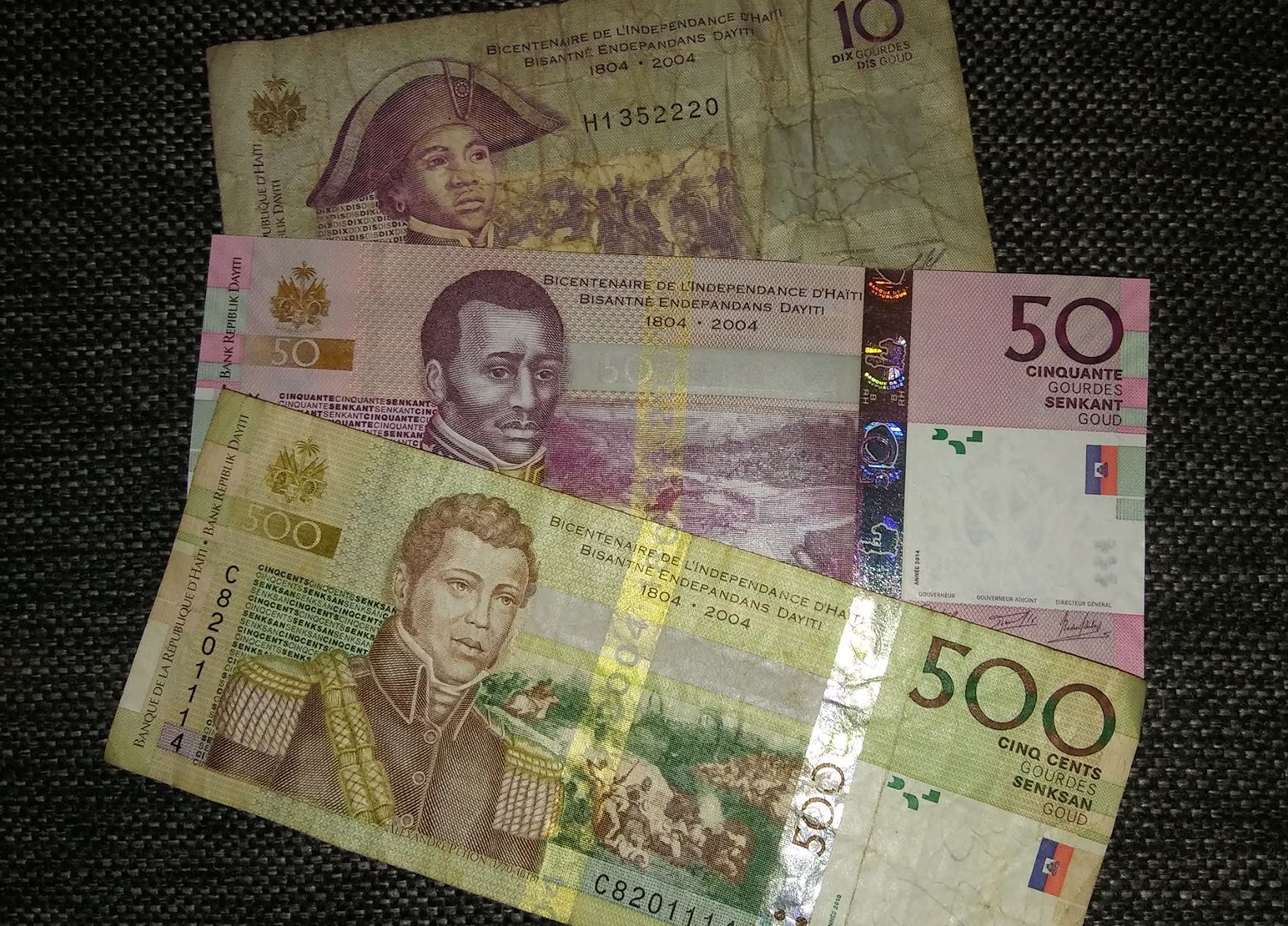
Billetes de Gourdes haitianos la moneda oficial del país

### Deuda
El 17 de abril de 1825, el rey francés Carlos X concedió la "plena independencia" a la antigua colonia francesa de esclavos a cambio de 150 millones de francos oro (la suma se redujo a 90 millones de francos en 1838). Esta suma se obtuvo tras contraer una deuda que no se reembolsó en su totalidad hasta 1972.
En la década de 1880, las finanzas públicas se encontraban en una situación de extremo desorden, dada la persistente inestabilidad política. Los ingresos se estimaban en 21,5 millones de francos y los gastos en el doble. La deuda pública ascendía entonces a 12 millones de piastras fortes (1 piasta valía 5 francos), de los que 308 000 piastras correspondían al saldo de la deuda francesa (1 540 000 francos).
El 7 de abril de 2003, el entonces presidente Jean-Bertrand Aristide reclamó oficialmente a Francia cerca de 21 700 millones de dólares en concepto de "restitución y reparación" de la deuda.
Al mismo tiempo, una deuda externa total de 1200 millones de dólares "se construyó sobre la deuda de la independencia", en particular bajo "la dictadura de Duvalier entre 1957 y 1986".
Sin negar que Francia tiene una deuda con su país, la oposición y los intelectuales de la diáspora se niegan a asociarse a una demanda de un régimen tan corrupto y antidemocrático como el del presidente Aristide,
En 2009, gracias a la Iniciativa en favor de los países pobres muy endeudados, el Banco Mundial y el FMI anularon 1200 millones de dólares de deuda.
A principios de 2010, Oxfam Internacional estima la deuda externa en 890 millones de dólares o 734 millones de euros.

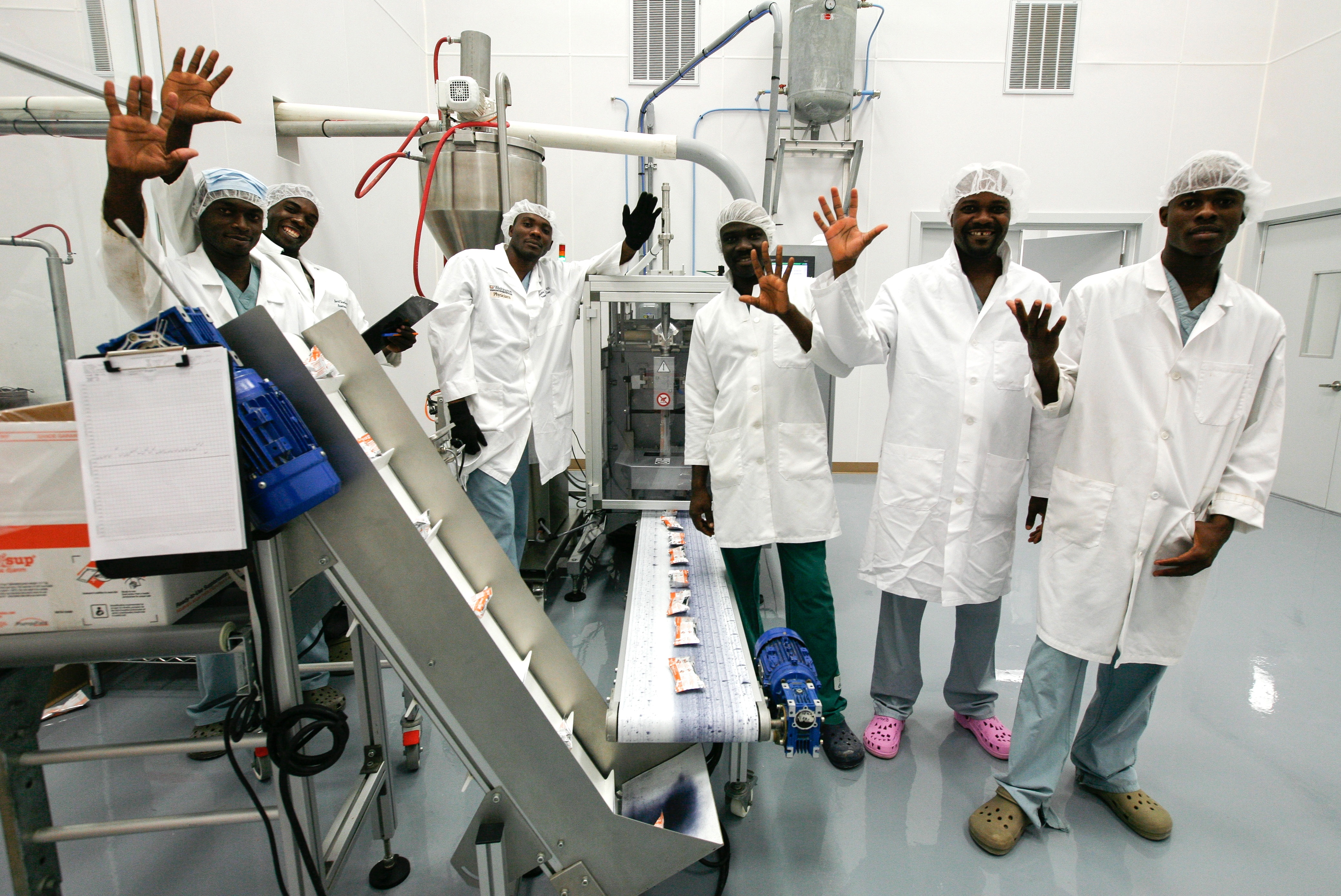
Una fábrica de producción de alimentos y medicinas en Haití

### Industria
La agricultura representa el 22,1 % del PIB (en 2017) Cerca de dos tercios de la población de Haití viven de la agricultura. Los principales productos son el café, los mangos, el azúcar de caña, el sorgo mijo y la madera.Casi todos los demás alimentos tienen que importarse a gran escala. También se exporta arroz, maíz, mangos, café y cacao. Aproximadamente un tercio del país se destina a la agricultura, pero se han perdido grandes extensiones de tierra cultivable debido a la deforestación y la erosión. El mango y el café se cultivan principalmente para la exportación. 
Haití produce aproximadamente la mitad del aceite de vetiver del mundo. Caribbean Flavors and Fragrances, con 50 empleados, es el mayor productor y exportador de Haití de este aceite utilizado para la producción de perfumes, aromaterapia y medicina natural en 2013. La exportación de productos agrícolas sólo puede realizarse a través del puerto de Puerto Príncipe, pero a menudo fracasa debido a las inadecuadas conexiones de transporte desde las zonas de cultivo hasta el puerto. La industria representa alrededor de la mitad del aceite de vetiver del mundo.
La industria representa alrededor del 20,3% del PIB de Haití (en 2017). Solo existen industrias textiles, artesanales, de ensamblaje de productos electrónicos, de procesamiento de alimentos, bebidas, tabaco, muebles, productos químicos y acero.
Los servicios son responsables de alrededor del 57,6% del PIB (en 2017). Además del comercio, hay hoteles y restaurantes, así como turismo.

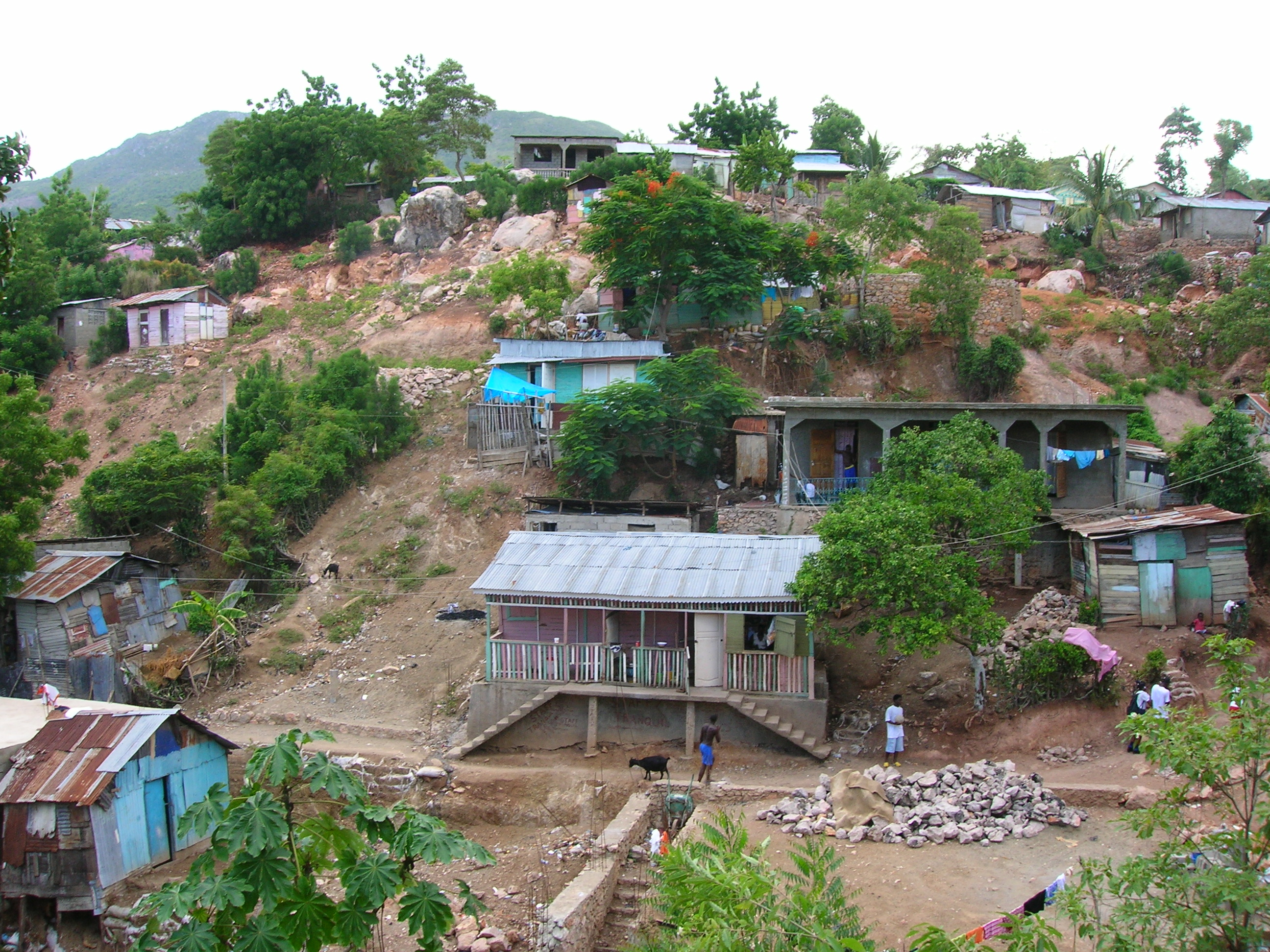
Bas-Ravine un sector humilde de Cabo Haitiano

### Ingresos personales
Haití sufre escasez de mano de obra cualificada, desempleo generalizado y subempleo. La mayoría de los haitianos que forman parte de la población activa tienen empleos informales. Tres cuartas partes de la población viven con 2 dólares o menos al día.
Las remesas de los haitianos que viven en el extranjero son la principal fuente de divisas, y equivalen a una quinta parte (20%) del PIB y a más de cinco veces los ingresos por exportaciones en 2012. En 2004, el 80% o más de los graduados universitarios de Haití vivían en el extranjero.
Ocasionalmente, las familias que no pueden ocuparse económicamente de sus hijos pueden enviarlos a vivir con una familia más rica como restavek, o sirviente doméstico. A cambio, la familia debe garantizar que el niño reciba educación, comida y alojamiento. Sin embargo, este sistema se presta a abusos y ha resultado polémico, pues algunos lo comparan con la esclavitud infantil.

## Demografía

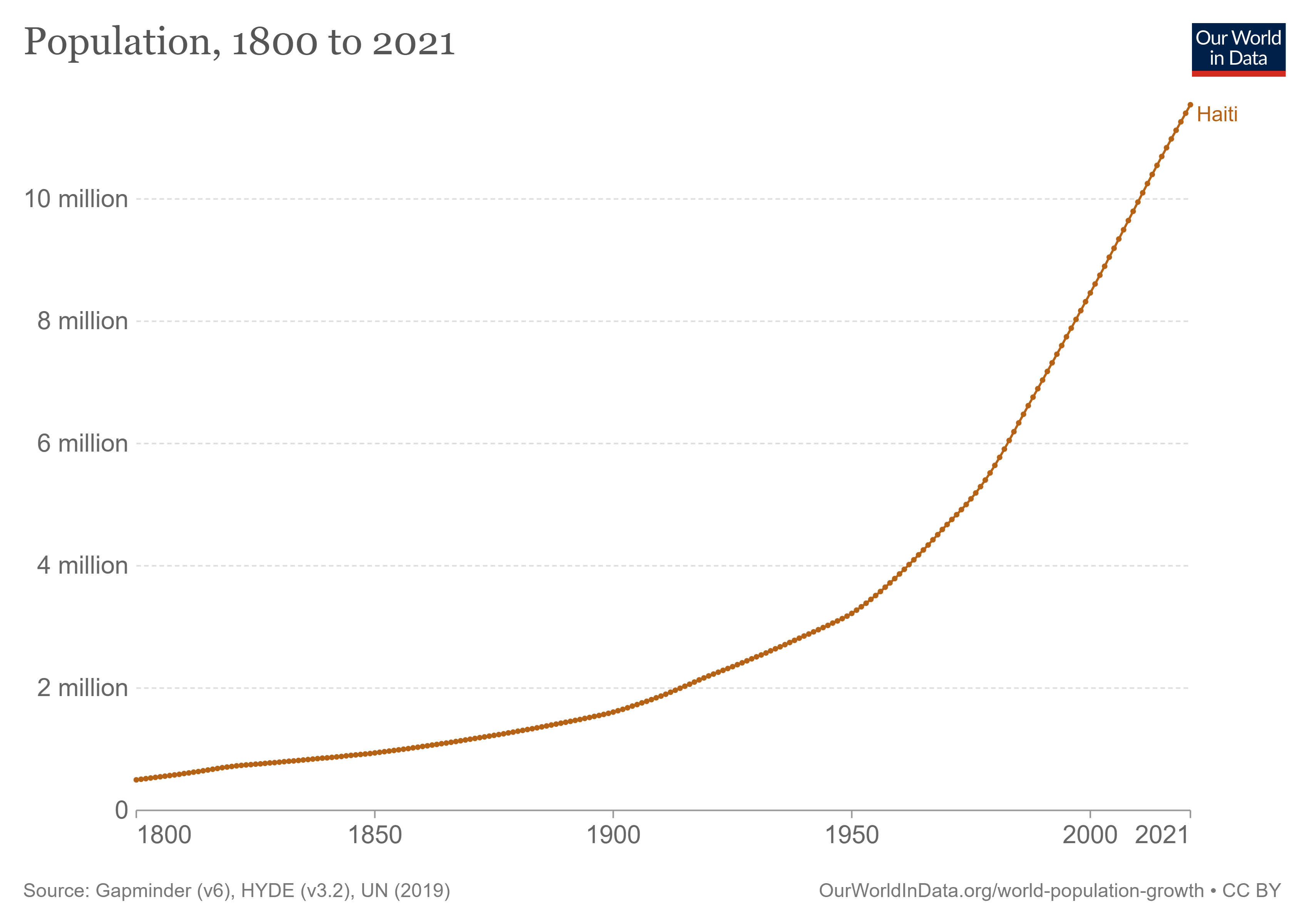
Evolución demográfica de Haití entre 1800 y 2021. Población en miliones de habitantes.

Al año 2007 Haití tenía una población de 8 706 497 habitantes. Más del 90 % de los haitianos son de ascendencia africana y el restante 10 % está compuesto por descendientes de europeos y mestizos. Otros grupos étnicos en el país incluyen los asiáticos, principalmente de Oriente Próximo, en su mayoría libaneses, sirios y palestinos. La esperanza de vida es de 61 años. El promedio de hijos por mujer es de 2,69. La tasa de crecimiento de la población es del 1,7 % por año. Aunque Haití promedia cerca de 270 personas por kilómetro cuadrado, su población está concentrada más fuertemente en las zonas urbanas, planicies costeras y valles.

### Diáspora haitiana

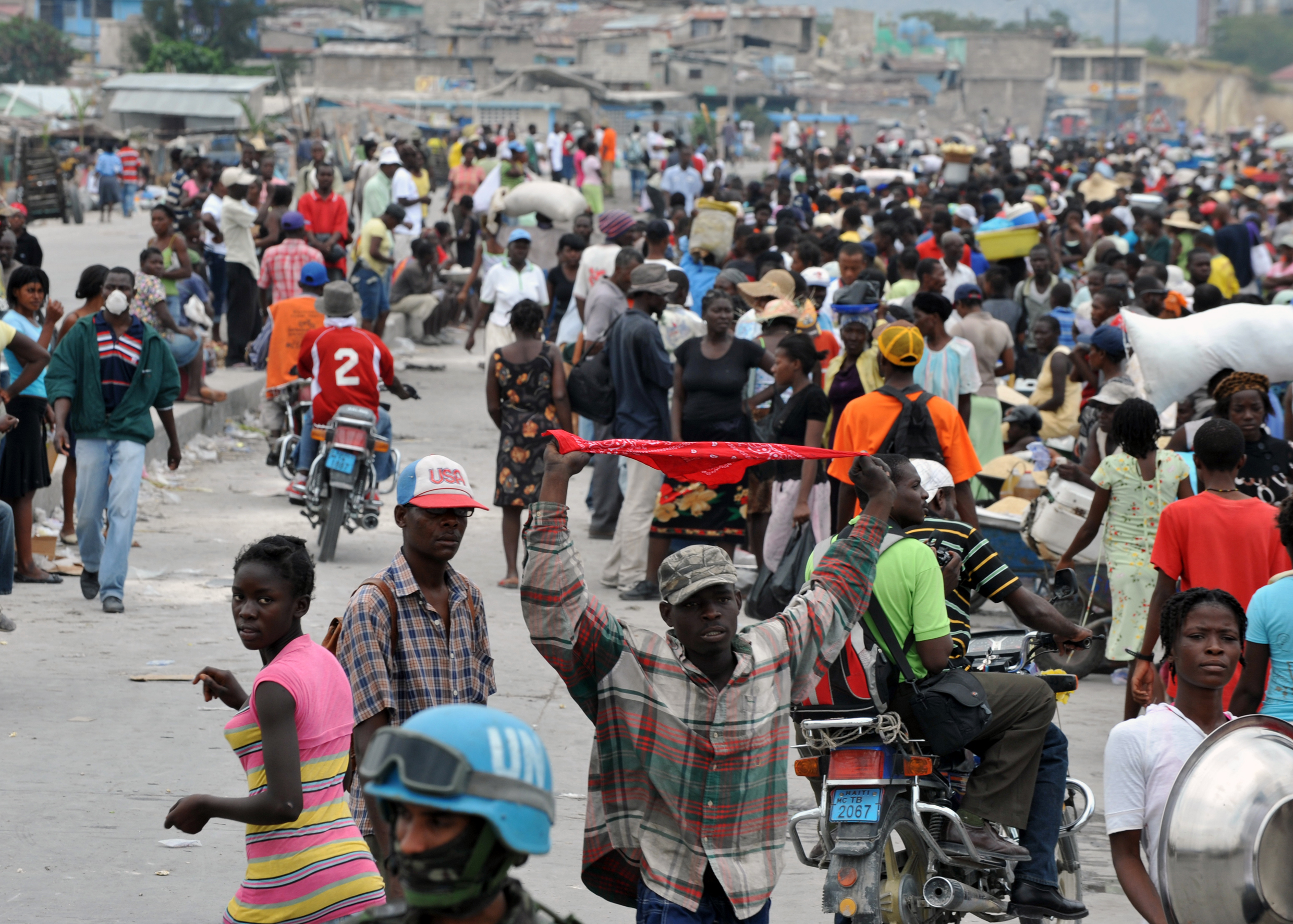
Puerto Príncipe en enero de 2010.

De los haitianos que viven en el exterior, la mayoría está en la República Dominicana, Estados Unidos, Canadá (principalmente en Quebec) y las Bahamas, a partir de 2013 ha crecido mucho la migración hacia Chile. También pero en menor cantidad, viven en Francia, Antillas francesas, Venezuela, Islas Turcas y Caicos, Jamaica, la Guayana Francesa, Cuba, Puerto Rico, México, Costa Rica y Panamá.
En la República Dominicana viven 11 000 haitianos de forma legal y se estima que dos millones residen de forma ilegal, esto hace que la diáspora haitiana represente el 12 % de la población de la República Dominicana, y el 25 % de la fuerza laboral total, destacándose en los sectores de la agricultura y la construcción, donde representan el 60 % y el 80 % de la fuerza laboral respectivamente.
Se estima que unos 200 000 haitianos emigraron hacia la República Dominicana durante los 10 meses posteriores al terremoto de enero de 2010.
En 2012, el Instituto Nacional de Estadísticas de la República Dominicana realizó la primera encuesta de inmigrantes y encontró que en dicho país hay al menos 668 145 inmigrantes haitianos de primera o de segunda generación (aproximadamente el 7 % de la población del país), es decir, que trata de solo inmigrantes e hijos, no incluye nietos ni bisnietos que no tienen un estatus legal en el país, ya que los gobernantes de Haití no documentan a sus habitantes, ni llevan un registro de los que nacen en otra nación, pero siguen siendo haitianos, según el art. 11 de la constitución haitiana.
En los Estados Unidos hay aproximadamente 600 000 haitianos; la mayoría de ellos habitan en el sur de la Florida, principalmente en Miami. Nueva Orleans y Luisiana tienen muchos lazos históricos con Haití, que remontan a la Revolución Haitiana y a que ambos territorios fueron al mismo tiempo colonias francesas. La ciudad de Nueva York tiene la segunda mayor población haitiana de los Estados Unidos. Otras ciudades estadounidenses que cuentan con poblaciones significativas haitianas son Boston, Washington D. C. entre otras; asimismo en el estado de Nueva Jersey hay fuerte presencia de la comunidad haitiana.
Se estima que hay más de 100 000[cita requerida] en Canadá, principalmente en Montreal y Quebec, las principales ciudades francófonas del país, y cerca de 80 000[cita requerida] haitianos viven en las Islas Bahamas.
Se estima que a Chile han llegado entre los años 2013 y 2017, unos 112 000 haitianos, que se ubican principalmente en Santiago de Chile, en comunas como Quilicura, Independencia, Recoleta y Estación Central. Antes de 2013, se estimaban unos 1700 inmigrantes haitianos en Chile.

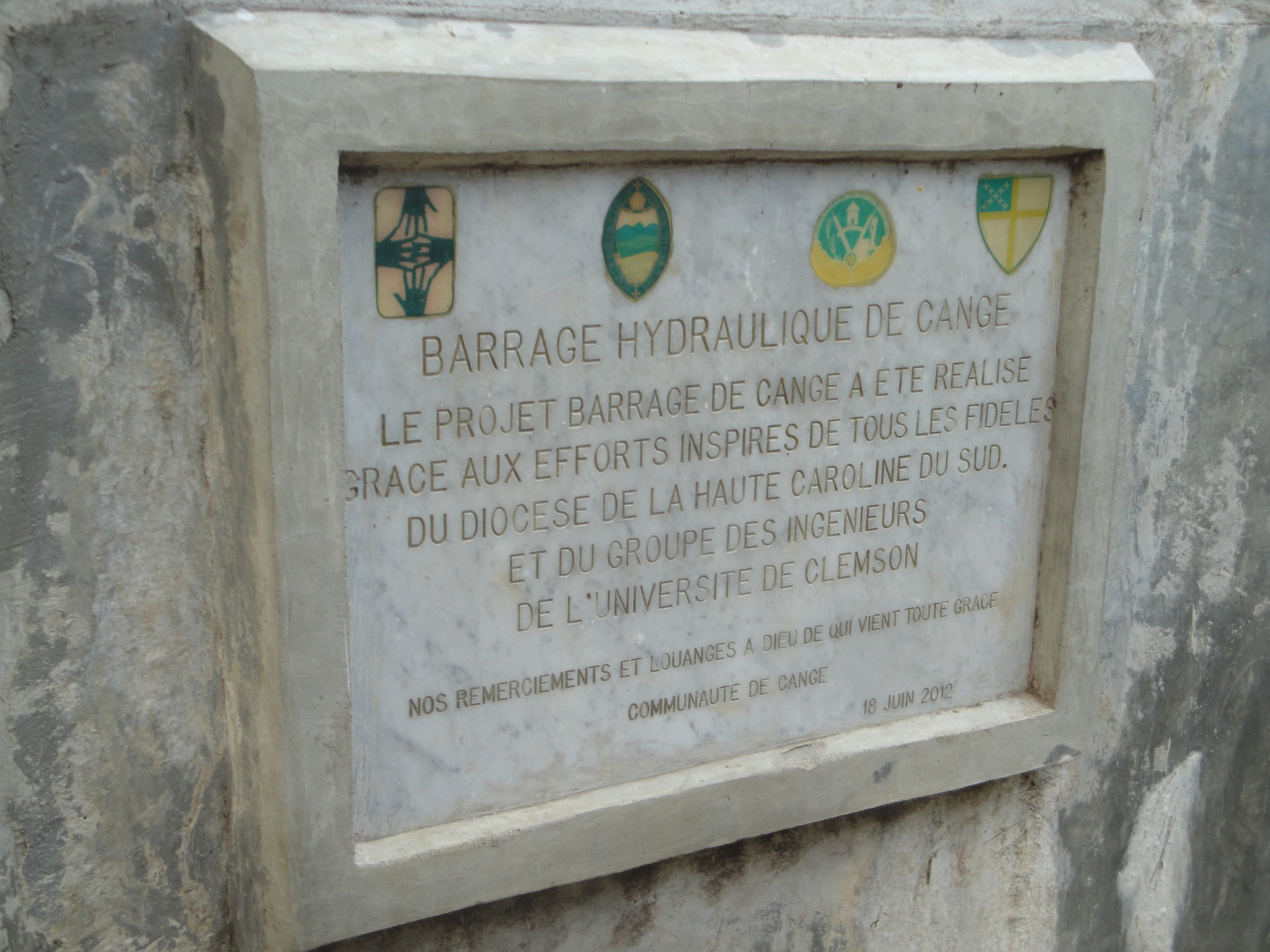
Placa en Haití escrita en francés

Hay también grandes comunidades haitianas en París, Caracas, La Habana, Kingston y Marsella.

### Idiomas
Los dos idiomas oficiales de Haití son el criollo haitiano y el francés. El criollo haitiano es lengua cooficial desde 1961 y es hablado prácticamente por la población entera del país (el 99,9 %). El criollo haitiano es una de las lenguas criollas basadas en el francés, que contiene influencias tainas, africanas, vocabulario del español y del inglés. Su uso en la literatura es pequeño pero creciente. Existen periódicos y programas de radio y televisión en criollo. El sistema educativo en Haití se imparte principalmente en criollo haitiano, aunque también se usa el francés.
El francés es el idioma administrativamente autorizado; es hablado por los haitianos cultos y el más usado en el sector de negocios, pero el inglés está también presente en este sector. Entre la población general se estima que el 40 % sabe hablar francés, por lo que es una lengua minoritaria en el país. Haití pertenece a la Organización Internacional de la Francofonía. Debido a su entorno de países hispano parlantes, una parte de la población tiene un nivel intermedio o superior de español.

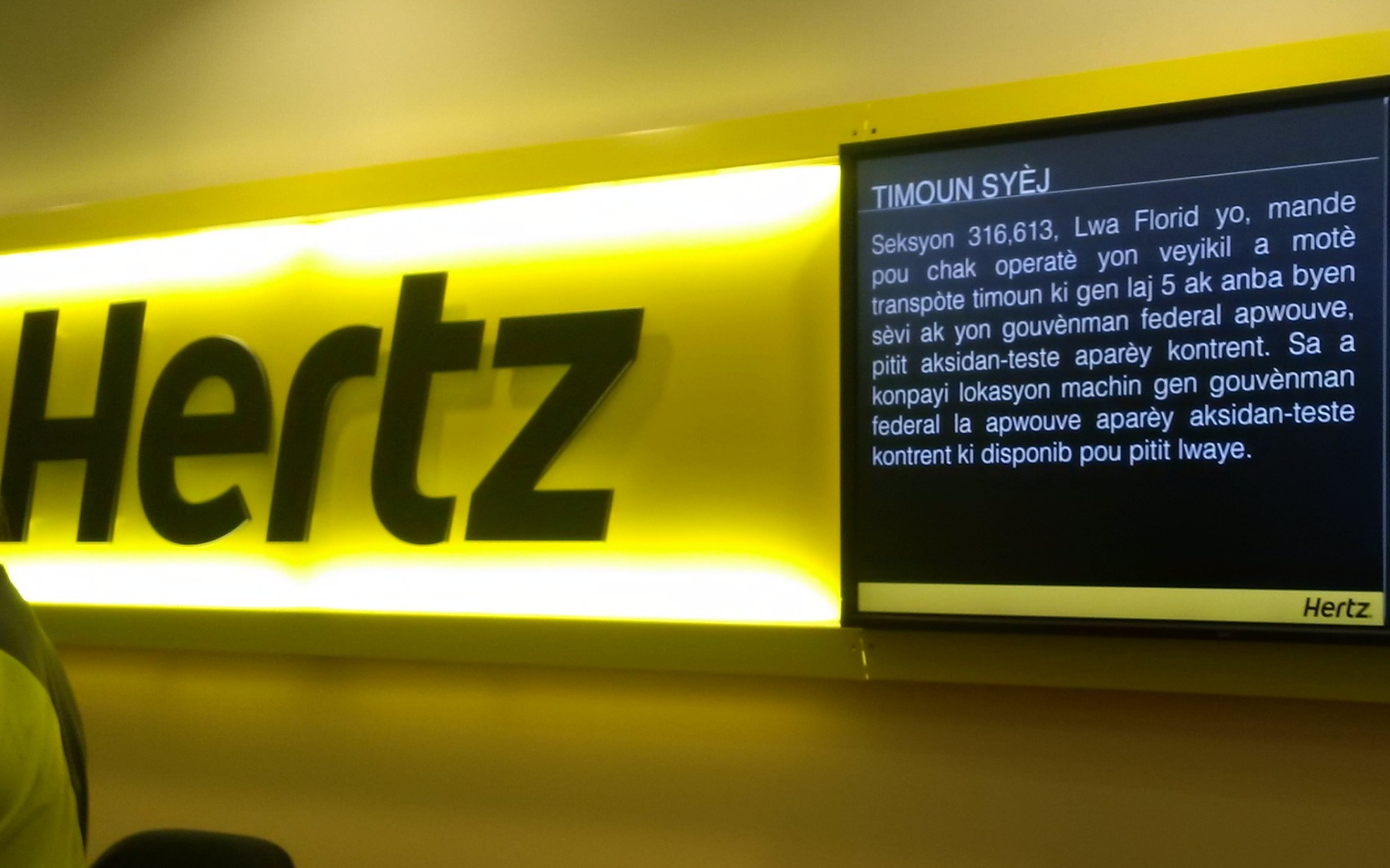
Información en criollo haitiano en un mostrador de alquiler de vehículos en Florida, Estados Unidos

Su entrada en la Unión Panamericana, hoy OEA (Organización de Estados Americanos), ha permitido que el francés se convierta en una de las lenguas oficiales de trabajo de esta organización. Al igual que en la conferencia de Bretton Woods, cuando el uso del francés como lengua de trabajo en las nacientes Naciones Unidas se decidió por una sola mayoría de votos, gracias al voto favorable de Haití. Haití también fue miembro fundador de la Agencia de Cooperación Cultural y Técnica (ACCT) cuando se creó el 20 de marzo de 1970.
Cada capital de departamento cuenta con un centro de la Alianza Francesa. Y a pesar de la creciente influencia del inglés, debido a su proximidad geográfica con Estados Unidos, el francés sigue siendo una lengua viva y muy utilizada en Haití. Haití y Canadá son los únicos países de América —aparte de las colonias francesas en América— donde el idioma francés es oficial y hablado por una parte importante de la población. Aunque en el caso de Haití la casi totalidad de su población habla principalmente criollo haitiano, en el caso de Canadá el inglés (su otra lengua oficial) es la más hablada por parte de sus habitantes.
En diciembre de 2010, Max Jean-Louis, un joven haitiano de 20 años, fue elegido director del Centro de la Francofonía de las Américas, situado en Quebec, Canadá.
Los alcaldes de las ciudades haitianas de Cabo Haitiano, Pétion-Ville, Carrefour y Puerto Príncipe son miembros de la Asociación Internacional de Alcaldes Francófonos.
En 2013, el escritor haitiano Dany Laferrière fue elegido en la primera ronda de la Academia Francesa. Autor de numerosos éxitos, Laferrière comenzó su carrera literaria con la novela Comment faire l'amour avec un nègre sans se fatiguer. Por último, cabe destacar la presencia del Instituto Francés en Haití, que también garantiza la influencia de la lengua francesa en el país.

### Sanidad

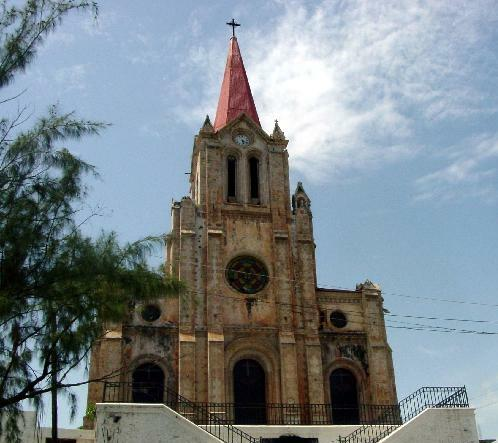
Catedral católica de San Juan Bautista en Miragoâne

Con base en estadísticas del 2012, la cobertura de las vacunas BCG, DPT1, DPT3, Polio3 y MCV es del 75 %, 81 %, 60 %, 60 %, y 58 % de la población respectivamente. Aproximadamente un 1,4 % de la población de Haití es portadora del VIH, de la cual el 55 % tiene acceso a terapia antirretroviral.
El país solo tiene una cama de hospital por cada 1502 habitantes, un médico por cada 3353 habitantes y 124 camas de cuidados intensivos en todo el país. Las instituciones sanitarias -en su mayoría privadas- carecen de todo: equipos, material de protección, medicamentos, acceso al agua y a la electricidad, etc.

### Religión
De acuerdo al artículo 30 de la constitución política del país, «Toutes les religions et tous les cultes sont libres. Toute personne a le droit de professer sa religion et son culte, pourvu que l'exercice de ce droit ne trouble pas l'ordre et la paix publics». («Todas las religiones y [cultos] se ejercerán libremente. Toda persona tiene derecho a profesar su religión y practicar su fe, siempre que el ejercicio de ese derecho no perturbe la ley y el orden»).
En Haití, 45 % de los habitantes son católicos y algo más de un 15 % son protestantes. Sin embargo, el vudú haitiano, es la religión más practicada. Se trata de una tradición asociada a la llegada de esclavos desde África a América, hace único al país, puesto que es practicado por un 40 % de la población. La práctica religiosa a menudo confronta las tradiciones de Haití y su diáspora con las de aquellas personas que han emigrado y traen otras tradiciones religiosas a Haití. También existen iglesias baptistas en la ciudad de Gonaïves.

### Educación
De los 8 700 000 habitantes de Haití, el 47 % está alfabetizado, el porcentaje más bajo de la región, aunque para 2017 esta cifra se había incrementado hasta el 62 %. Haití cuenta con 15 200 escuelas primarias, de las cuales el 90 % son privadas, manejadas por comunidades, organizaciones religiosas u organizaciones no gubernamentales. La cifra de inscritos en las escuelas primarias es del 67 %, mientras que las escuelas secundarias matriculan solamente al 20 % de la población elegible. Los idiomas de estudio son oficialmente el francés y el criollo, desde la implantación de la reforma Bernard en 1982.
El sistema educativo de Haití se basa en el sistema francés. La educación superior –bajo la responsabilidad del Ministerio de Educación– está proporcionada por universidades y otras instituciones públicas y privadas.

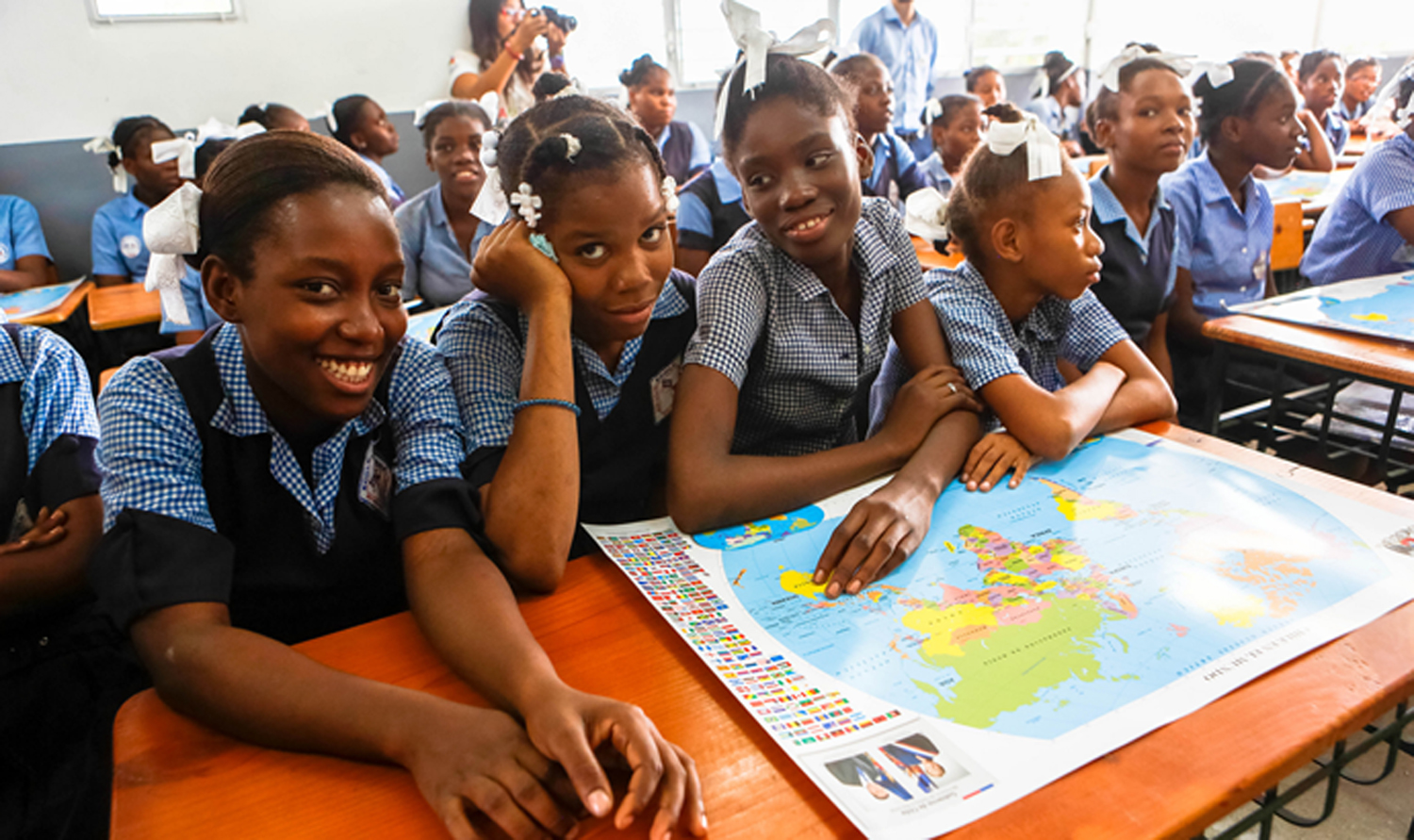
Estudiantes de la Escuela República de Chile en Puerto Príncipe (2016).

El 12 de enero de 2012 se inauguró la Universidad Henri Christophe, construida por el gobierno de la República Dominicana, en conmemoración de la tragedia del Terremoto de Haití de 2010. Esta universidad cuenta con una capacidad para unos 12 000 estudiantes aproximadamente, y fue construida en la comunidad Limonade, Cabo Haitiano, con una extensión de 144 000 metros cuadrados. Fue erigido con una inversión conjunta entre las autoridades nacionales de la República Dominicana y el sector privado de un monto de 50 millones de dólares estadounidenses.
El sistema educativo haitiano sigue enfrentándose a enormes desafíos a pesar del importante salto en la asistencia a la escuela (77% en 2012, EMMUS V, frente al 50 % en 2005, según EMMUS 4), el Programa de Escolarización Universal Gratuita y Obligatoria (PSUGO), la fuerte demanda de educación y el apoyo de la comunidad internacional.
El acceso sigue siendo limitado y la calidad y la gobernanza son retos importantes. Entre los factores que han conducido a esta situación se encuentran las restricciones presupuestarias que dan lugar a una inversión pública muy limitada en el sector (en torno al 10 % del presupuesto por término medio), la pobreza masiva de más del 70 % de la población, una legislación inadecuada, normas y prácticas sociales desfavorables, crisis recurrentes como las catástrofes naturales (especialmente el terremoto del 12 de enero de 2010), así como la muy limitada capacidad organizativa y de gestión del Ministerio de Educación Nacional.

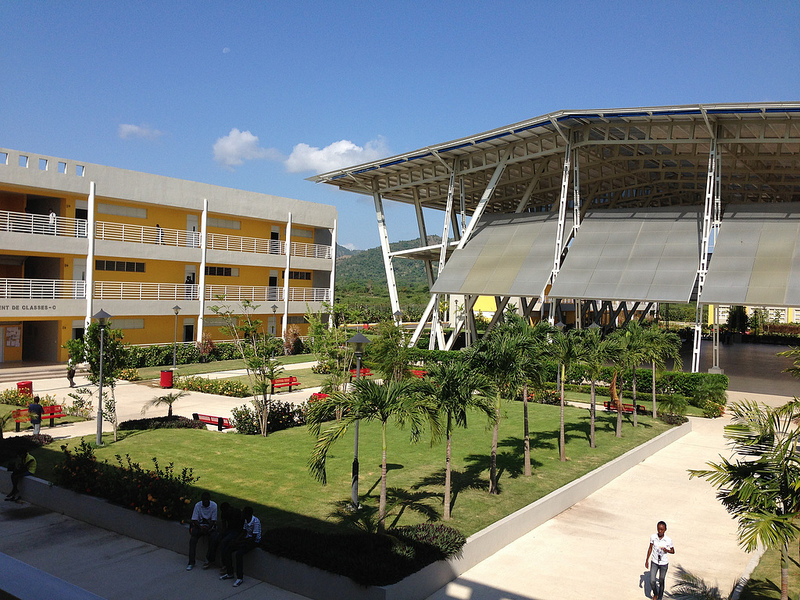
La Universidad Rey Henri Christophe de Limonade (Université Roi-Henri-Christophe)

Según el último censo escolar (2011) solo el 20 % de la oferta educativa procede del sector público, el resto está en manos del sector no público, en su mayoría no regulado y que opera por debajo de los estándares mínimos de calidad. A pesar de su probada importancia, el acceso a las actividades dirigidas a los niños pequeños (0-5 años) sigue siendo muy limitado (67 % de tasa bruta de matriculación en preescolar 3-5 años, MENFP 2011). La baja calidad se refleja en las tasas medias de repetición del 15 % y las tasas de abandono de alrededor del 13 %. Combinados con el ingreso tardío, estos factores aumentan la proporción de niños mayores de edad en la escuela básica (65 %). 
La tasa de supervivencia hasta el grado 5 es baja (25 %). Esta preocupante situación se explica en gran medida por la elevada proporción de profesores no cualificados (más del 65 %), las desfavorables condiciones de aprendizaje y la no aplicación de normas y estándares que puedan garantizar una educación de calidad. Entre los niños más afectados por el acceso limitado y la falta de calidad están los de las zonas rurales, los de las familias pobres de los barrios marginales de los grandes centros urbanos, los niños separados de sus familias (centros residenciales, niños del servicio doméstico, niños de la calle), los niños discapacitados y los niños desplazados.

## Infraestructura

### Energía
En 1925, la ciudad de Jacmel fue la primera zona de esta parte del Caribe en disponer de electricidad, por lo que fue apodada la Ciudad de la Luz.

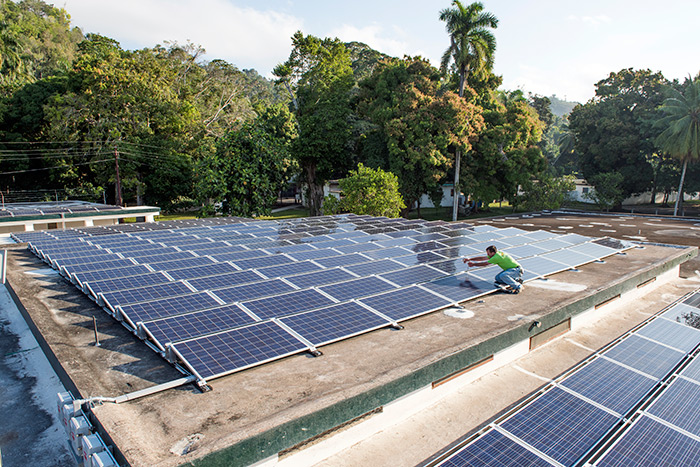
Proyecto de Paneles solares en Haití

En la actualidad, Haití depende en gran medida de una alianza petrolera con Petrocaribe (promovida por Venezuela) para cubrir gran parte de sus necesidades energéticas. En los últimos años, se han explorado las energías hidroeléctrica, solar y eólica como posibles fuentes de energía sostenibles.
En 2017, entre todos los países de América, Haití es el que menos energía produce. Menos de una cuarta parte del país tiene cobertura eléctrica. La mayoría de las regiones de Haití que sí disponen de energía funcionan con generadores. Estos generadores suelen ser caros y producen mucha contaminación. Las zonas que sí disponen de electricidad sufren cortes de electricidad a diario, y algunas zonas están limitadas a 12 horas de electricidad al día. La electricidad la suministran unas pocas empresas independientes: Sogener, E-power y Haytrac. No existe una red eléctrica nacional en el país. La fuente de energía más utilizada es la madera, junto con el carbón vegetal. En Haití se consumen anualmente unos 4 millones de toneladas métricas de productos de madera. Al igual que el carbón vegetal y la madera, el petróleo también es una fuente importante de energía para Haití. Como Haití no puede producir su propio combustible, todo el combustible es importado. Anualmente, se importan al país alrededor de 691 000 toneladas de petróleo.

El 31 de octubre de 2018, Evenson Calixte, director general de regulación energética (ANARSE) anunció el proyecto de electricidad 24 horas. Para alcanzar este objetivo, es necesario instalar 236 MW solo en Puerto Príncipe, y 75 MW adicionales en todas las demás regiones del país. Actualmente, sólo el 27,5 % de la población tiene acceso a la electricidad; además, la agencia nacional de energía eléctrica de Haíti (Ed'H) sólo es capaz de satisfacer el 62 % de la demanda total de electricidad, según declaró Fritz Caillot, ministro de Obras Públicas, Transportes y Comunicaciones (Travaux publics, transport et communication, TPTC)).

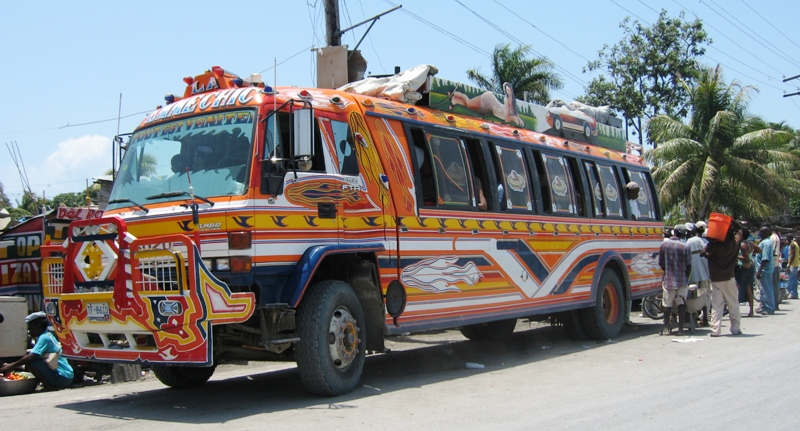
Autobús «Tap tap» en Port-Salut.

## Cultura
Haití tiene una historia larga y legendaria, por lo tanto conserva una cultura muy rica. La cultura haitiana es una mezcla de franceses, africanos y españoles.

### Música

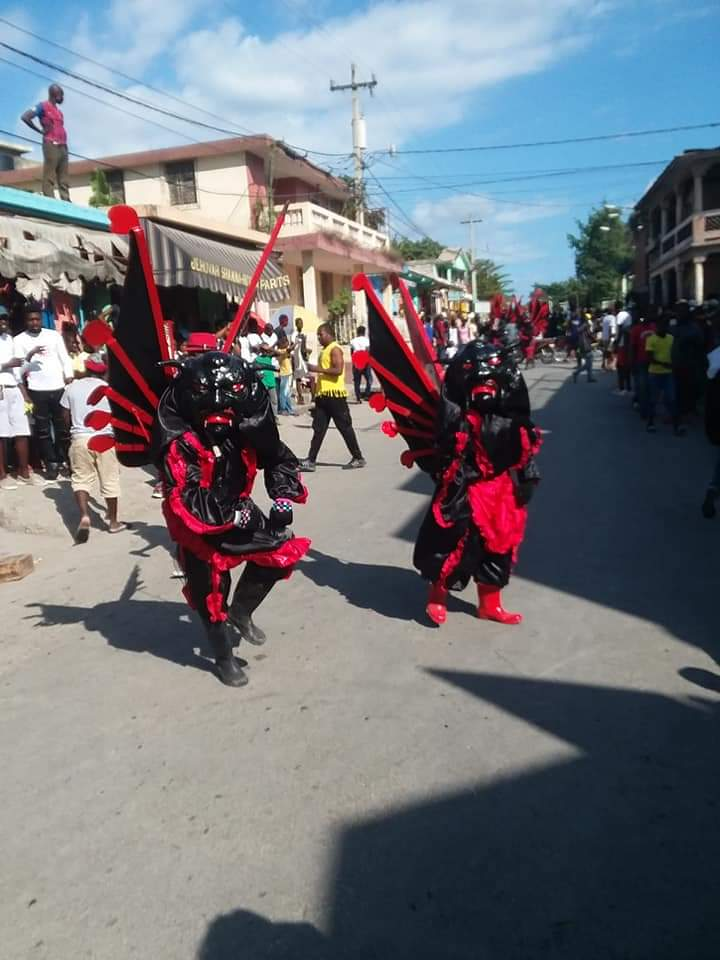
Carnaval (kanaval) de 2024 en Haití

La música de Haití es influida sobre todo por los lazos europeos coloniales y la migración africana (por la esclavitud). En el caso de la colonización europea, la influencia musical ha venido principalmente de Francia, sin embargo la música haitiana tiene una significativa influencia española, por sus vecinos República Dominicana y Cuba, cuya música en español ha contribuido a crear otros géneros musicales en Haití.
El compás (en francés) o kompa (en el criollo haitiano) es una música compleja, proveniente de ritmos africanos y el baile de salón europeo, surtida con la cultura de la burguesía haitiana; entre los máximos exponentes de este ritmo está Tabou Combo. Haití no tenía ninguna música registrada hasta 1937, cuando el Jazz Guignard fue registrado sin ánimo de lucro. Uno de los artistas haitianos más populares es Wyclef Jean, de estilo hip hop.

### Patrimonio arquitectónico

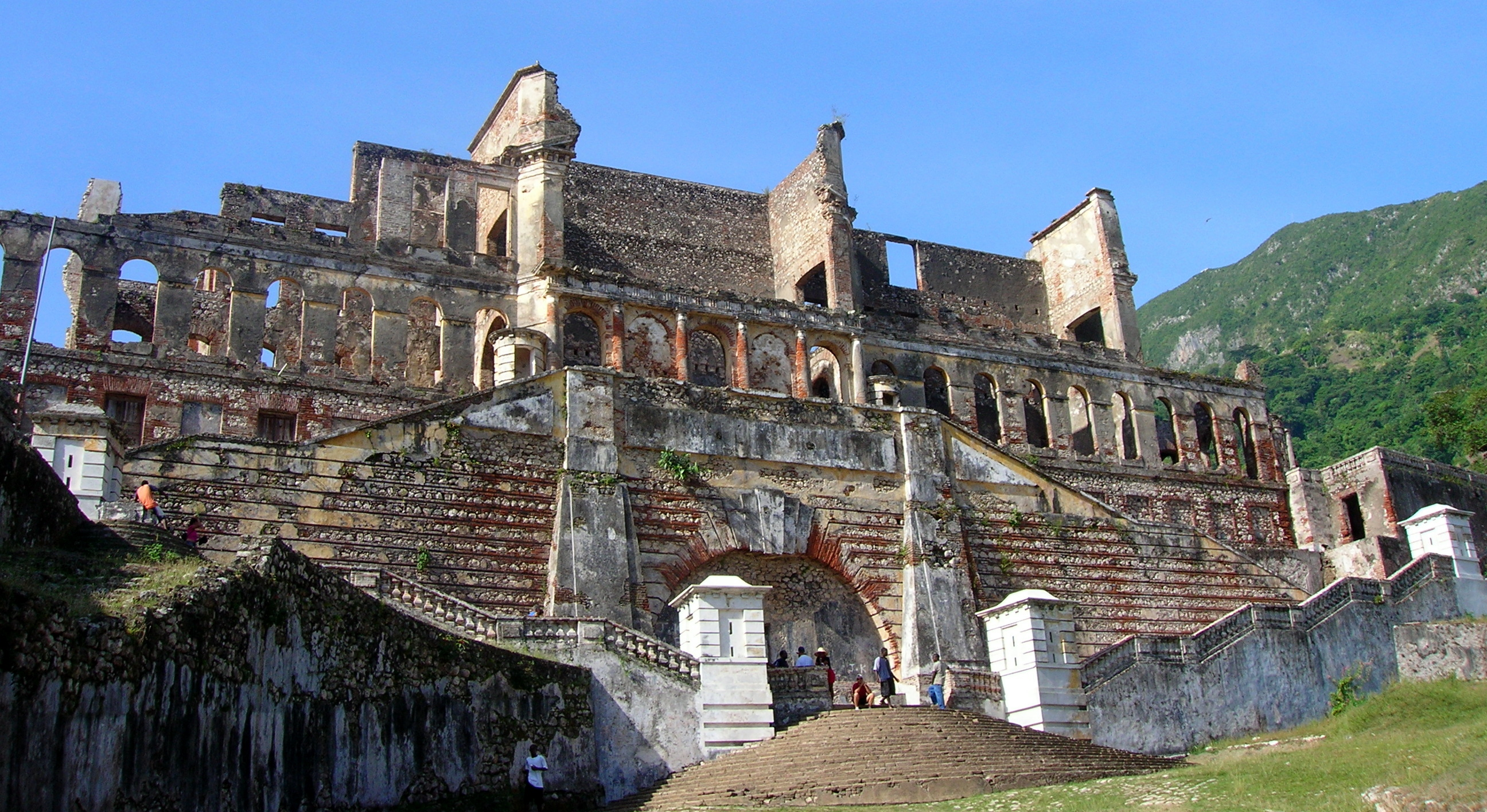
Palacio de Sans Souci.

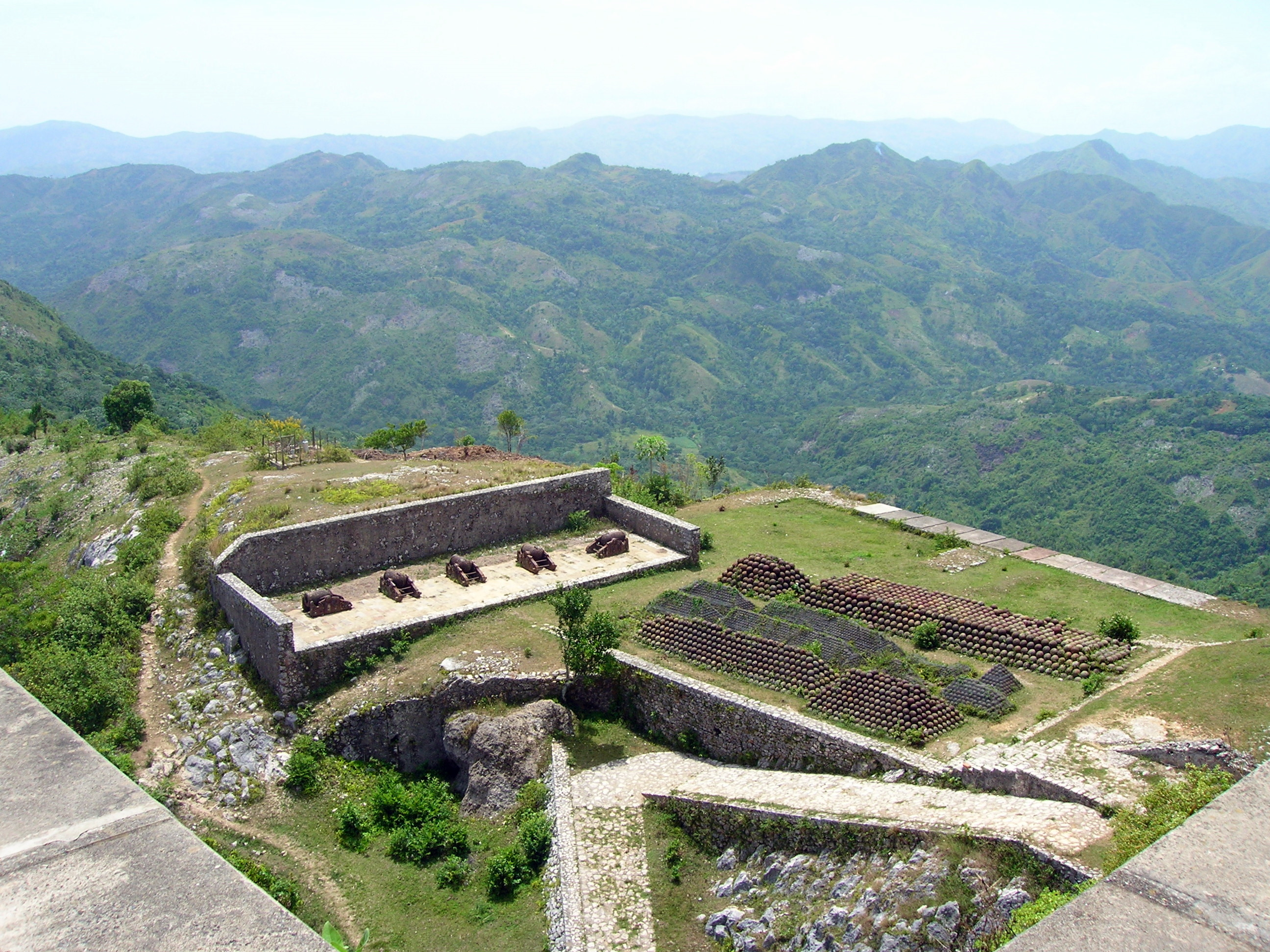
Vista parcial de la ciudadela Laferrière, con cañones y munición.

Los monumentos más famosos de Haití son el Palacio de Sans Souci y la Ciudadela Laferrière, inscritos como lugares de Patrimonio de la Humanidad en 1982. Situado al norte del Macizo de la Hotte, en uno de los parques nacionales de Haití, la estructura data de los albores del siglo XIX. La edificación fue una de las primeras en ser construidas tras la independencia haitiana de Francia.
Jacmel, la ciudad colonial que se encontraba en trámites para convertirse en otro lugar Patrimonio de la Humanidad, quedó seriamente dañada a consecuencia del Terremoto de Haití de 2010.

### Gastronomía

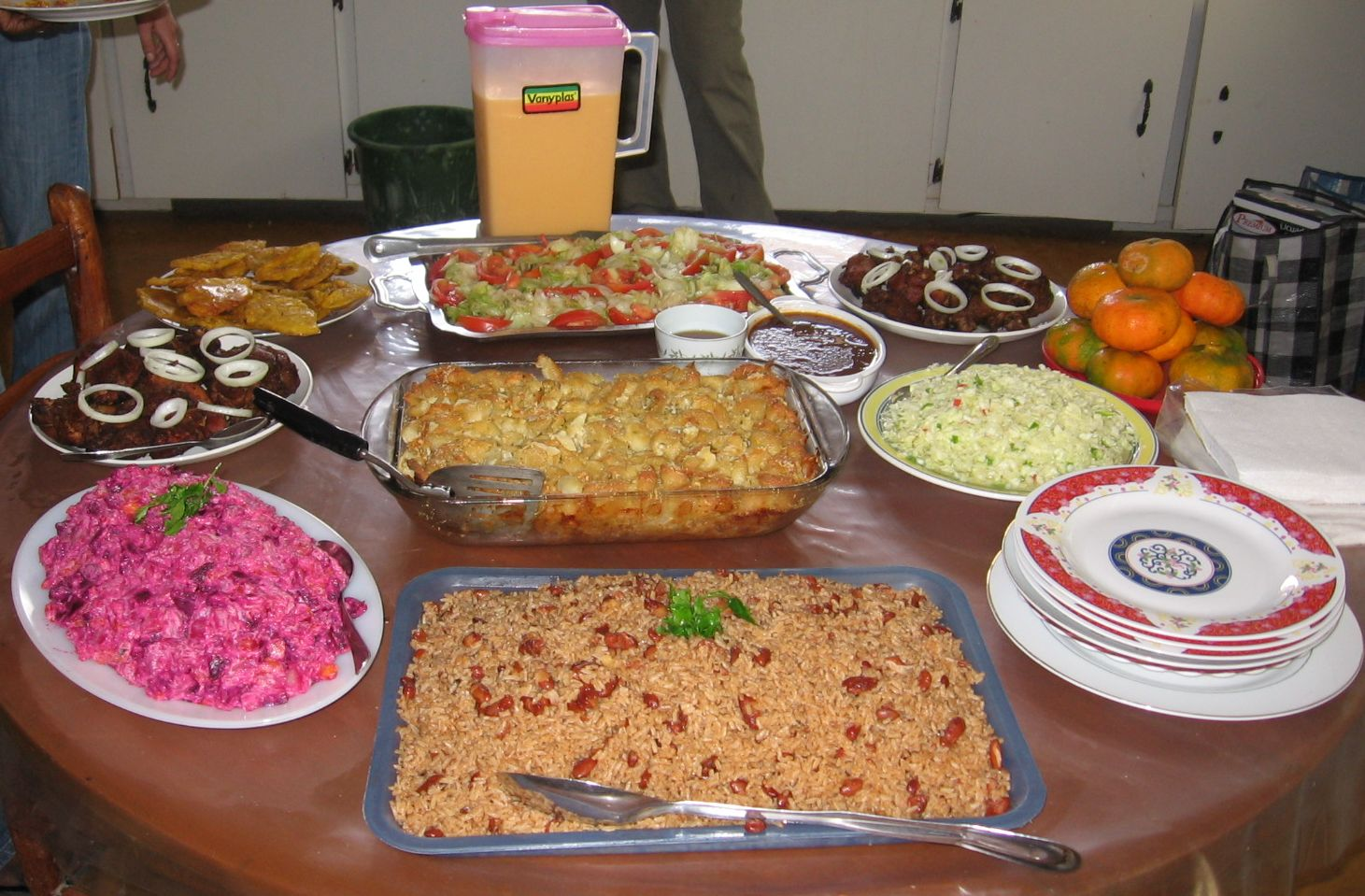
Selección de platos haitianos.

La gastronomía de Haití tiene su origen en los diversos estilos culinarios de los grupos étnicos que han pasado por la parte occidental de la isla de La Española desde su descubrimiento. Entre estos grupos étnicos destacan los franceses, los africanos, los amerindios taínos y los españoles.
La gastronomía haitiana es similar a la del resto de países latinos del Caribe (los países castellano-hablantes y francófonos de las Antillas) sin embargo difiere en diversos puntos en sus presentaciones regionales. Su influencia principal deriva de la gastronomía francesa, y la gastronomía africana. Al igual que otros estilos culinarios de la región, le da un gusto nativo por sí solo y que parece atraer a muchos visitantes a la isla. Los haitianos a menudo usan pimientos y otros sabores fuertes, su cocina es considerada como moderadamente picante. En el país, sin embargo, muchos ejecutivos foráneos han comenzado a introducir diversas cocinas extranjeras en la cultura haitiana. Muchos años de colonización han llevado a que estas gastronomías (por ejemplo: la levantina traída por los inmigrantes sefardíes llegados a Haití) se fusionen con la cocina haitiana.
El arroz y judías en sus diferentes presentaciones son consumidos en todo el país, y componen la base de la alimentación haitiana. Su dieta alimentaria básica consiste por lo tanto en alimentos con un alto contenido en almidón y en carbohidratos. En las zonas más rurales se comen otras comidas como el realmente apreciado maíz molido; un compuesto parecido a la harina de maíz que puede ser comido con salsa pois, una salsa de judías hechas con uno de los muchos tipos de judías como la riñón, la pinta, o con garbanzos, o con los frijoles de palo (conocidos en otros países como gandul).
El maíz molido puede ser comido con pescado (a menudo huachinango), o solo, dependiendo de las preferencias personales. El tomate, el orégano, el repollo, el aguacate o el pimiento morrón son algunos de los varios tipos de vegetales utilizados en los platos haitianos. El Banane Pésée, es un plato típico hecho con la carne del bananito frito en aceite de girasol (conocidos como tostones en la República Dominicana y en Puerto Rico), es comido frecuentemente en Haití tanto como comida-aperitivo o como acompañamiento de un plato. Se suele acompañar con cortezas o fritos, que son productos del cerdo o cabra fritos durante mucho tiempo. Una de las preparaciones más populares en la celebración del Día de la Independencia (1 de enero) es la sopa Joumou (sopa de calabaza) que se toma ese día como desayuno.

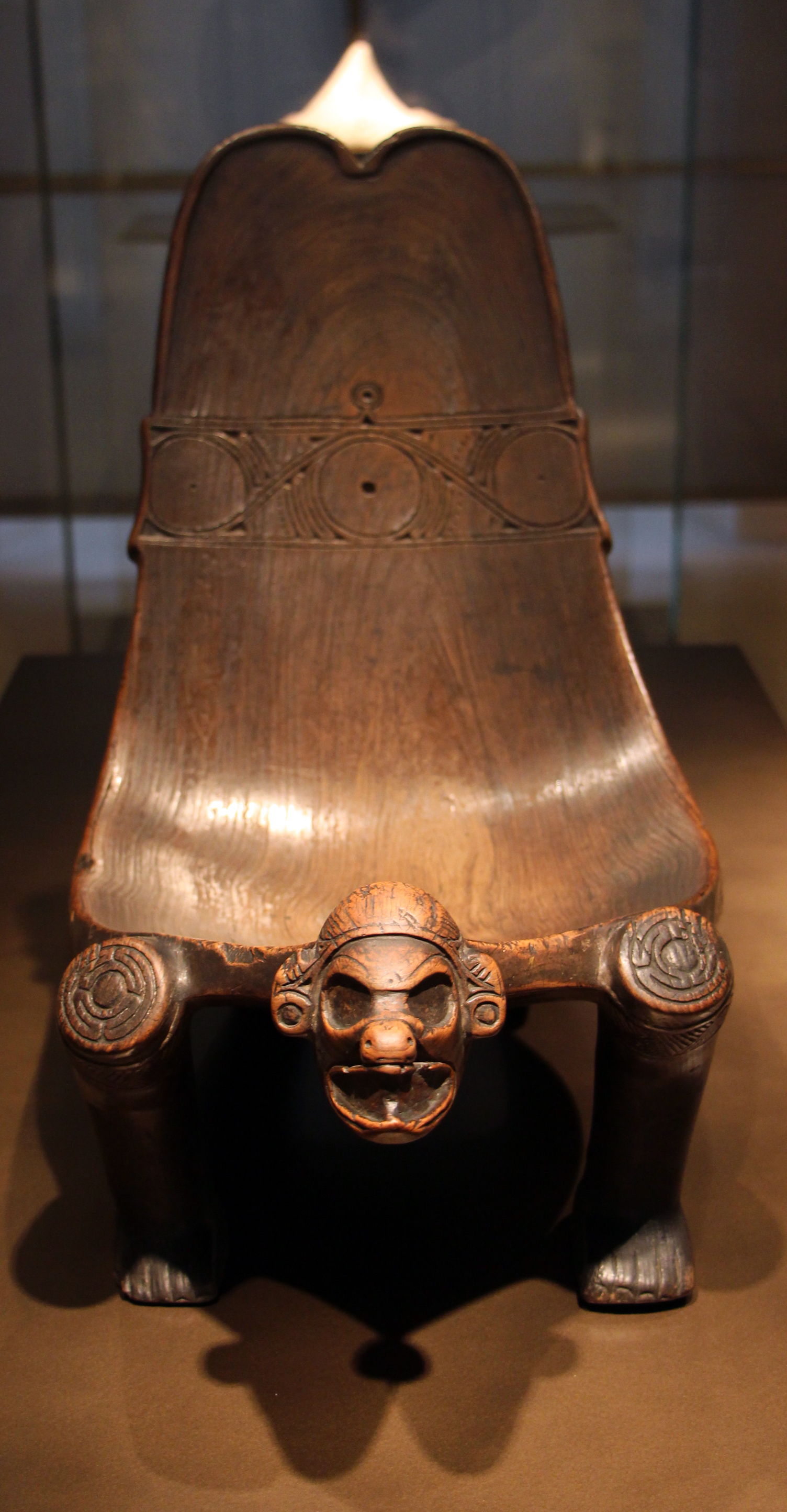
Arte Ceremonial de los Indios Tainos de Haití que data de los siglos xiv-xv

### Arte
El arte haitiano es característico, sobre todo por sus pinturas y esculturas. Los colores brillantes, las perspectivas ingenuas y el humor socarrón caracterizan el arte haitiano. Entre los temas más frecuentes del arte haitiano se encuentran los grandes alimentos, los paisajes, las actividades del mercado, los animales de la selva, los rituales, las danzas y los dioses. Como resultado de una profunda historia y fuertes lazos africanos, los símbolos adquieren un gran significado dentro de la sociedad haitiana. Muchos artistas se agrupan en "escuelas" de pintura, como la de Cap-Haïtien, que presenta representaciones de la vida cotidiana en la ciudad, la de Jacmel, que refleja las escarpadas montañas y bahías de esa localidad costera, o la de Saint-Soleil, caracterizada por formas humanas abstraídas y muy influida por el simbolismo vudú.
En la década de 1920, el movimiento indigenista alcanzó fama internacional, con sus pinturas expresionistas inspiradas en la cultura haitiana y sus raíces africanas. Entre los pintores más destacados de este movimiento se encuentran Hector Hyppolite, Philomé Oban y Préfète Duffaut. Algunos artistas notables de épocas más recientes son Edouard Duval-Carrié, Frantz Zéphirin, Leroy Exil, Prosper Pierre Louis y Louisiane Saint Fleurant.
En Haití también se practica la escultura; entre los artistas más destacados de esta modalidad se encuentran George Liautaud y Serge Jolimeau.
Hay pruebas de que la escultura de los taínos de Haití existía en la época precolombina y que creaban muñecas, dibujos y signos. Los investigadores especulan con la posibilidad de que estas esculturas representaran a sus deidades (quizá los antepasados de los vèvè en vaudou).
La escultura haitiana contemporánea está hecha de materiales naturales, medios artísticos tradicionales y materiales reciclados.
El pueblo de Noailles, en Croix-des-Bouquets, alberga más de una docena de talleres artesanos que producen innumerables piezas desde hace más de dos décadas. Las obras se crean a partir de bidones de aceite reciclados. En agosto de 2011, la Iniciativa Global Clinton, junto con Greif Inc, donó 40 toneladas de chatarra a los artistas de Croix-des-Bouquets. Tras el terremoto de 2010, los artistas tuvieron dificultades para encontrar material con el que trabajar. Según el diputado Jean Tholbert Alexis, 8000 personas de la zona se benefician directa o indirectamente de los artesanos del pueblo.

## Deporte

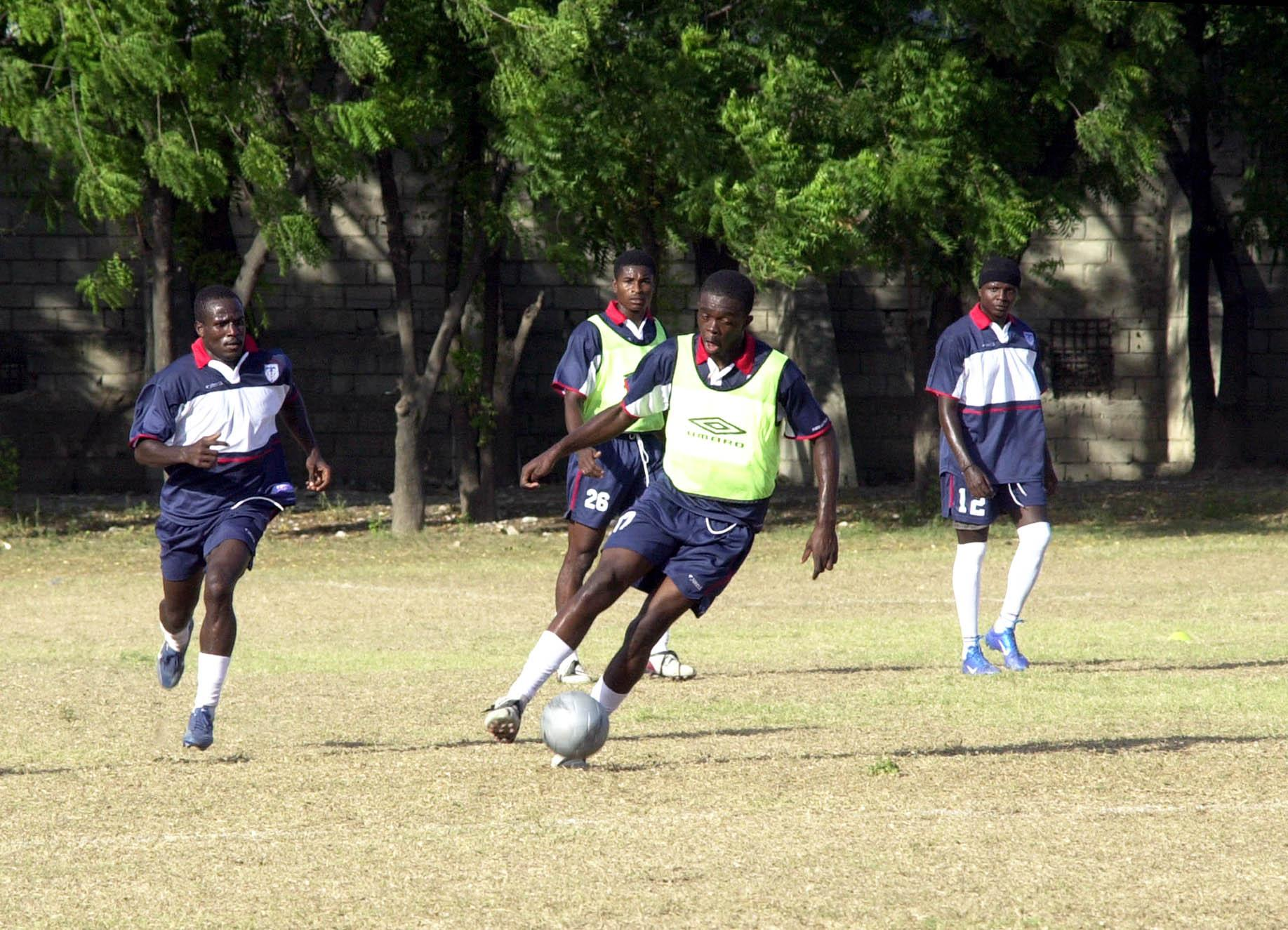
La selección de fútbol de Haití en un entrenamiento en Puerto Príncipe.

La Liga Haitiana es la Primera división de Haití dirigida por la Federación Haitiana de Fútbol, que fue creada en 1937.
La selección de fútbol de Haití es el representante nacional de este país. Es controlada por el Federación Haitiana de Fútbol, perteneciente a la CONCACAF y FIFA.
Haití ha sido una de las pocas representantes de las islas del Caribe en la Copa Mundial de Fútbol, junto con Cuba, Jamaica y Trinidad y Tobago.
Haití es uno de los pocos países caribeños donde el deporte principal es el fútbol.[cita requerida]